# Pelzreste

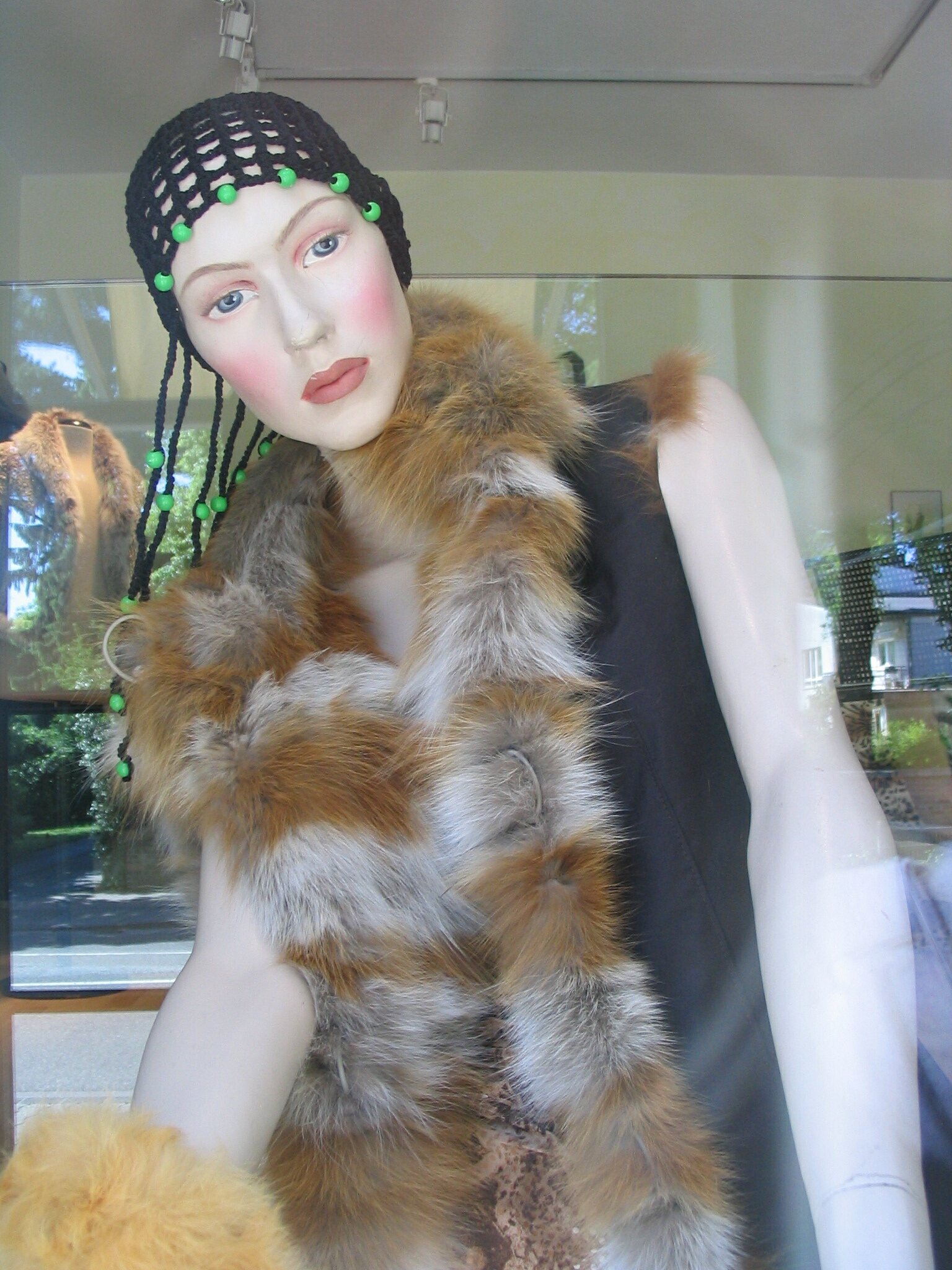
Weste aus Rotfuchsseiten (2010)

Pelzreste (griechisch Chordas) sind die in der Kürschnerei bei der Fellverarbeitung abfallenden Fellstücke, in der Branche Stücken genannt. Sie werden zu Pelzhalbfabrikaten, sogenannten „Bodys“, zusammengesetzt, die hauptsächlich zu Pelzbekleidung und Felldecken weiter verarbeitet werden. Ein kleiner Teil geht in die Galanteriewaren- und, in Mitteleuropa derzeit kaum noch, in die Spielwarenerzeugung. Fellstücken dienen als Köder beim Fliegenfischen. Zunehmend nach dem Zweiten Weltkrieg wurden Fellreste vom fellverarbeitenden Kürschner direkt zu größeren Kleidungsstücken verarbeitet, inzwischen nur noch selten. Die Spezialisierung einzelner Betriebe auf diese Tätigkeit verringert die dafür benötigten Arbeitszeiten in erheblichem Umfang, außerdem ermöglicht sie die Sammlung großer Mengen gleichartiger Stücken. Die Vorverarbeitung erlaubt eine vorteilhaftere, wirkungsvolle Pelzveredlung, beim Scheren für den Scherprozess, beim Färben schafft sie die Möglichkeit für das zusätzliche Aufbringen von Mustern mit Sprühpistolen, unter Umständen unter Einsatz von Schablonen. Reliefartige Muster werden gelegentlich durch das Ausbrennen des Haars mit Lasern erzeugt. Die Bodys werden meist über den Rauchwarengroßhandel vertrieben und kehren von dort in die Konfektionsindustrie oder zu den Einzelhandel betreibenden Kürschnern zurück. Die abfallenden Fellteile haben bei in der Regel größerer Leichtigkeit meist die gleiche, manchmal sogar eine größere Haltbarkeit als das Hauptprodukt aus den Kernstücken der Felle.
Nur gelegentlich verwendet der Fellverarbeiter die Reste bei der Pelzherstellung an verdeckter Stelle in Jacke oder Mantel mit oder integriert sie als Ornament. Jedoch haben insbesondere indigene Völker, beispielsweise die Eskimos, Trachten mit sehr kunstvollen, harmonischen Mustern entwickelt, die aus den Fellteilen gearbeitet werden, die sonst abfallen würden. Alles deutet darauf hin, dass die auch heute noch wertgeschätzten Pelzreste genutzt werden, seitdem der Mensch Felle zu Kleidung verarbeitet.
In den letzten Jahrhunderten haben sich in verschiedenen Zentren der Welt eigene Industrien für die Pelzstückenverarbeitung gebildet, in Europa ist das bis heute vor allem Kastoria in Griechenland und der nahegelegene Ort Siatista.
Die 1968 veröffentlichten deutschen RAL-Vorschriften für Pelzbekleidung besagen, dass für eine warenehrliche Beschreibung Pelzwaren, wenn sie nicht aus ganzen Fellen gearbeitet sind, also aus Seiten, Wammen, Klauen, Schweifen (Schwänzen) oder Abfallstücken, als solche gekennzeichnet sein müssen (zum Beispiel Nerzpfotenmantel, nicht Nerzmantel). Im Text der Bestimmungen wird besonders darauf hingewiesen, dass Bezeichnungen „aus besten Stücken“ beziehungsweise „aus ausgesuchten Stücken“ oder analoge Begriffe unzulässig sind.
Im Jahr 1961 bestimmte eine Verordnung über die Ersichtlichmachung der Beschaffenheit von Fellen und Pelzwaren des österreichischen Bundesministeriums für Handel und Wiederaufbau unter anderem: „§ 4: Bei Pelzwaren, die nicht aus ganzen Stücken gearbeitet sind, ist auf diesen Umstand hinzuweisen (zum Beispiel Persianerstückenmantel), oder es sind die verwendeten Fellteile anzuführen (zum Beispiel Bisamwammenmantel, Fehrückenmantel, Persianerkopfmantel, Persianerklauenmantel).“
Für eine Beschreibung der verschiedenen Fellarten siehe → Pelzarten und die dortigen Weiterleitungen auf die entsprechenden Hauptartikel.

## Allgemein

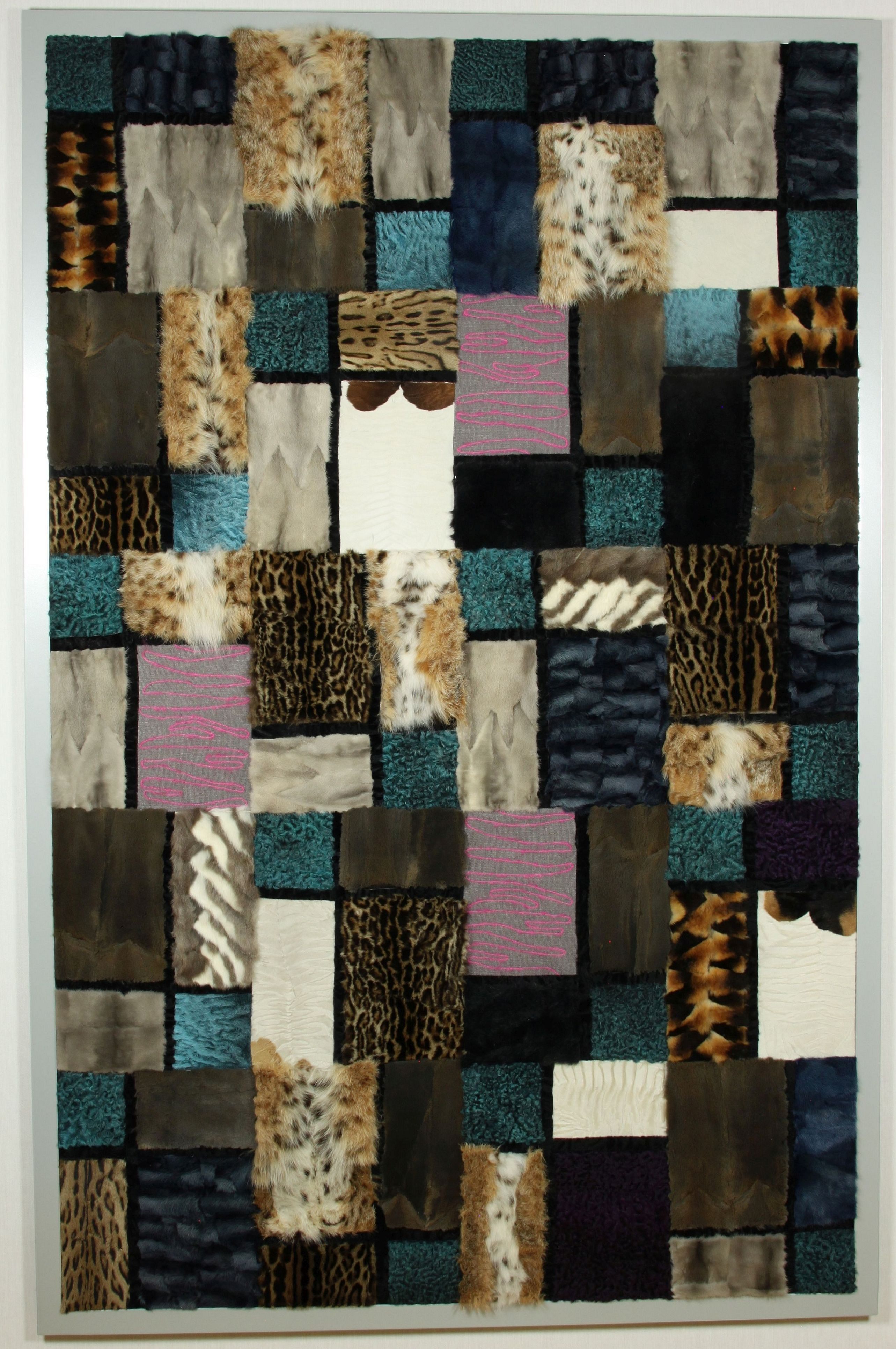
Wandbehang, diverse Fellarten (Barbara Janßen, Gütersloh, 2023)

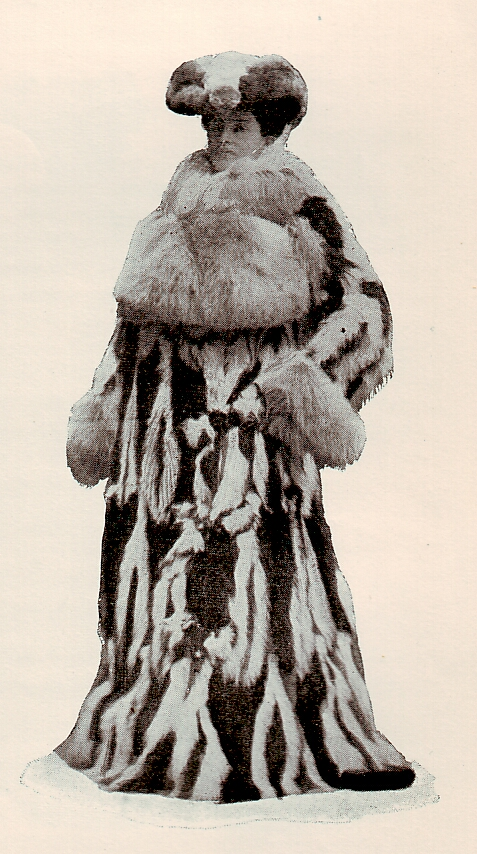
Skunksmantel, bei dem die Gabeln nicht herausgeschnitten wurden (mit Fuchsbesatz, 1900)

Neben der „Schussware“, den für eine normale Nutzung nicht zu gebrauchenden, meist extrem beschädigten Fellen, bleiben bei der Fellverarbeitung vor allem Kopfstücken, Pfoten und Schweife in der Regel erst einmal unberücksichtigt, schon weil die Felle in der sich durch die Extremitäten ergebenden, unregelmäßigen Fellform so nicht zu verwenden sind. Auch weichen diese Teile meist erheblich vom übrigen Fellcharakter ab. Beinteile und Schweife haben fast immer eine andere Farbe als der Rumpf, die Beinteile und die Kopfstücken sind oft kurzhaariger. Beim Persianer und anderen gelockten Lammfellen sind die Beinteile, vom Kürschner Klauen genannt, weniger gelockt, nur moiriert oder ganz glatthaarig. Die Schwänze sind, wenn sie dicht behaart sind, immer langhaariger. Häufig wird auch die andersfarbige Bauchseite, die Wamme, extra verarbeitet. Einer der besonderen Reste entstand beim Skunksfell, bei dem früher die helle und langhaarigere Gabel herausgestochen, zusammengesetzt und dunkel eingefärbt wurde.
Eine Ausnahme bildet das Guanakofell, bei dem man die sehr langen Beine oft am Fell belässt und insbesondere bei der Nutzung zu Pelzdecken die Felle kunstvoll ineinander fügt, eine Verarbeitungsmethode, die bereits von den Indios beherrscht wurde. Die hellen, von den Beinen in die Fellseiten übergehenden fast weißen Fellpartien ergeben ein für diese Fellart charakteristisches Bild. Trotzdem blieben bei dieser materialsparenden Arbeitsweise noch Fellreste übrig, die von den Indiofrauen zusammen mit kleinen Skunksfellen, wilden Katzen und anderen heimischen Fellen zu beeindruckenden, geschmackvollen Mustern zusammengesetzt wurden.
Für Kaninpfoten wurde 1950 die Verwendung zur Leimfabrikation erwähnt. Die nicht für Pelzzwecke zu verwendenden Reste und die so genannten Kleinststücken werden ansonsten der Tierhaarverwertung zugeführt, vor allem zur Herstellung von Filz. Hutmacher verwerteten vor allem Biber, Bisam, Nutria und Kanin, aber auch Nerz, Otter und Maulwurf. Biber, Bisam, Otter und Nutria finden für die Außenseite Verwendung und verleihen dem Filz eine glatte Oberfläche. Im Jahr 1930 wurde der Produktionsprozess so beschrieben: Der so genannte „geblasene Pelz“ wird dazu durch eine Maschine geblasen und mit anderen Materialien der Filzfabrikation vermischt. Die Pelzstückchen werden auf einen Papierstreifen geleimt, der über eine Walze und dann durch eine Maschine läuft. Der Pelz kommt dann mit einem Rotationsmesser in Kontakt, der den Pelz ganz kurz schneidet. Gleichzeitig wird der so beschnittene Pelz in einen Behälter geblasen. Die Hutmacher bevorzugten jedoch wegen des noch schöneren Glanzes die Stücken roher Pelzfelle. – Die Haare von langhaarigem, kräftigem Fellwerk gehen in die Pinselindustrie als Pinselware (u. a. Bär, Dachs, Ziege), für feinere gebraucht man Schweifhaare (u. a. Kolinsky, Feh). Abfälle in der Haarschneideindustrie („Schnitzel“, „Ledernudeln“) wurden unter anderem in Frankreich als Weinbergdünger verwendet.
Im 16. und 17. Jahrhundert bestand die Bezeichnung Tafelmacher bzw. Tafelmeister für die Kürschner, die sich mit dem Herstellen von Felltafeln und Fellfuttern beschäftigten. Sie traten ursprünglich nicht als selbständige Kürschner auf, sondern waren mit dieser Spezialarbeit bei einem Kürschner angestellt.
Eine Revolution der Pelzproduktion, insbesondere der nähintensiven Pelzstückenverarbeitung, stellte die Erfindung der Pelznähmaschine dar. 1894 wurde die erste Maschine in Kastoria importiert, wegen des Protests der Näher, die um ihre Arbeitsplätze fürchteten, anfangs allerdings erst einmal wieder ausgemustert.
Im Jahr 1928 leitete ein österreichischer Kürschnermeister in einem Fachbuch die Kollegen zu einem achtsamen Umgang mit den bei der Arbeit anfallenden Fellstücken an:

„Wenn der Kürschner das ganze Jahr arbeitet, erübrigt er eine große Menge von Abfällen, die einer vielfachen Verwendung zugeführt werden können und durchaus kein wertloses Material darstellen.
Durch Sortieren wird dieses Material entsprechend seiner Verwendbarkeit aufgestellt werden.
Vorerst werden jene Stücke aussortiert, die für Reparaturen verwendet werden können. Größere Stücke kommen auch für das Einschneiden in Betracht. Man menge nun diese Abfallstücke nicht kunterbunt in Kisten oder Säcke, um beim Gebrauch irgendeiner Sorte alles durchwühlen zu müssen, bis man das Gesuchte findet. Der moderne Kürschner wird sich für jede Sorte einen Karton oder ein Säckchen anlegen, das er in seinen Stellagen alphabetisch ordnet, um jede Fellsorte ohne langes Suchen sofort zur Hand zu haben. Wie wertvoll eine solche Ordnung ist, wird man in der Hochsaison ermessen können, wo jeder Augenblick des Kürschners wertvoll ist.“

Im selben Werk wies der Autor „jene Kürschner, die den Abfall als Spezialarbeit verwerten“, darauf hin, „dass man nun eine Stanzvorrichtung erfunden hat, die das zeitraubende Zuschneiden der kleinen Fellstückchen rasch und gleichmäßig besorgt. Diese Stanzen wie die ganze Vorrichtung arbeiten derartig, dass das Haar nicht mit abgeschnitten wird. Die Stanzen sind für die einzelnen Formen auswechselbar und ermöglichen ein rasches und peinlich genaues Arbeiten.“
Ende des 19. Jahrhunderts fing man an, die Pelzstücken nicht mehr nur für Innenfutter, sondern auch nach außen für „Damenjaketts“ zu verwenden. Die Idee der Herstellung von Bodys, Halbfabrikaten aus Pelz, schreibt der Rauchwarenhändler Francis Weiss dem New Yorker deutscher Abstammung Kurt Seelig zu. Seelig lieferte nach dem Zweiten Weltkrieg als erster, neben den bisherigen Felltafeln- oder -futtern, perfekt sortierte Pelzplatten in der Größe, wie sie für Mäntel und Jacken benötigt wurde, in Amerika auch als „Fur-shells“ bezeichnet. Gleichzeitig wurde auch in Griechenland mit der Bodyproduktion, hier aber aus Fellstücken, begonnen.

Frühgeschichtliche und indigene Pelz-Patchworkarbeit
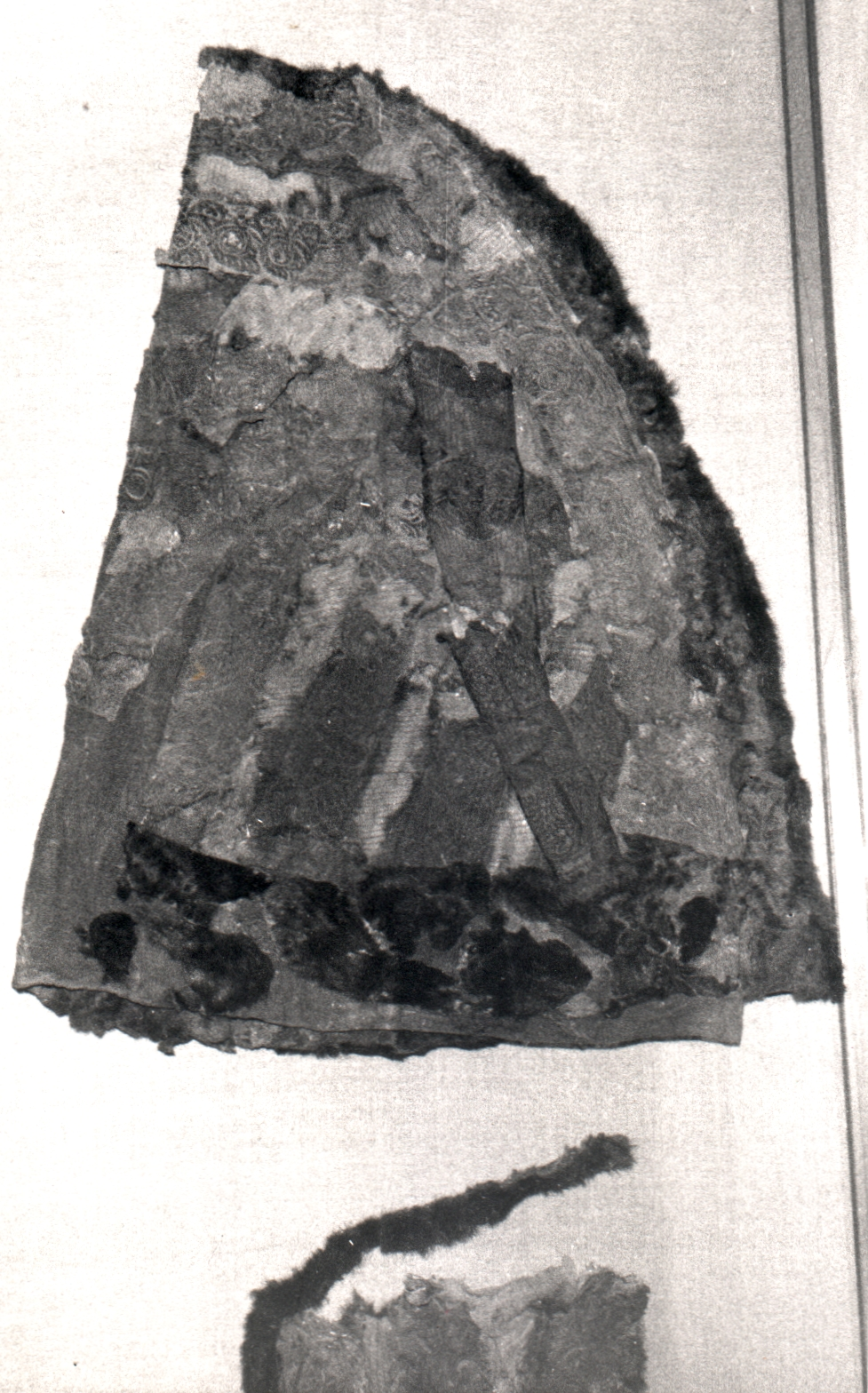
Jacke aus einem Skythengrab (Eremitage, Leningrad)
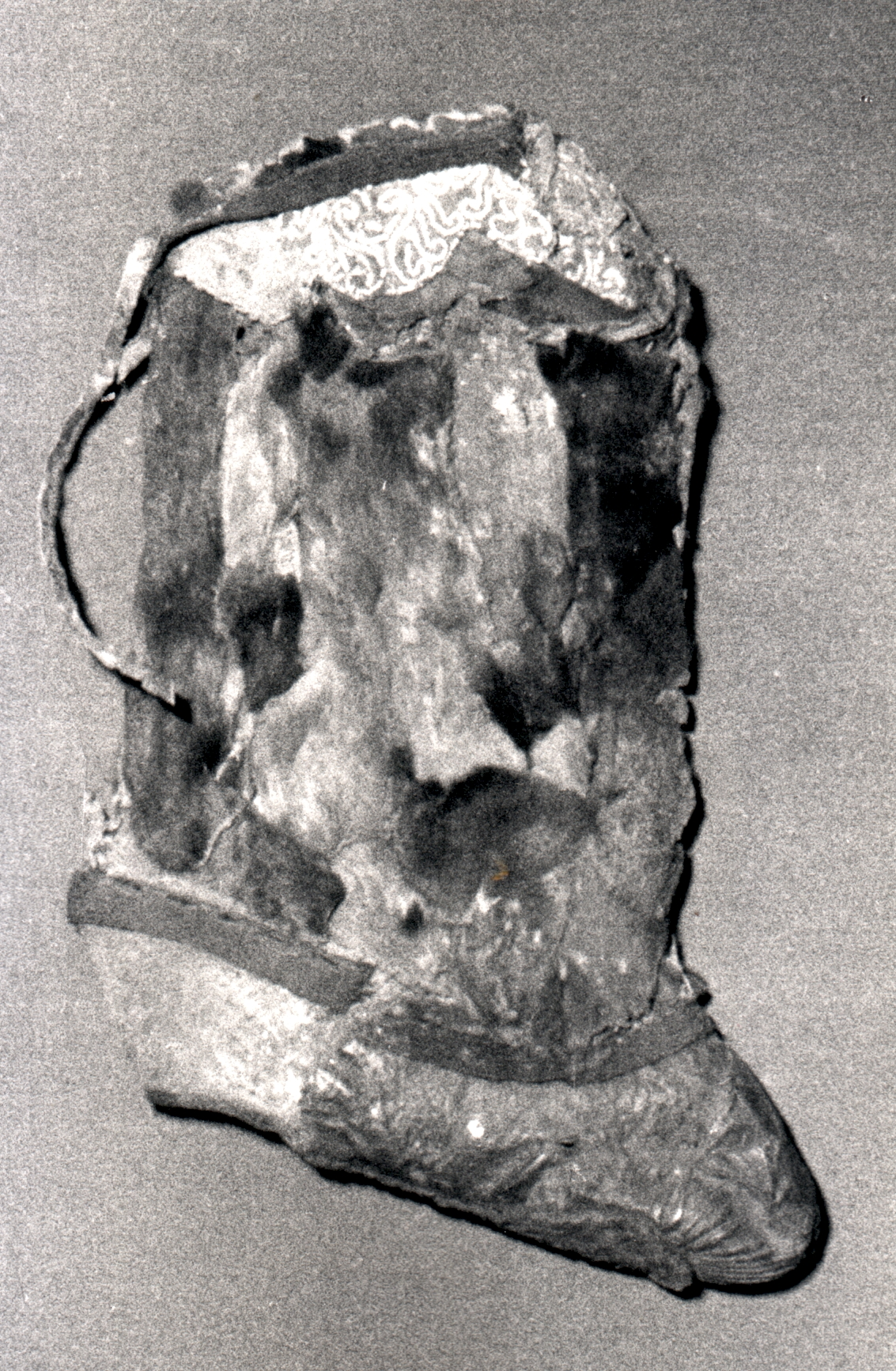
Stiefel aus einem Skythengrab (Eremitage, Leningrad)
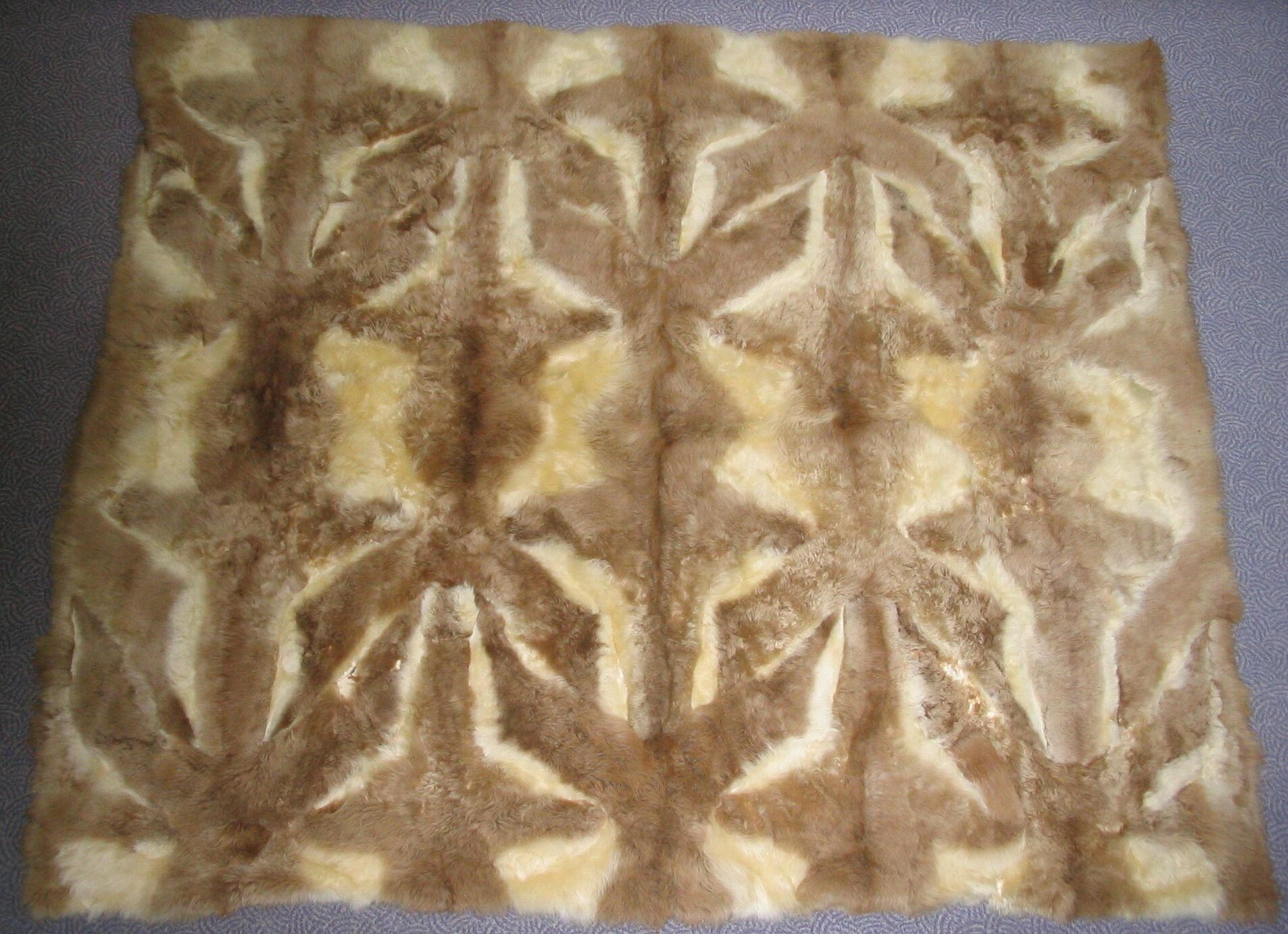
Quillango, typisches südamerikanisches Guanakoplaid mit den mitverarbeiteten Beinstücken

### Spezielle Handelsbezeichnungen
Nach Größe (jeweils Breite × Höhe)
Die üblichen Maße variieren je nach Mode und vorgesehenem Verwendungszweck (Jacke oder Mantel).
- Body = Mantel 230 cm × 118 cm; Jacke 230 × 75 bis 90 cm
- Futter, in der Regel nur aus Fellen = 110 bis 115 cm × 140 bis 150 cm (konisch, oben meist schmaler)
- Tafel (Plate, Platte), für Stücken unüblich, eigentlich nur für chinesische Felltafeln = 60 × 120 cm.
- Streifen, u. a. 1958 erwähnt: 120 × 45 bis 50 cm, Streifen sind somit schmaler als Tafeln[8]

Nach Fellteil
- Nourkulemi = hinteres Bauchteil von Marderartigen; wenig Grannenhaar, manchmal weißfleckig, leicht; meist Nerz und Zobel
- Thiliki = Brustteil hinter den Vorderpfoten, von Marderartigen; meist Nerz und Zobel
- Schweif = dicht behaarter Fellschwanz
- Klaue = die Pfote von Huftieren, vor allem des Persianerschafs (nicht ganz korrekt, trotzdem fachsprachlich auch sehr oft für Fellpfoten anderer Arten). Nachdem um die 1980er Jahre, vorwiegend im norddeutschen Raum, von der fachsprachlichen Bezeichnung „Klaue“ auf die zoologische Bezeichnung übergegangen worden war, erklärte eine „Expertenkommission“ beide Bezeichnungen als korrekt.[15][16]

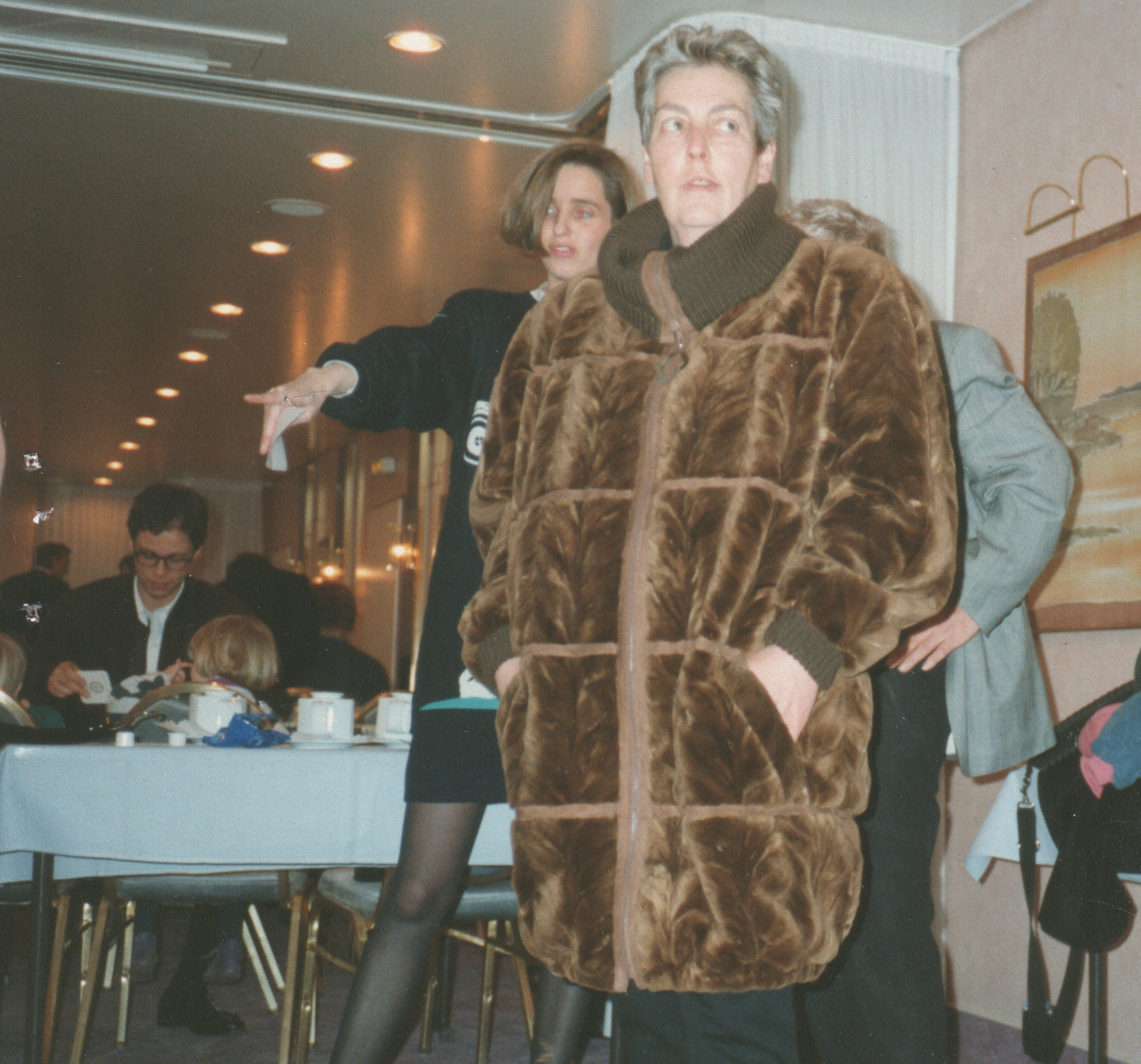
Samtnerz-Nourkulemi-Jacke (1992)
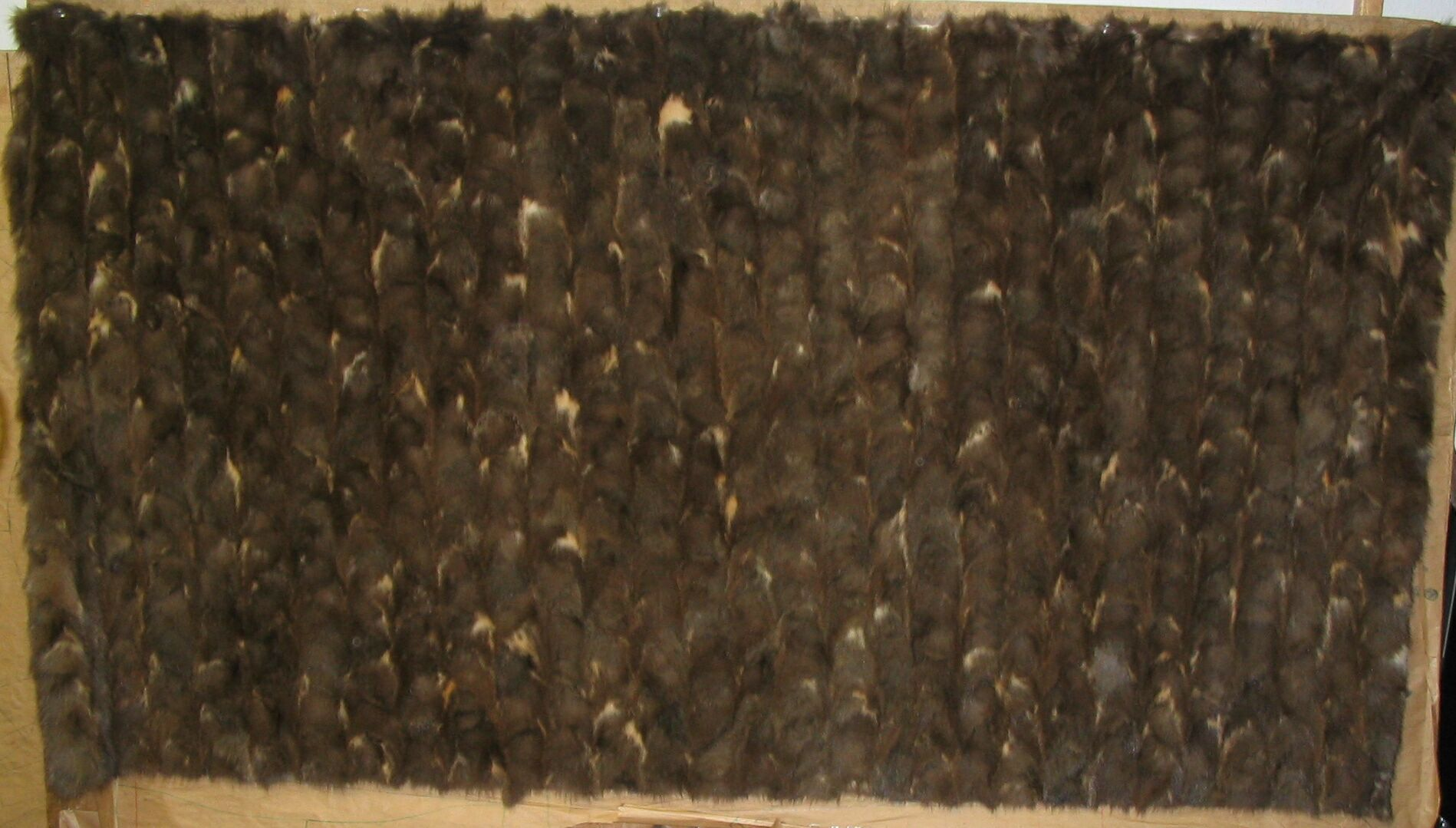
Zobel-Thiliki-Body, Haarseite
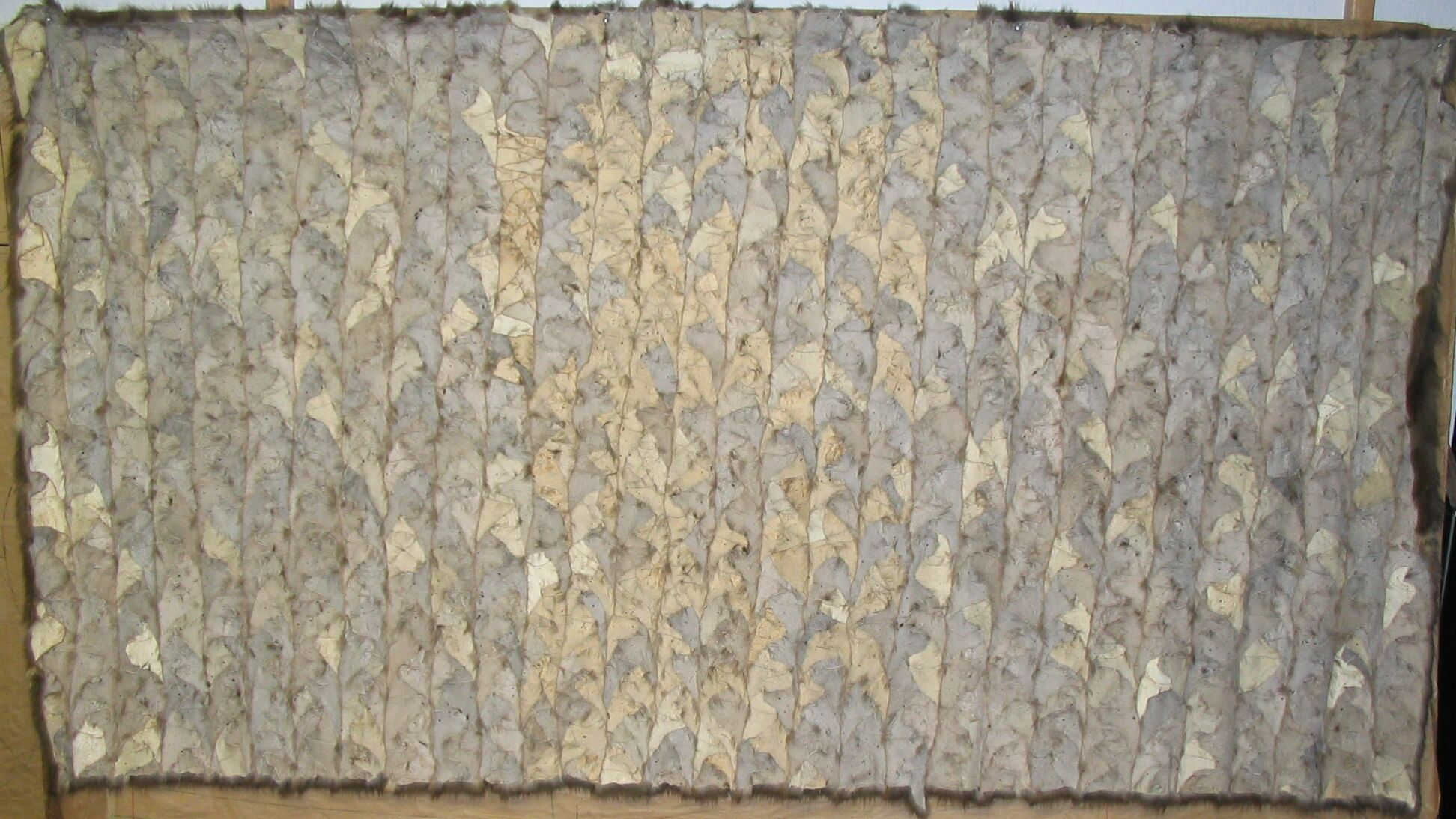
Zobel-Thiliki-Body, Lederseite I
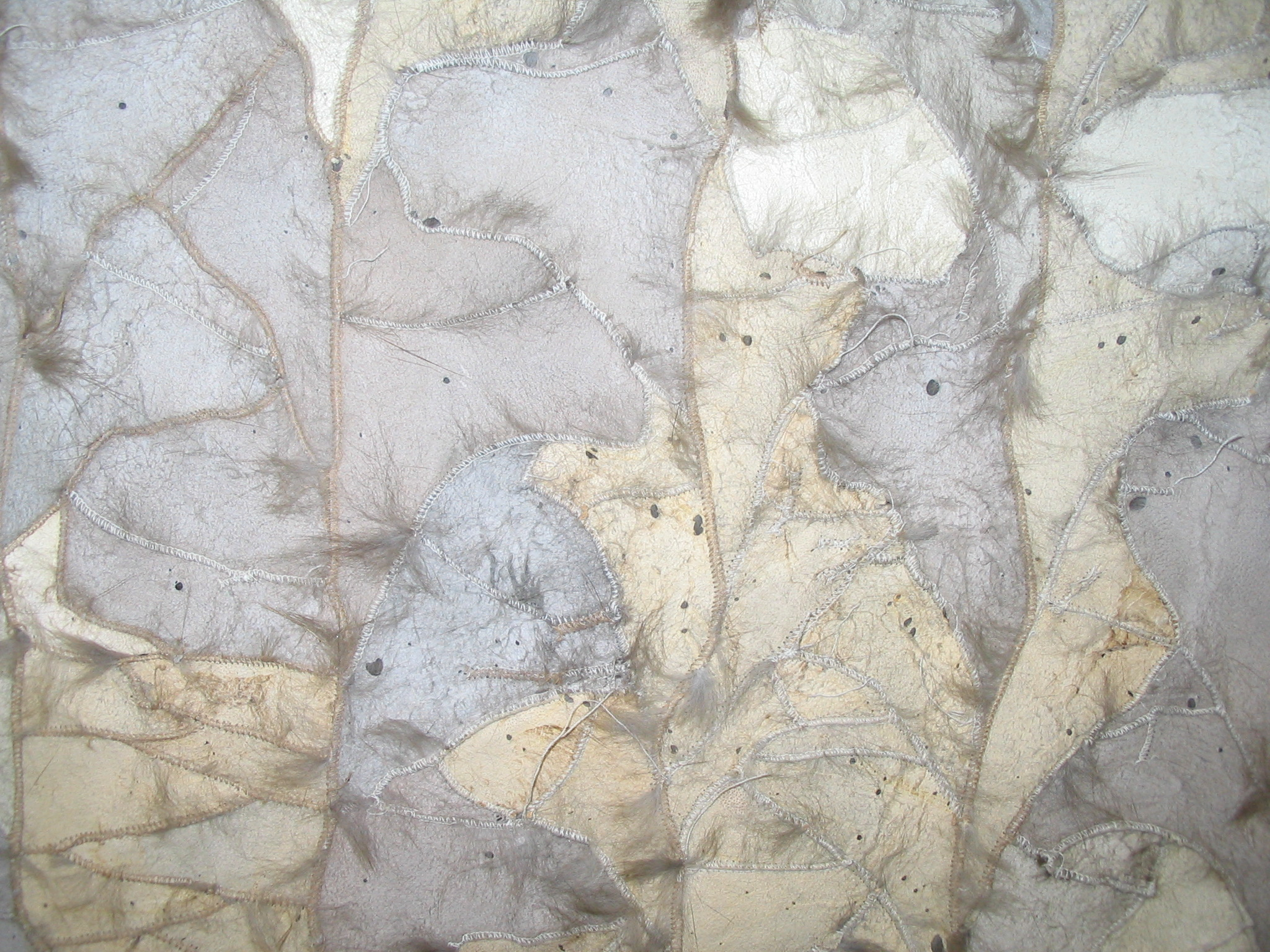
Zobel-Thiliki-Body, Lederseite II
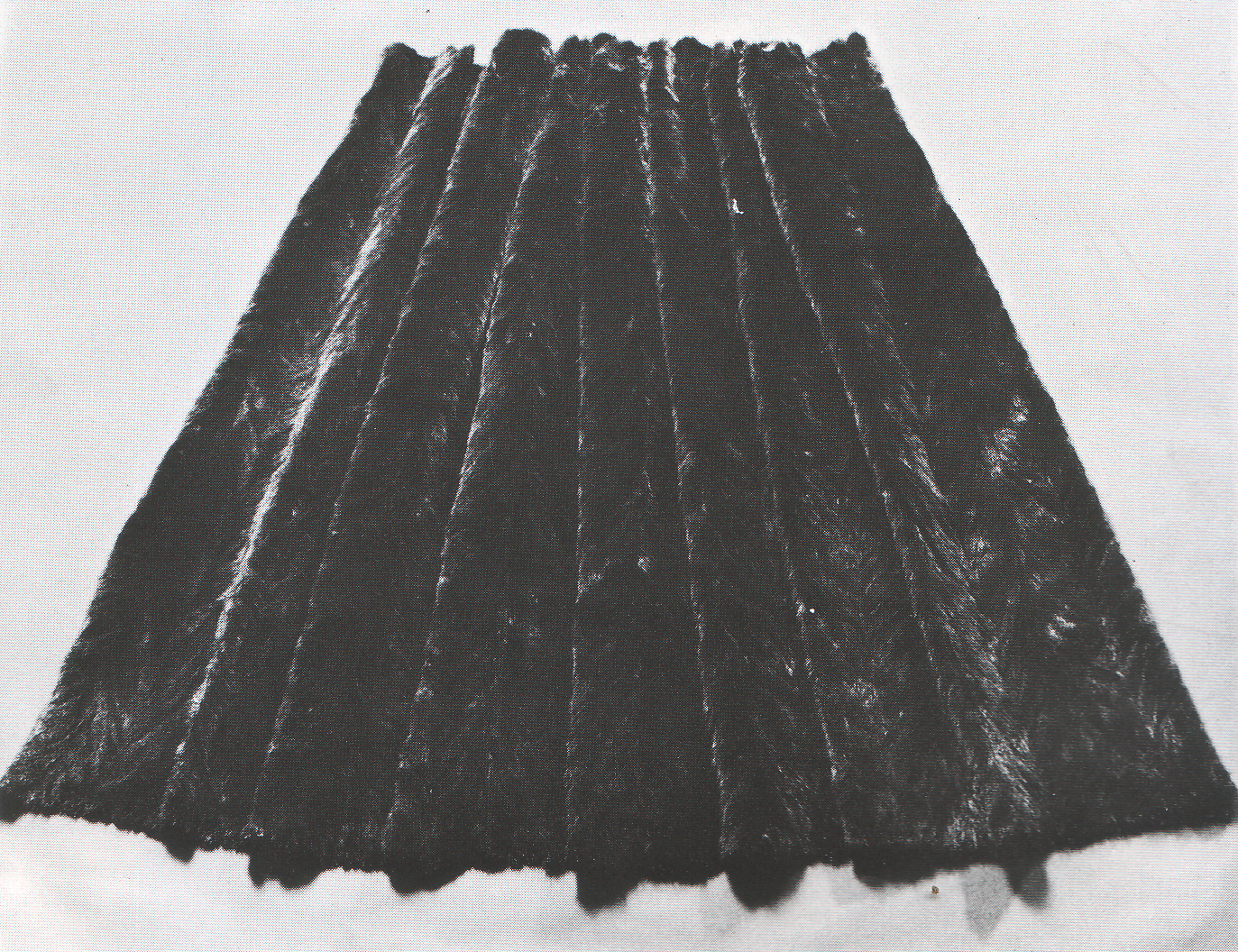
„Kiles kardias“ (Nerz-„Herzstücken“)

In der Pelzbranche sind im deutschsprachigen Raum diese griechischen Bezeichnungen nicht gebräuchlich, für Kopf = Kephali; Vorderpfote = Prostino podi; Hinterpfote = Pisino podi; Pumpf (hinteres Fellende) = Founta; Seite = Kiles; hintere oder vordere Herzseite = Kardias; sowie Maschali, ein Seitenstück hinter den Vorderpfoten. Sie sind entsprechend der Körpergegend aus der sie stammen benannt (Nerz-Kopfstückenbody, Zobel-Vorderpfotenbody usw.).
Nach Verarbeitungsart
- Palmera = schachbrettartig paarweise linke und rechte Pfote nebeneinander. Bei Fuchspfoten, sehr dekorativ.
- Vintom = diagonal. Es werden aus den linken und den rechten und den linken Fell(wammen-)hälften jeweils Bodys gearbeitet, eines mit nach links und das andere nach rechts aufsteigenden, etwas versetzten Fellbahnen. Die Weiterverarbeitung nur einer Hälfte für ein Kleidungsstück verursacht durch die versteifend wirkenden, diagonalen Nähte einen einseitigen Fall des Kleidungsstücks. Wird fast nur bei chinesischen Fehwammentafeln angewendet, die allerdings, wie die Bisamwammentafeln, nicht zu den Stückenprodukten gerechnet werden.

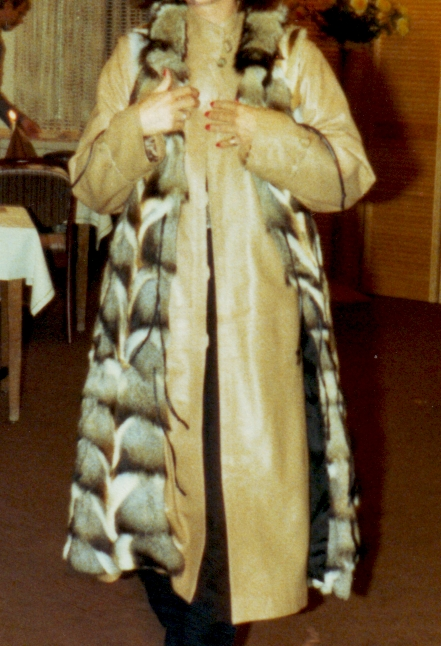
Palmera Fuchspfoten-Innenfutter (1983)
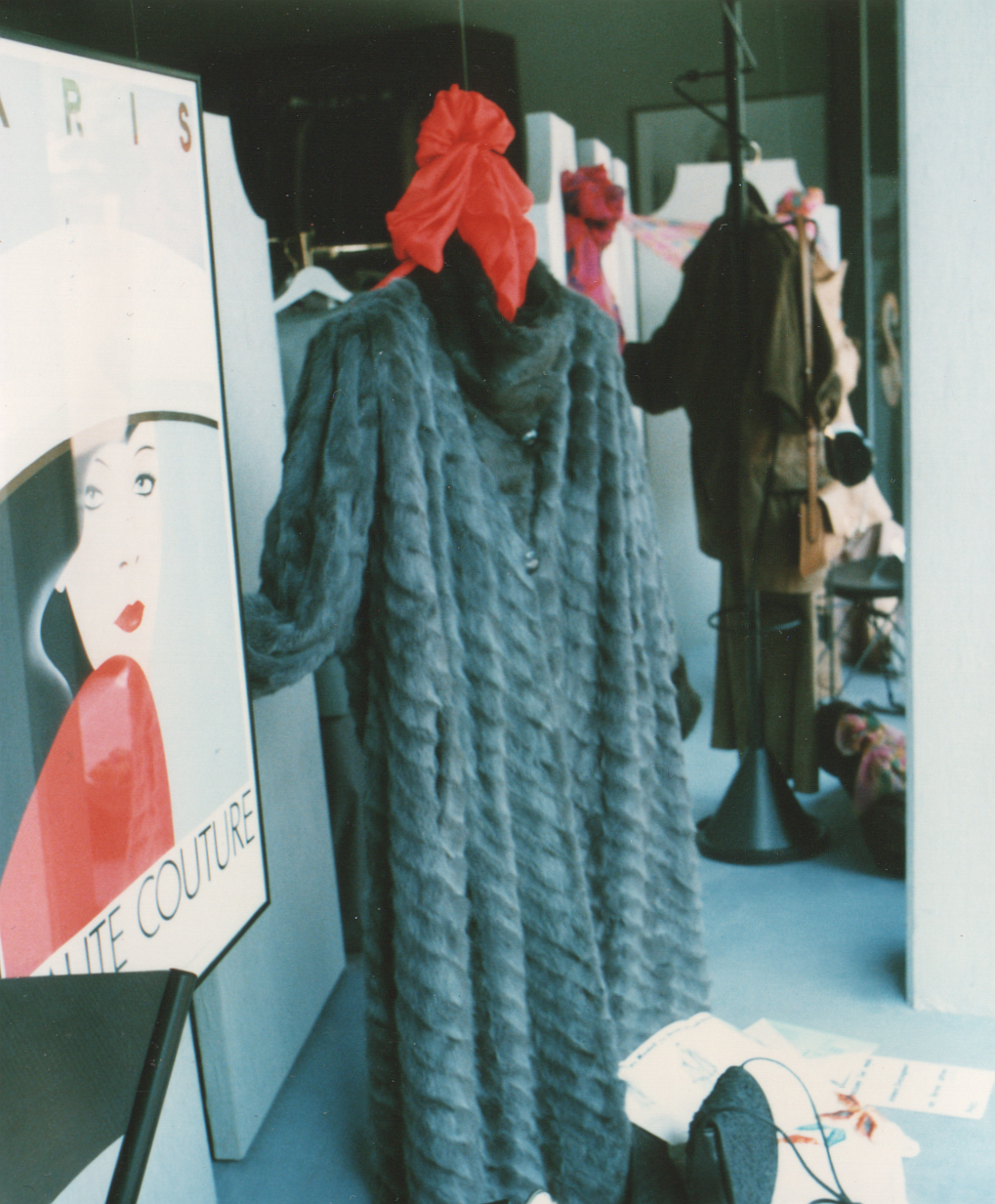
Vintom Fehwammenmantel (1989)

### Verwendung nach Fellteilen

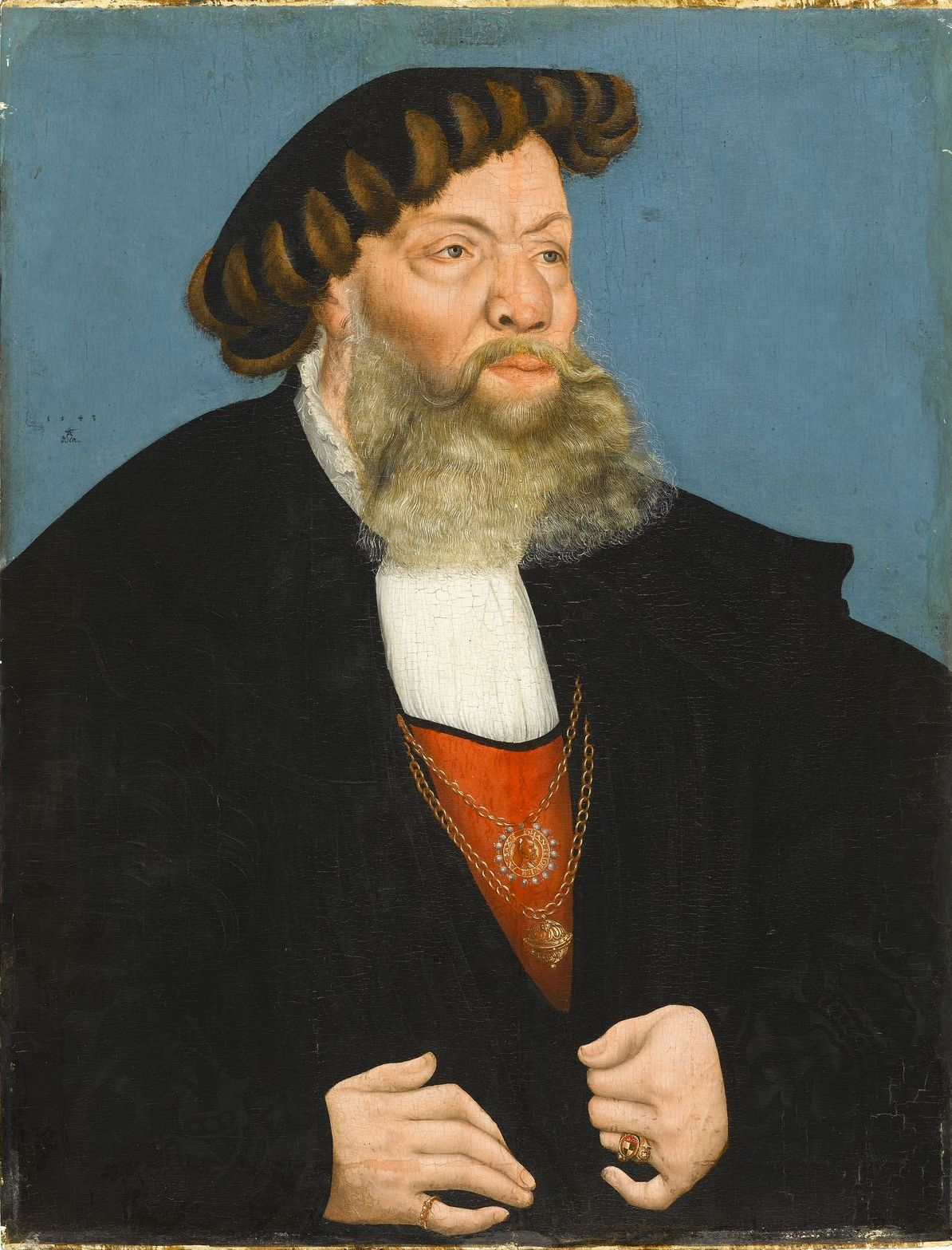
Der kursächsische Rat Jobst von Hayn mit einem Stoffbarett, der Rand besetzt mit Marder- oder Nerzschweifen
(Lucas Cranach der Jüngere, 1543)

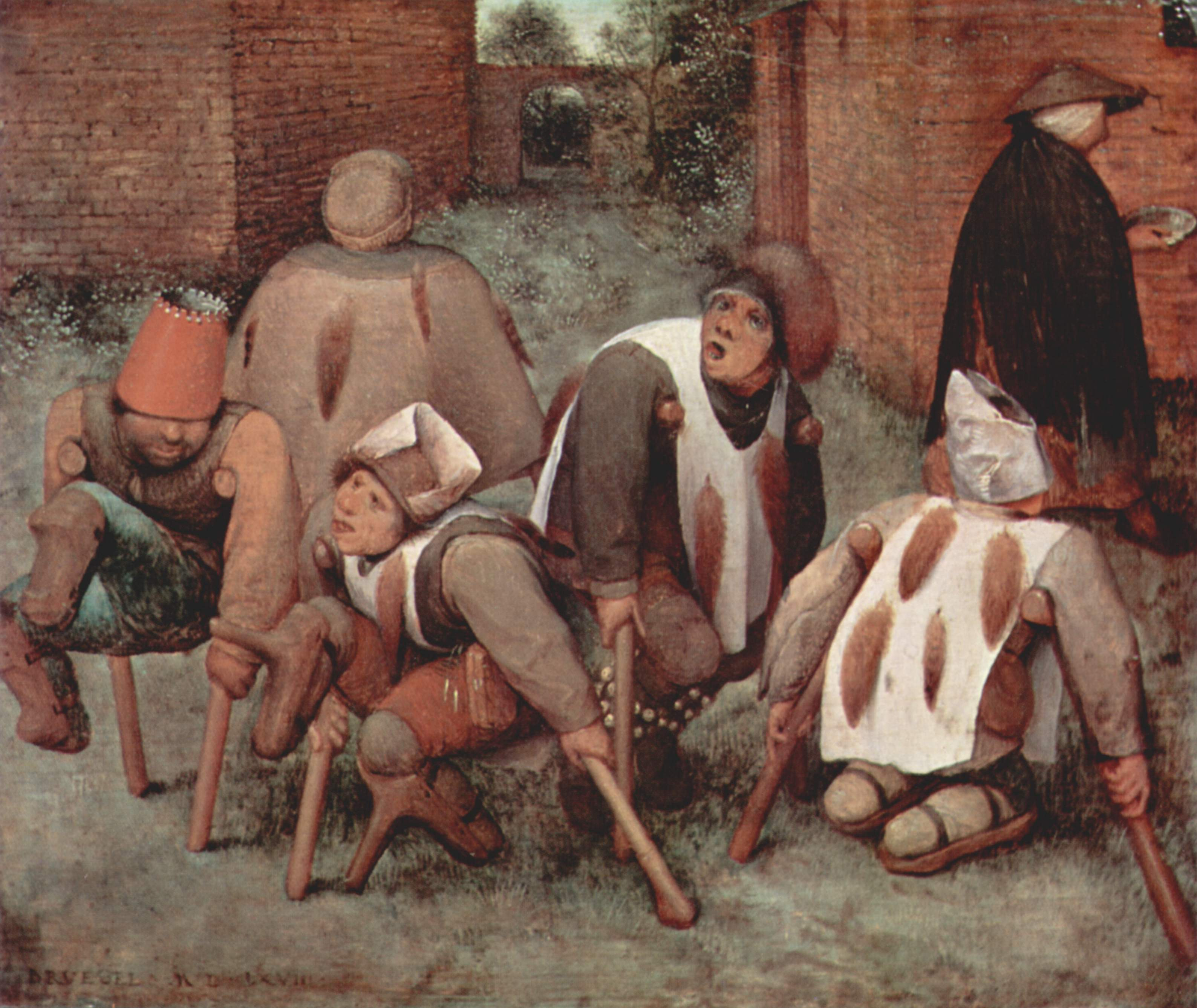
Fellschweife (hier Rotfuchs und Marder) als typisches Accessoire der Narren
(Pieter Bruegel d. Ä.: Die Krüppel, 1598)

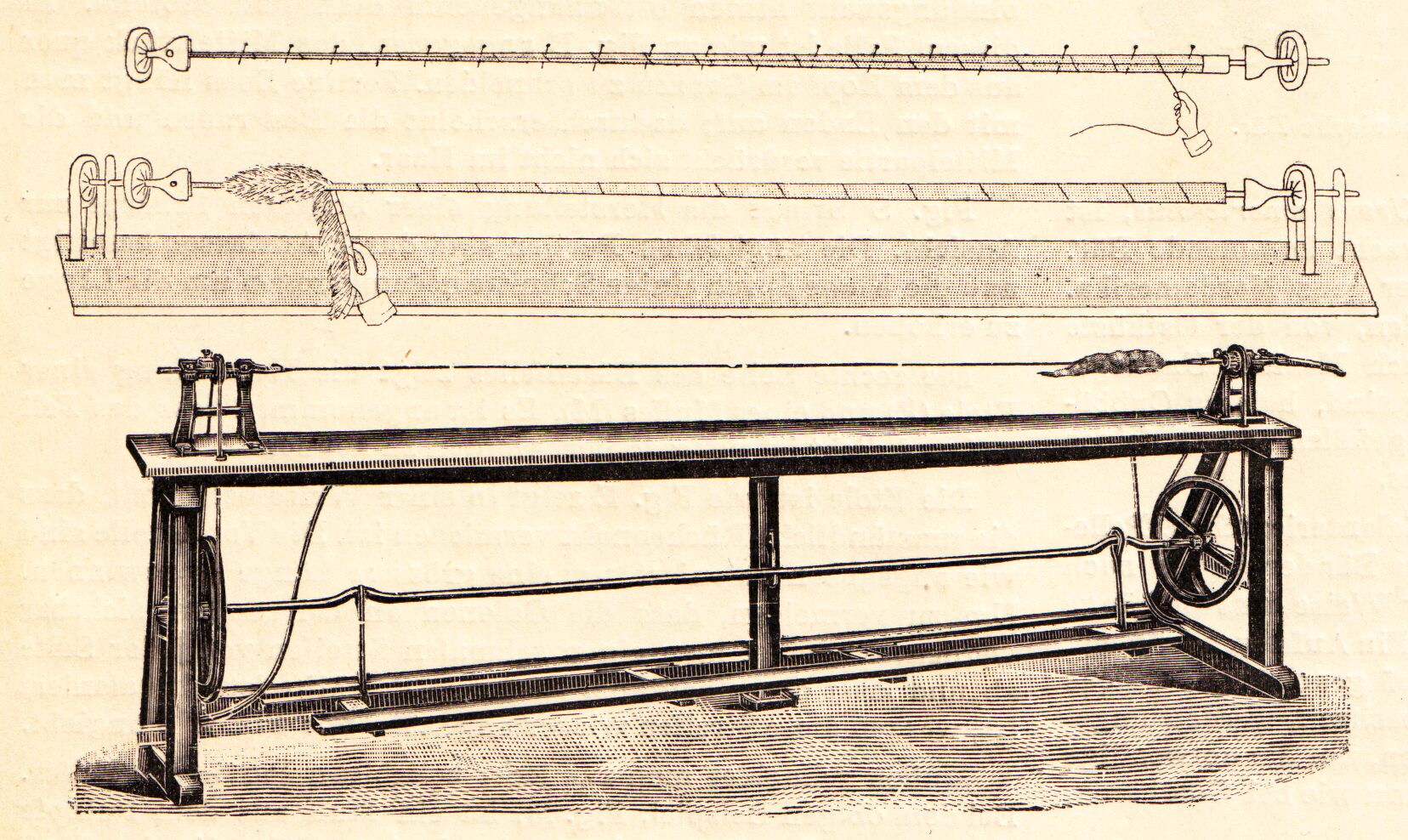
Schweifdrehmaschine (ca. 1905)

Je nach Mode werden oder wurden folgende Fellteile zu Halbfertigprodukten gearbeitet, ohne Anspruch auf Vollständigkeit:
- Köpfe

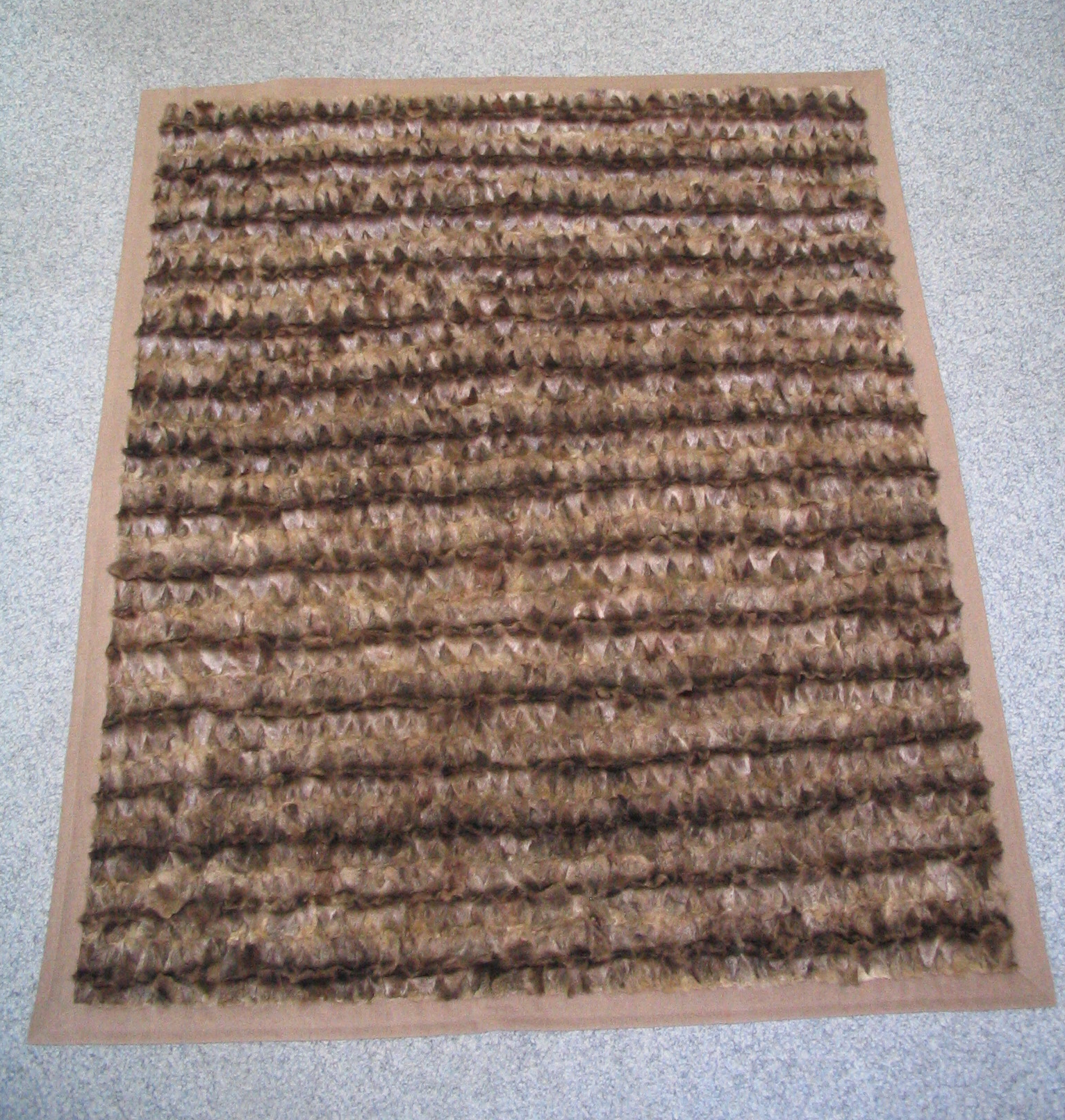
Decke aus Zobelstirnen, griechische Vorverarbeitung (Wiesbaden 2012)

Australisch Opossum, Bisam, Feh, Kalb, Kanin, Lammfell, Nerz, Persianer, Rosshaut, Schaffell
- Pfoten, Klauen

Fohlen, Fuchs, Kalb, Lammfell, Persianer, Rosshaut, Schaffell, Schiras, Nerz, Zickel, Ziege
- Pümpfe (hintere Fellteile, vor Schweifansatz)

Bisam, Kanin, Nerz
- Seiten

Australisch Opossum, Fohlen, Fuchs, Kalb, Kanin, Murmel, Nerz, Nutria, Viscacha, Zickel
- Stirn

Bisam, Kanin, Nerz, Zobel, Ross
- Backen

Bisam, Kanin
- Nacken

Nerz, Lamm
- Kehlen

Baummarder, Bisam, Iltis, Nerz, Steinmarder, Zobel
- Ohren

Chinesische Lammfelle, Kid, vormals Hasen, Fehohren als Abschluss an künstlich gedrehten Hermelinschweifen
In China aus Ohren hergestellte Tafeln wurden einmal sehr gerne verarbeitet. Bei allen Fellarten musste zuerst das Innere der Ohren entfernt werden, wozu Fingerspitzengefühl und Können nötig waren. Die so erhaltenen weichen Ohroberseiten wurden zu kunstvollen Mustern zusammengenäht und mit feiner Seide unterlegt. Diese Technik des Unterlegens [englisch: staying] zählt inzwischen zu den ausgestorbenen Handwerken. Seit dem Mittelalter sind alle Versuche gescheitert, eine befriedigende Lösung zu finden, mit der die Ohrentafeln dauerhaft verstärkt werden können.
- Skunksgabeln

Die weißen Streifen des Skunksfells wurden herausgeschnitten, zu schmalen Streifen verarbeitet und dann gefärbt.
- Stücken

Je nach Eignung aus den verschiedenen Fellarten und Fellsorten

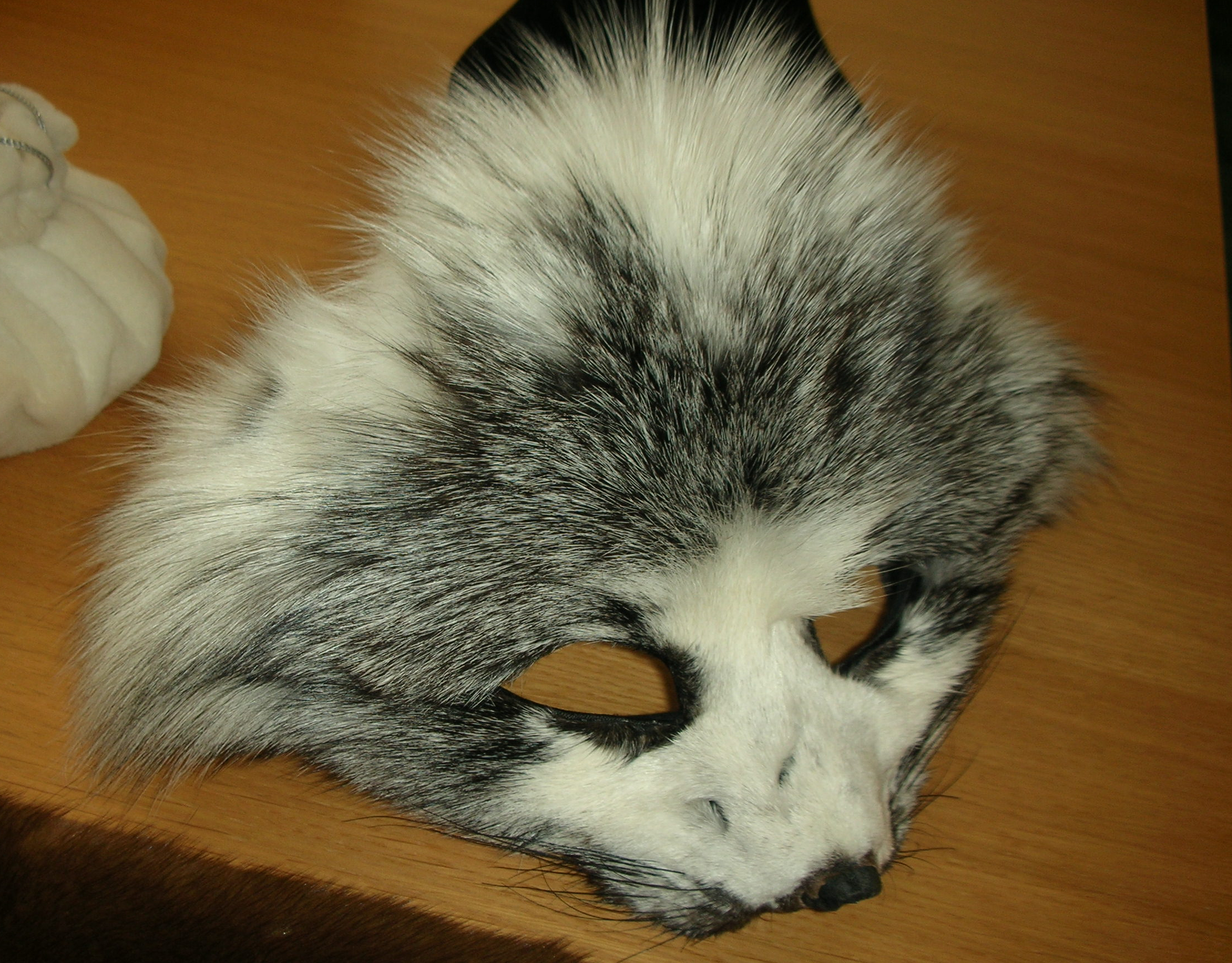
Kopfstück, Platinfuchs
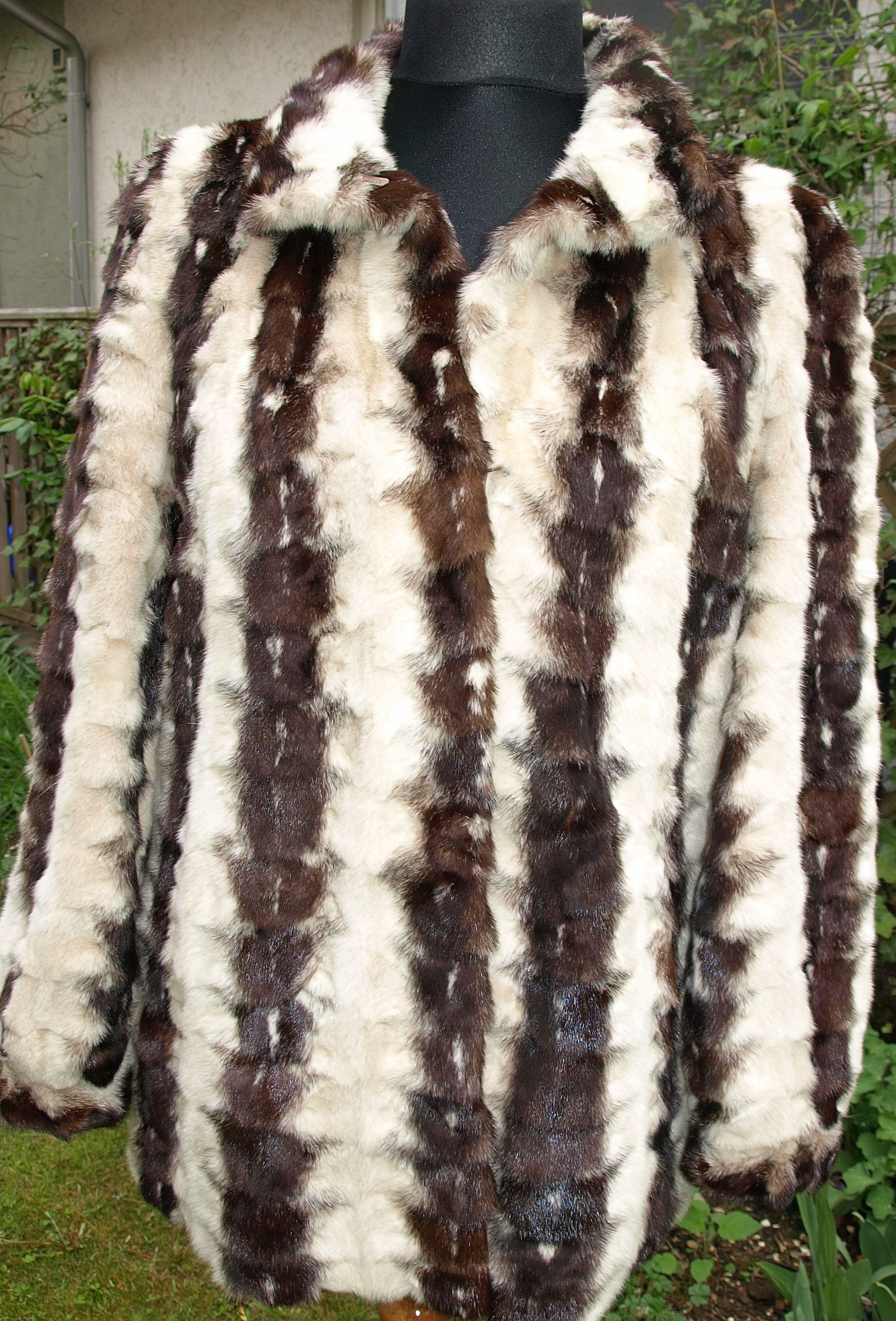
Jacke aus Black Cross Nerzköpfen (ca. 1990)
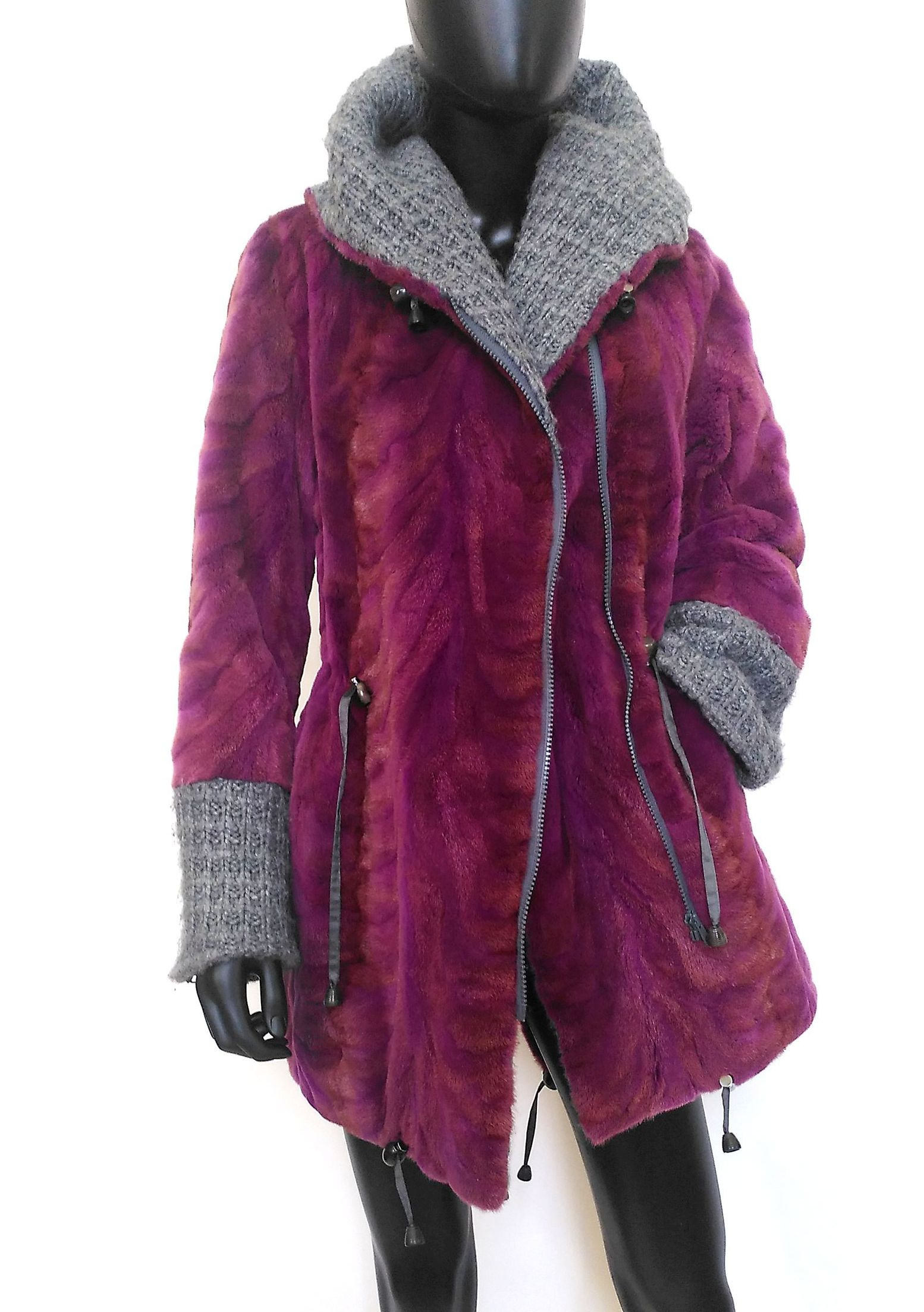
Pink gefärbter Samtnerzpfoten-Parka mit grauem Stoff (Stephanie Metz, 2021)
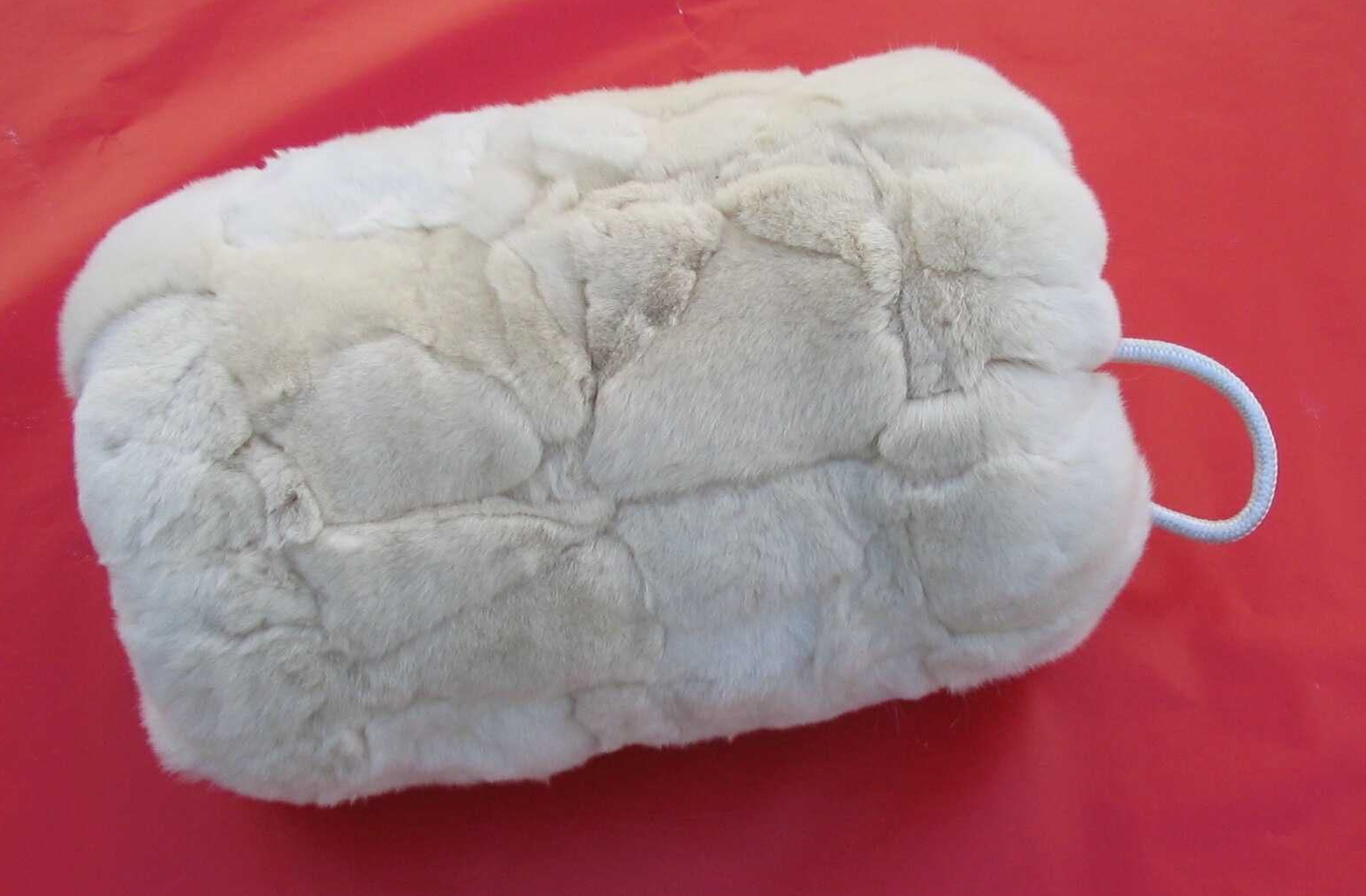
Muff aus Kaninbacken (China, 2008)

- Schweife

Die Schweife werden unterschiedlich genutzt, im Wesentlichen wegen ihrer Beschaffenheit und Form.
Dichtbehaarte, kräftige und buschige Schweife haben unter anderem Feh, Füchse, Marder, Nerz und Zobel.
Bei den Katzenarten – Kleinkatzen (Hauskatzen, Wildkatzen) und Großkatzen (Tiger, Löwe, Leopard, Jaguar, Puma, Nebelparder) – ist der Schweif lang, doch schwach behaart. Eine Ausnahme bildet der kräftig behaarte Schneeleopard (Irbis).
Von den australischen bzw. neuseeländischen Beuteltieren besitzen Opossum (Kusuarten), Ringtail und Wallaby lange Schwänze, Koalafell und Wombat sind schwanzlos.
Stummelartige Schwänze haben Bär, Dachs, Hase, Kaninchen und Luchs.
Manche Pelztiere haben unbehaarte oder schwach behaarte Schwänze, wie beispielsweise der Biber, die Bisamratte, Nutria und Maulwurf. In Ländern, in denen Fangprämien für die Bisamratte bezahlt werden, ist der Schwanz als Nachweis des Fangs bei der Behörde abzuliefern (Schwanzprämie).
Fuchsschweife dienten früher häufig, neben Katzenfellen, zur Erzeugung von Reibungselektrizität für einen Elektrophor, eine historische Influenzmaschine zur Trennung elektrischer Ladungen und zur Erzeugung hoher elektrischer Spannungen, „indem man denselben mit dem Fuchsschwanz schlägt“.
Schweife werden, schon weil sie sich sehr vom Fell unterscheiden, nur selten mit dem Pelz mitverarbeitet, dann beispielsweise als Verbrämung oder schmückendes Kanten-Beiwerk an Schals und Capes. Als Anhänger an Schlüsselbunden und anderen Gebrauchsgegenständen wurden sie in den letzten Jahrzehnten unterschiedlich stark genutzt. In den 1970er Jahren war ein Fuchsschweif ein Symbol für „prollige“ Opel-Manta-Fahrer, die damit ihre Autoantennen schmückten. Auch ein Bonanza-Fahrrad war zur gleichen Zeit ohne Rotfuchsschweif eigentlich nicht komplett.
Eine Ausnahme bilden die nur noch selten angebotenen Kolliers, Pelzschals in Tierform, wo ein schöner Schweif selbstverständlich dazu gehört. Gelegentlich werden noch Kolliers aus Fuchsfellen gearbeitet, derzeit gar nicht mehr aus Vielfraß und Wolf, ebenso nicht die bis in die Zeit nach dem Zweiten Weltkrieg sehr beliebten Kolliers aus Marder und Nerz.
Je nach Brauchbarkeit kommen die Felle mit Schweifen in den Handel. Etwa 2009 fingen die großen Auktionsgesellschaften an, Fuchsfelle ohne Schweife auf die Auktionen zu bringen. Als Begründung wurden die dadurch gesparten Gerber- und Transportkosten genannt. Es hat sich jedoch gezeigt, dass die Schweife inzwischen so begehrt sind, dass die Züchter sie separat vermarkten und bewerben, für die Saison 2016/2017 von Kopenhagen Fur als „very hot this season“. In den letzten Jahren dienen sie in besonders großem Umfang vor allem als Anhänger an Taschen und an vielen anderen Accessoires, entweder als Pompon oder in voller Länge.Stand 2016

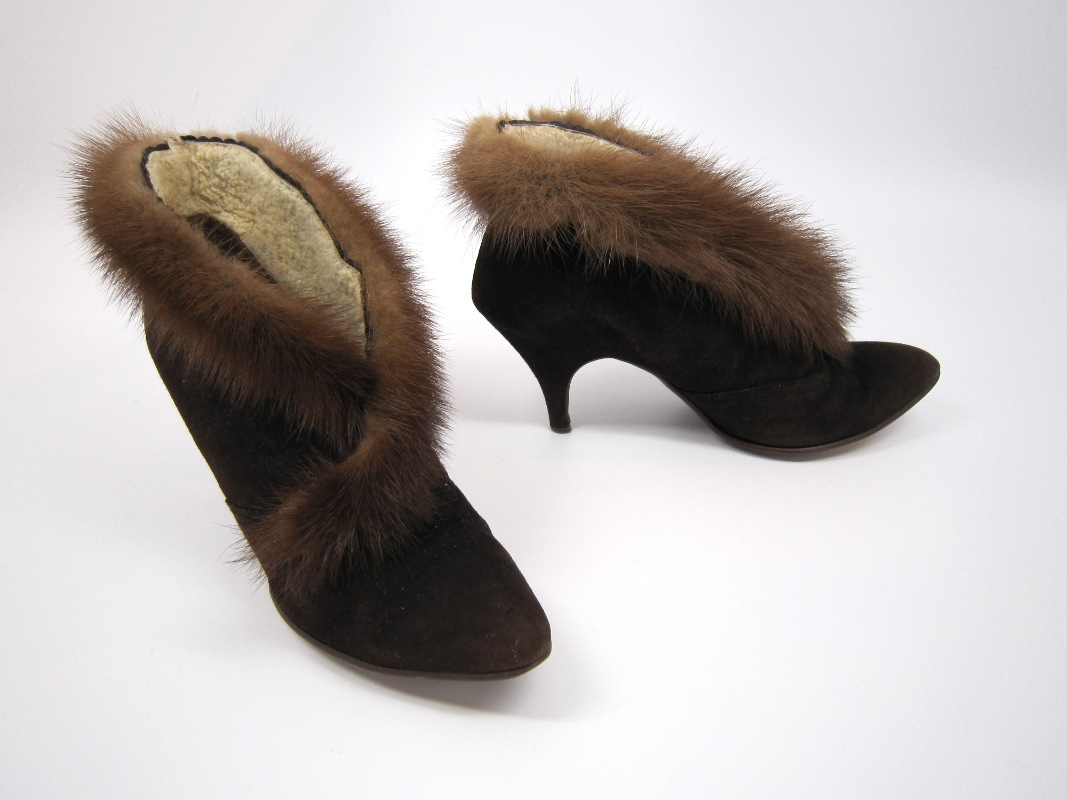
Lammfell-Stiefeletten mit Nerzschweif-Verbrämung (ca. 1960–1963)
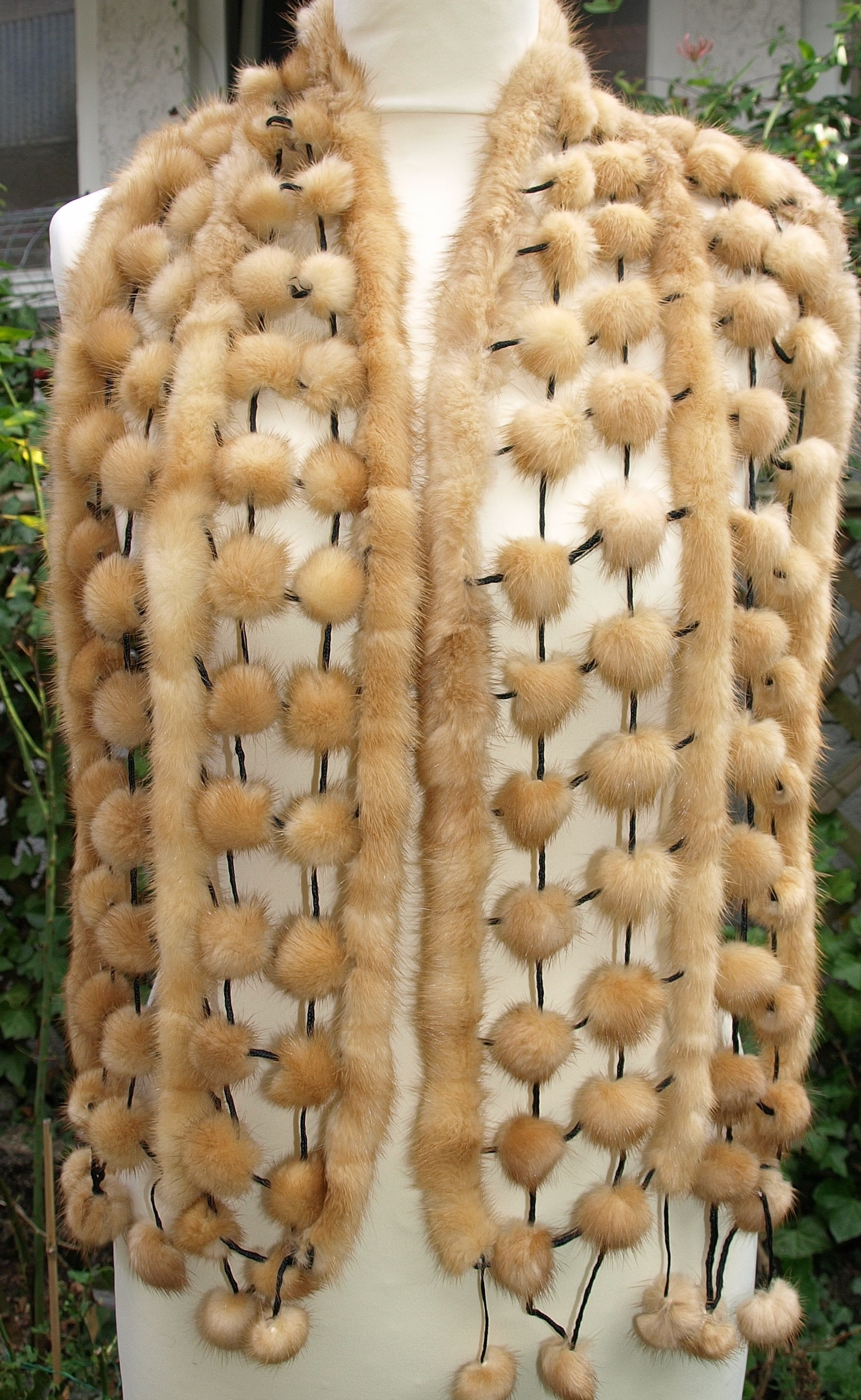
Stola aus Nerzschweifstücken (um 2000)
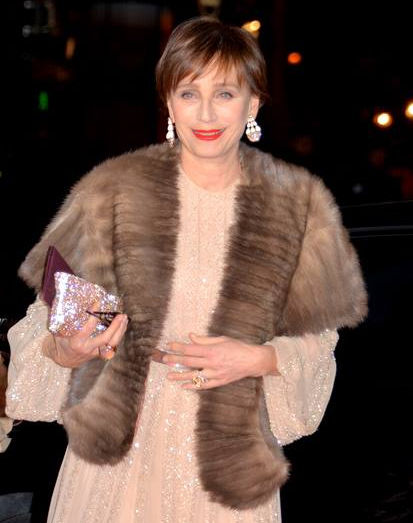
Cape aus Nerzschweifen (2016)
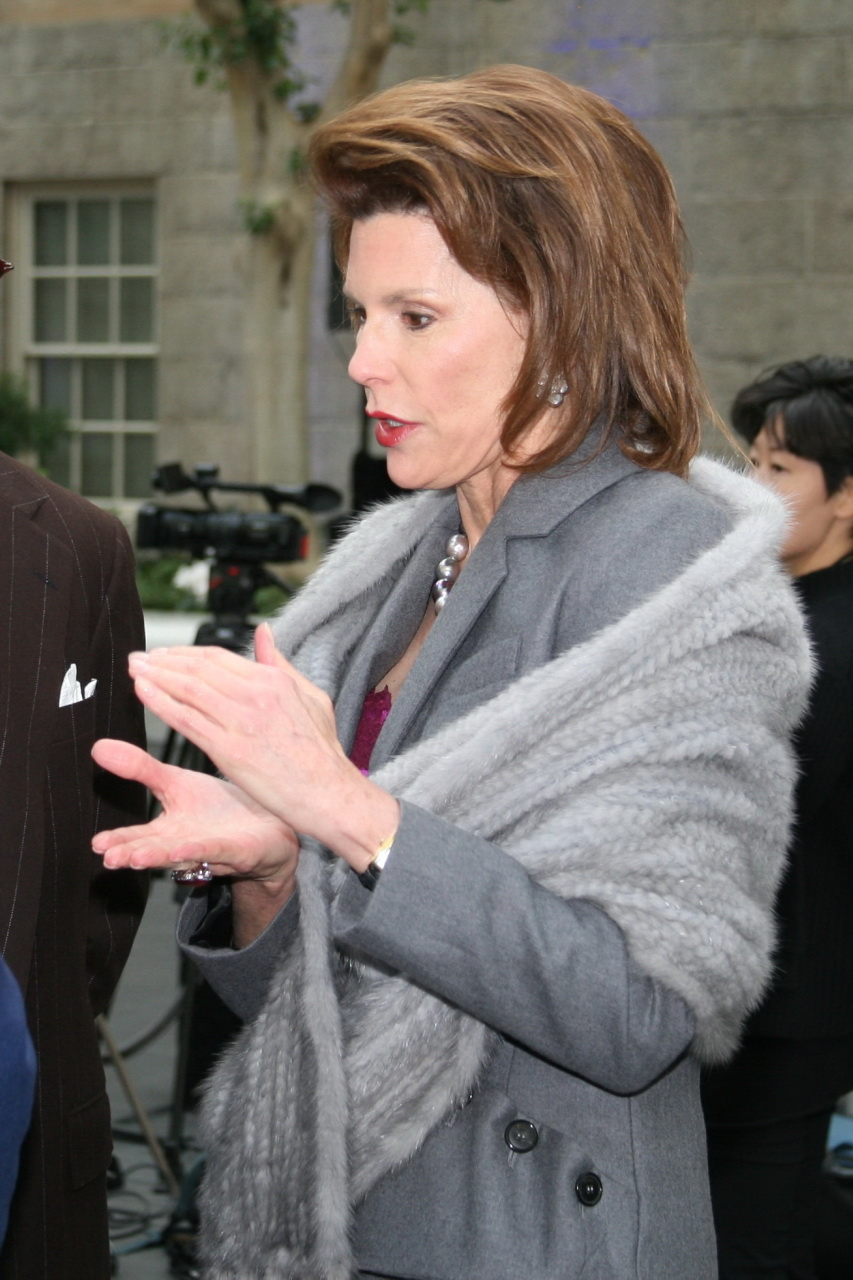
Gewirkte Stola aus Nerzschweif-Streifen (2009)
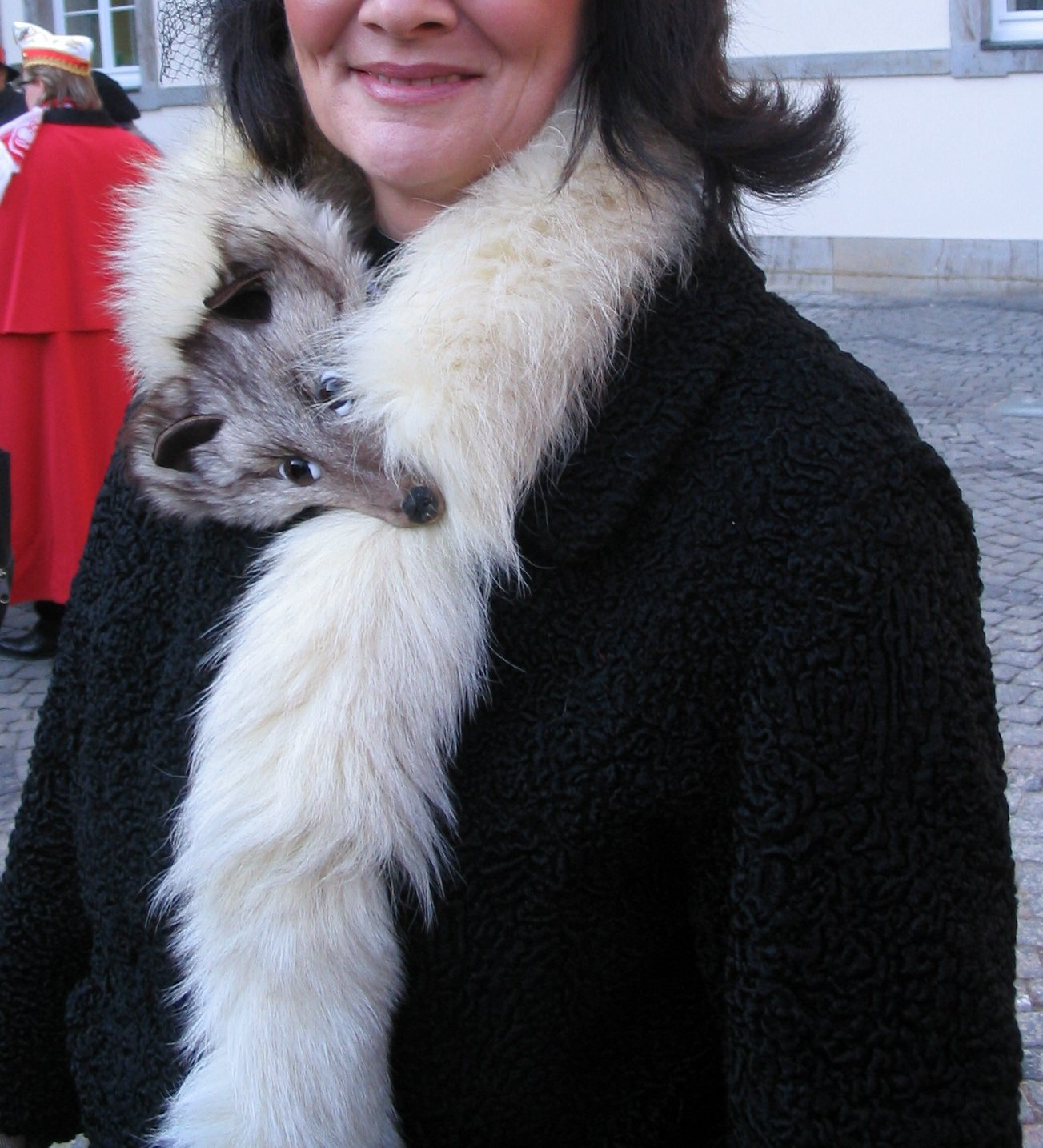
Boa aus Blaufuchsschweifen (2011)

### Fellarten
Nachfolgend eine Auflistung der Resteverwertung der verschiedenen Fellarten:
- Affen, die abfallenden grauen Stücke als Füllung der sternförmig und rund zusammengesetzten Mosaikpelzdeckel für Fußkörbe (1911).
- Antilope, Gazelle, Antilopen oder Gazellenabfall kommt für Mosaikarbeiten und für die Spielwarenindustrie in Betracht (1928).[11]
- Astrachan (Merluschka-Lamm), in den Klauen und Köpfen sorgsam zusammengepasst, Material für Überzüge an Handschuhen und Jagdmüffchen, auch Jacken, Mäntel und Kappen (1911).
- Bären, die Klauenstücke sind höchstens auf Pistolenhalfter oder als Wagentritte zu verwerten, sonstige Stücke werden von Pinselfabrikanten gekauft (1895).[21] Bärenstücke jeder Art für Pinselfabrikanten (1911).
- Biber, Biberseiten für Innenfutter, Pümpfe für die Deckel von Bibermützen (1895).[21] Biber- und Bisamstücke, inklusive der kleinsten Abschnitte, werden von Hutstofffabrikanten lebhaft begehrt und gut bezahlt. Außerdem kann man aber die Stirnen von Bibern, das Rauche nach vorn als Vorderbesatz an Pelze nebeneinander gesetzt, sehr gut verwenden, große Pümpfe eignen sich vortrefflich zu Kappen. (1911). Den hohen Wert des Bibers machte viele Jahre lang nur das weiche Unterhaar aus, aus dem die hohen breitrandigen, so genannten Kastorhüte gefertigt wurden, und weniger das Fell insgesamt. Die Nutzung des Biberfells für die Pelzwirtschaft begann etwa 1830.
- Bisam, von Bisamköpfen, die Augen und Ohrenlöcher durch zwei Schnitte, längs vom Auge über das Ohr gehend, herausgenommen, dreieckig geschnitten und sternförmig zusammengesetzt, ebenso von den Pümpfen, werden Futter zusammengestellt (1911). Bisamstücke ergeben hübsche Stückelfutter für Pelze und Sakkos. Auch die Hutfabrikation hat dafür Verwendung (1928).[11]

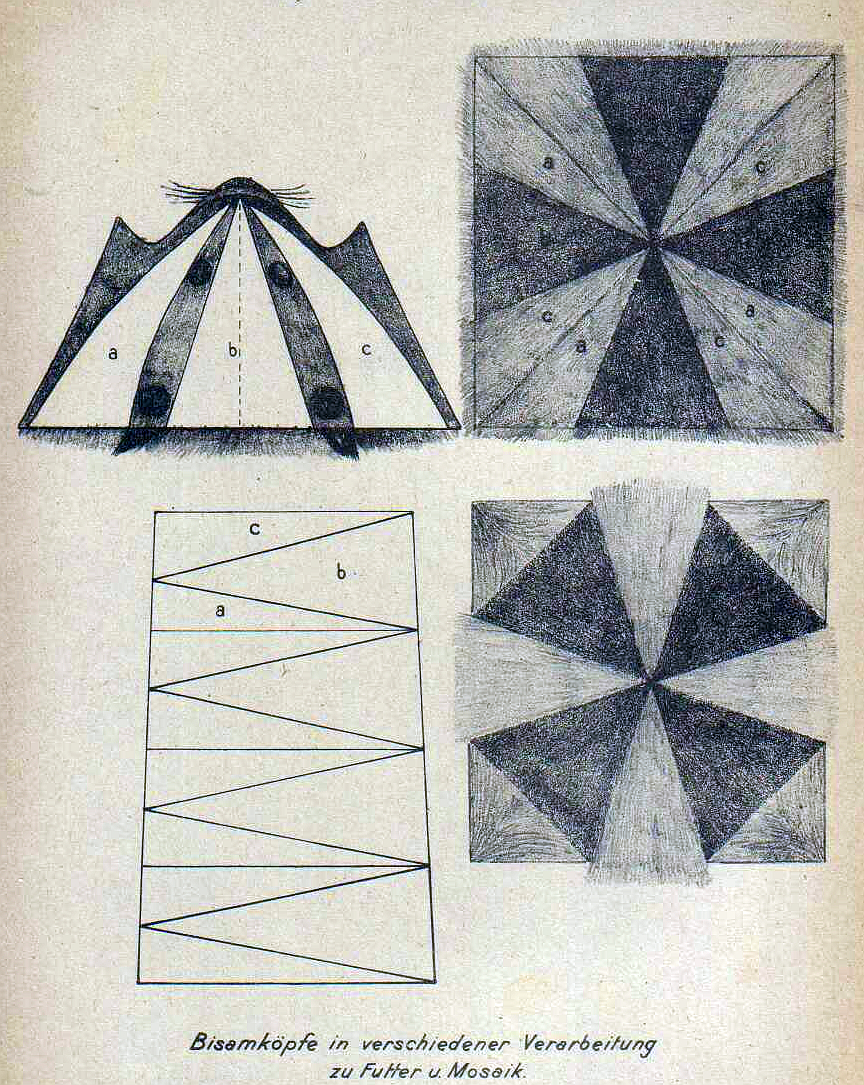
Bisamköpfe, sternförmig angeordnet, als Segment für ein Innenfutter oder eine Mosaikarbeit (1895)
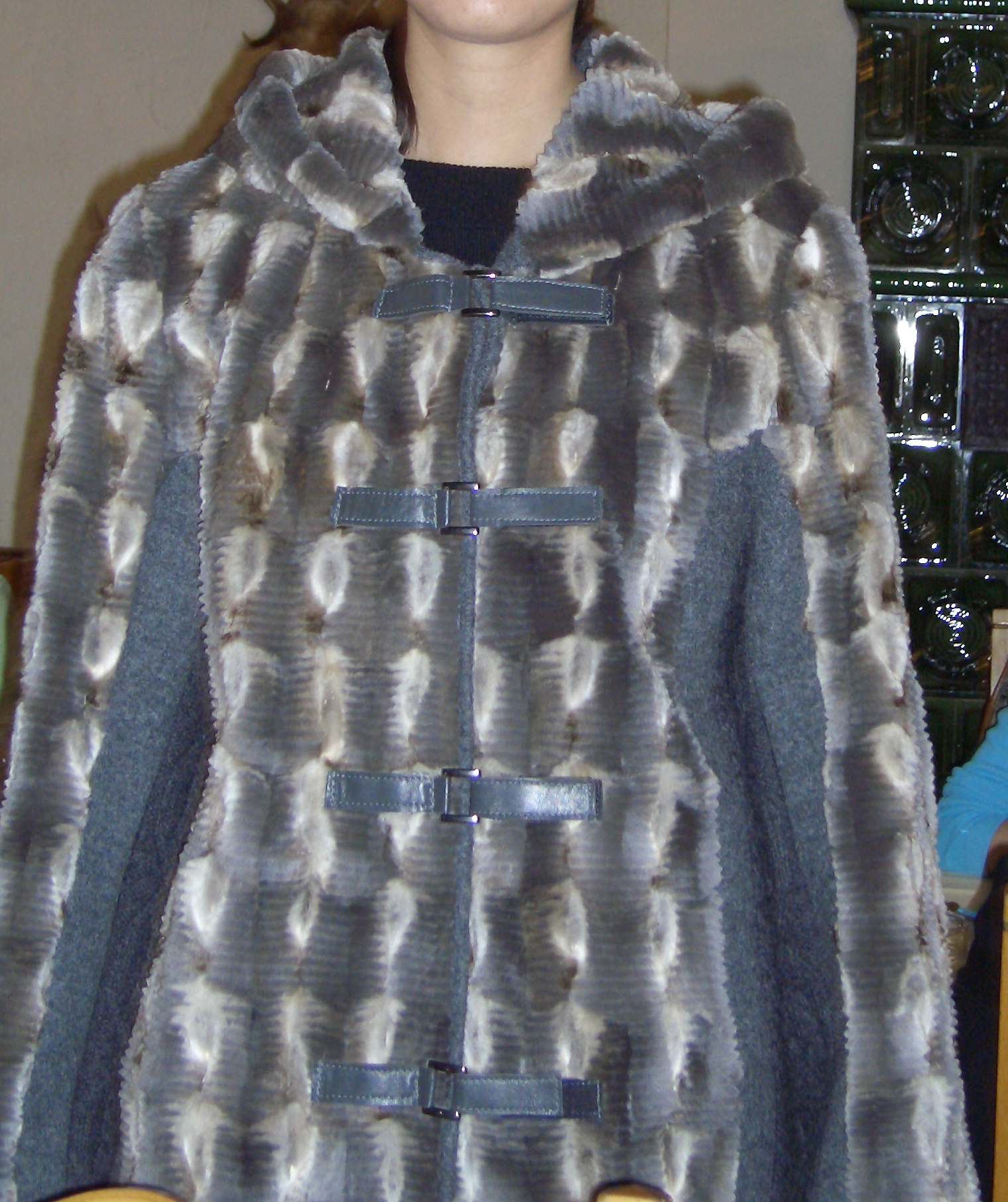
Jacke aus gefärbten Samtbisam-Kopfstücken mit Rillenschur (2005)
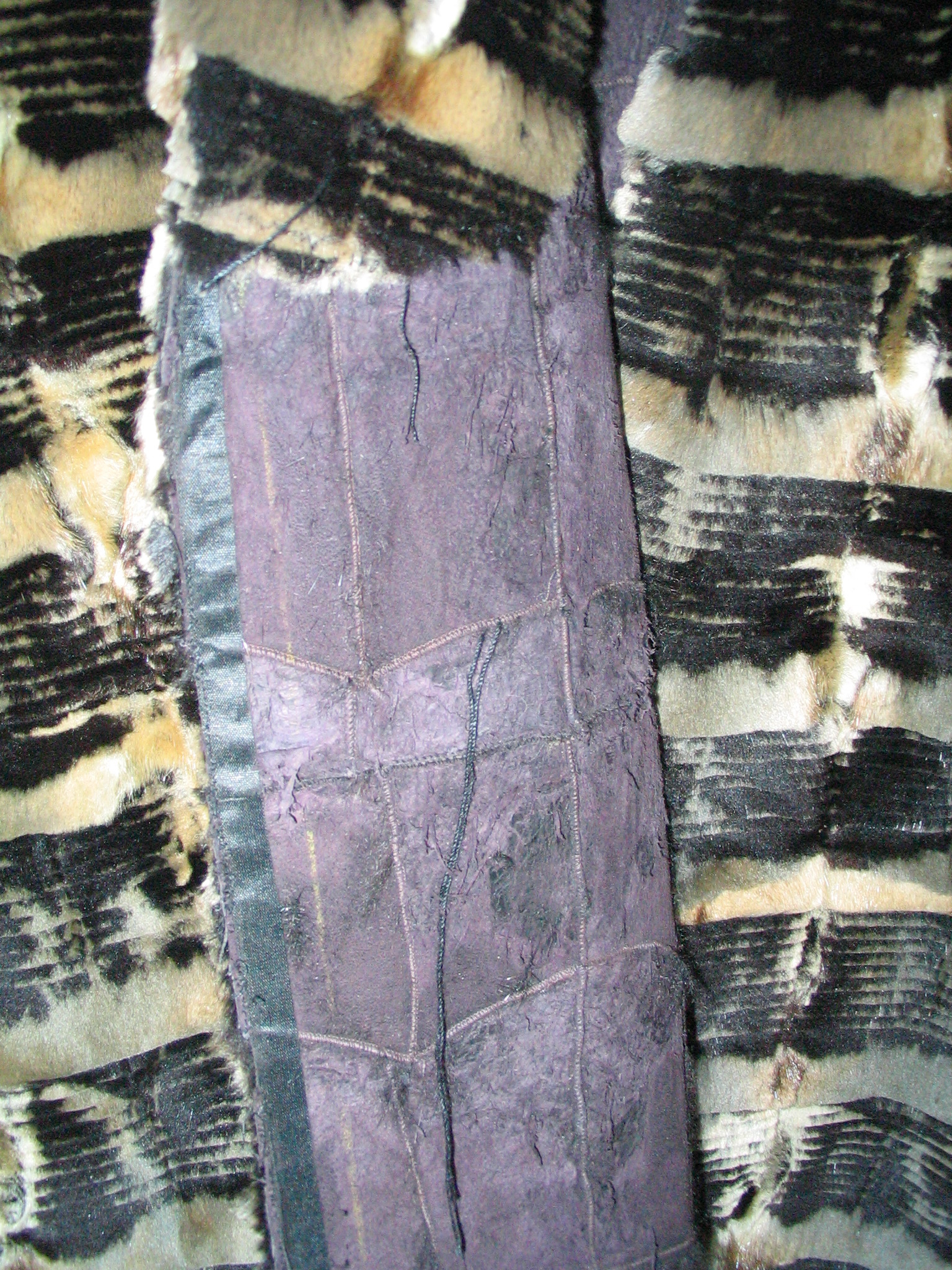
Bisam-Kopfstücken-Jacke, Effektschur, bedruckt. Leder- und Haarseite (2012)
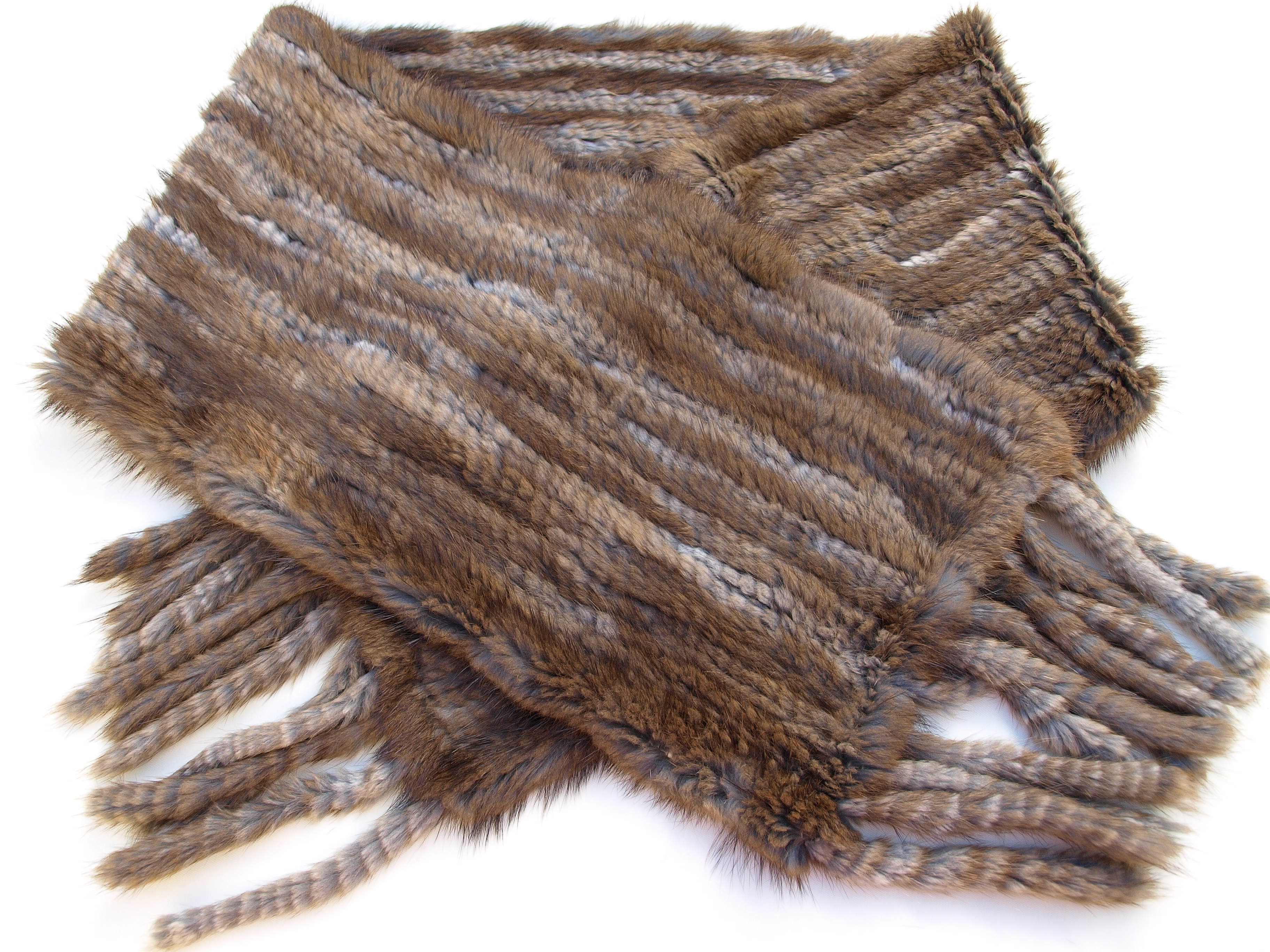
Schal aus geflochtenen, gefärbten Bisamstücken
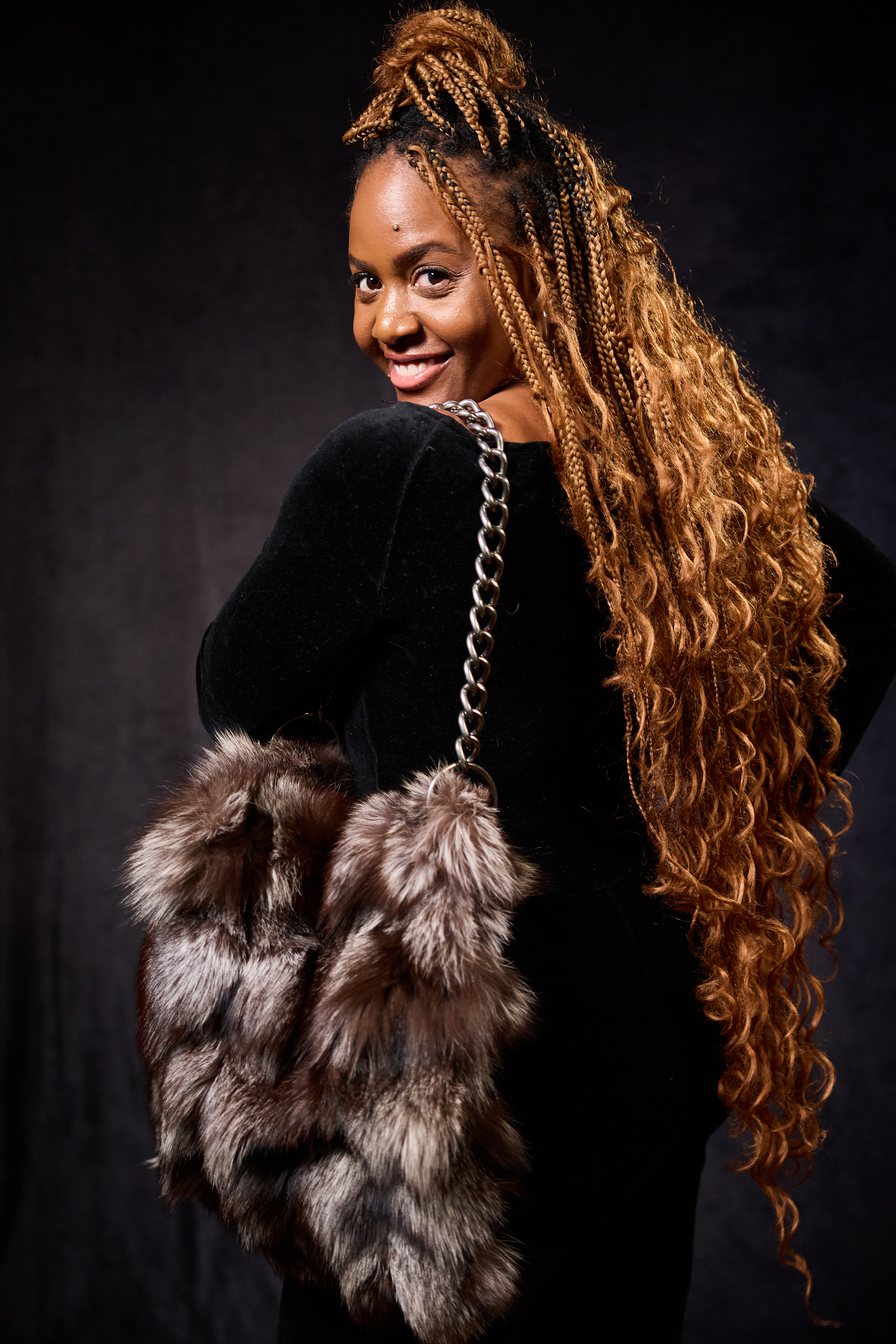
Tasche aus Silberfuchsstücken (Cynthia Okorafor, 2024)

- Chinchilla, von dem Chinchillaabfall können nur die Köpfe in Betracht gezogen werden, welche, wenn genügend vorhanden, zu Sternenfuttern ähnlich wie Bisamköpfe verwendet werden (1895).[21]
- Dachs, langhaarige Stücke, wie sie zum Beispiel beim Schneiden von Touristendeckeln aus der Mitte herausfallen, sind ein geschätztes Material für Pinselmacher, (so)wie zum Spitzen der Felle (Spitzen, das Einsetzen von hellen Haaren in preiswertere Fellarten zur Silberfuchsimitation) (1911).
- Feh, die künstliche Herstellung von Fellschweifen war einmal ein wichtiger Zweig der Pelzindustrie. Besonders gefragt waren die künstlich aufgebesserten Fehschweife. Die vom Rauchwarenzurichter oder vom Fellhändler abgeschnittenen Schweife der russischen Eichhörnchen wurden dem Fehschweiffabrikanten zugeleitet, der sie zurichten (gerben) und meist auch färben ließ. Der Fehschweif ist zweizeilig, das heißt, das Haar geht nach zwei Richtungen. Um dies zu verschönern, wurde, in der handwerklichen Version, vom Kürschner der feuchte Schweif mit einer langen Nadel und Bindfaden durchzogen und dann gedreht. Damit er nicht nur voller, sondern auch länger wurde, setzte er zwei oder drei Stück übereinander oder schnitt sie ineinander, um sie dann zu einem einzigen Schweif zu drehen.[20] Das Verdrehen der Schweife übernahmen um 1900 Spezialbetriebe, entsprechend der zu der Zeit großen Nachfrage und des hohen Anfalls von Fehfellen waren es eine ganze Menge Firmen, die sich damit befassten. Auf der Schweifdrehmaschine stellten sie Schweife verschiedener Stärke her – 1 bis 15 fach – gedreht, die 15fachen mit dem höchsten Materialverbrauch waren die kräftigsten. Jeder Stärkegrad wurde anfangs mit einem Groschen, also 10 Pfennig berechnet. Es wurden auch gedrehte Schweife bis zu einem Meter Länge hergestellt. Diese wurden von der Fehschweifkonfektion gekauft, die sie für Capes, Garnituren und Besätze verwendete. Boas wurden auf die gleiche Art hergestellt (siehe dazu → Schweifdrehen).[8] Auch die Pinselohren des Fehfells wurden verwendet. Schwarz eingefärbt dienten sie als Spitzen der gedrehten Hermelinschweife.[22]

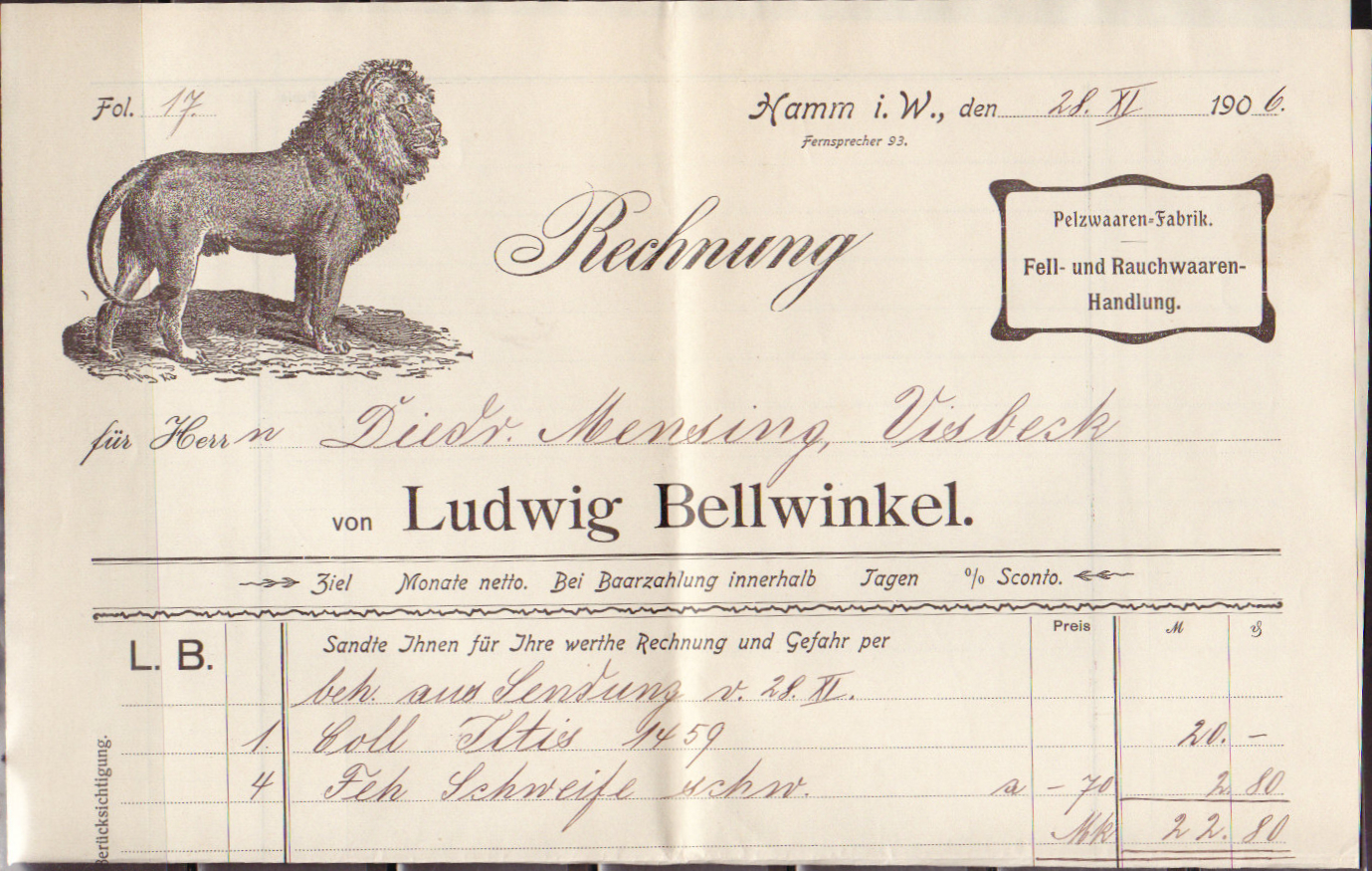
1906 kostete ein Fehschweif 70 Pfennig
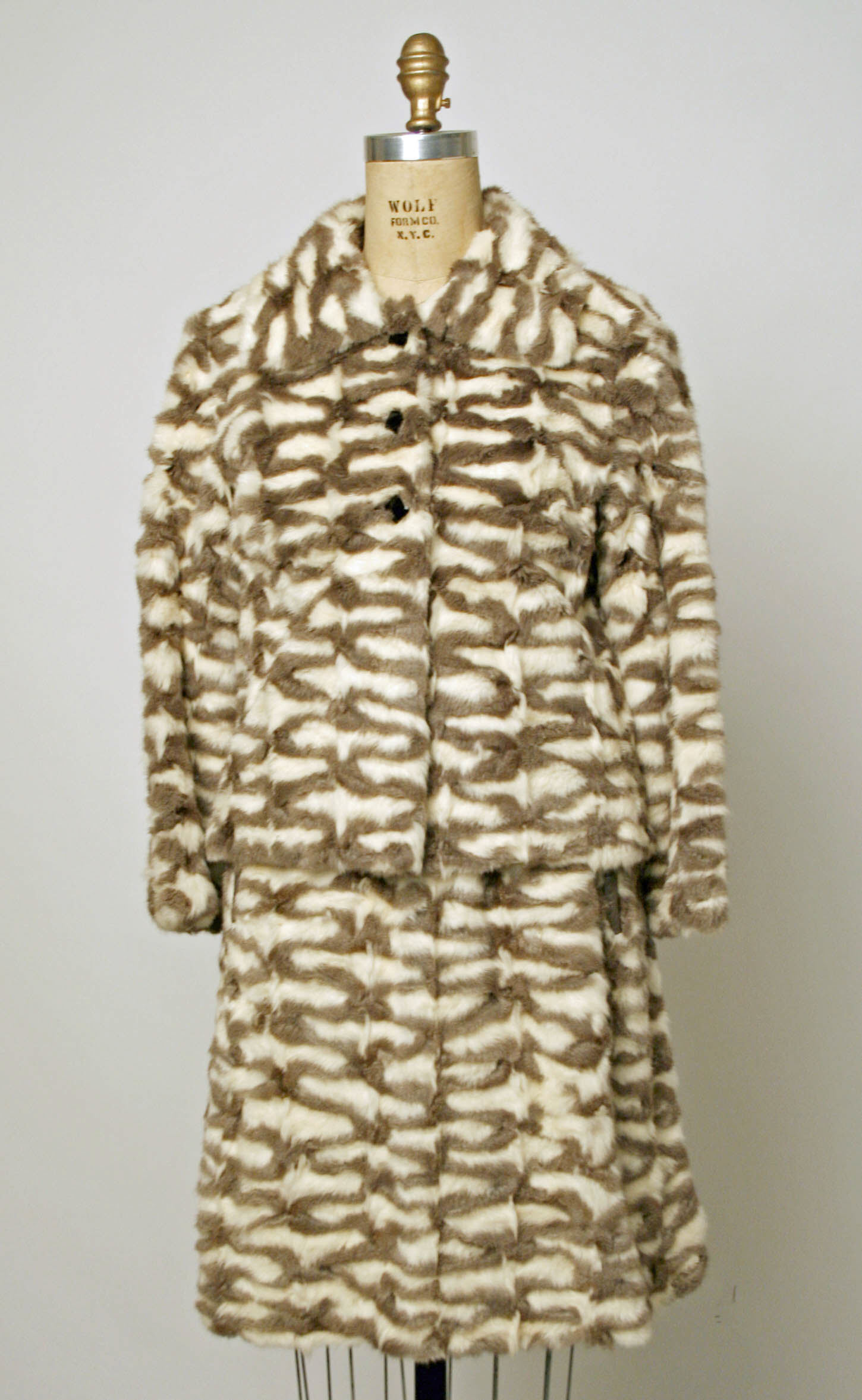
Kostüm aus Fehkehlen (Revillon Frères, Paris, 1967/1970, Metropolitan Museum of Art)
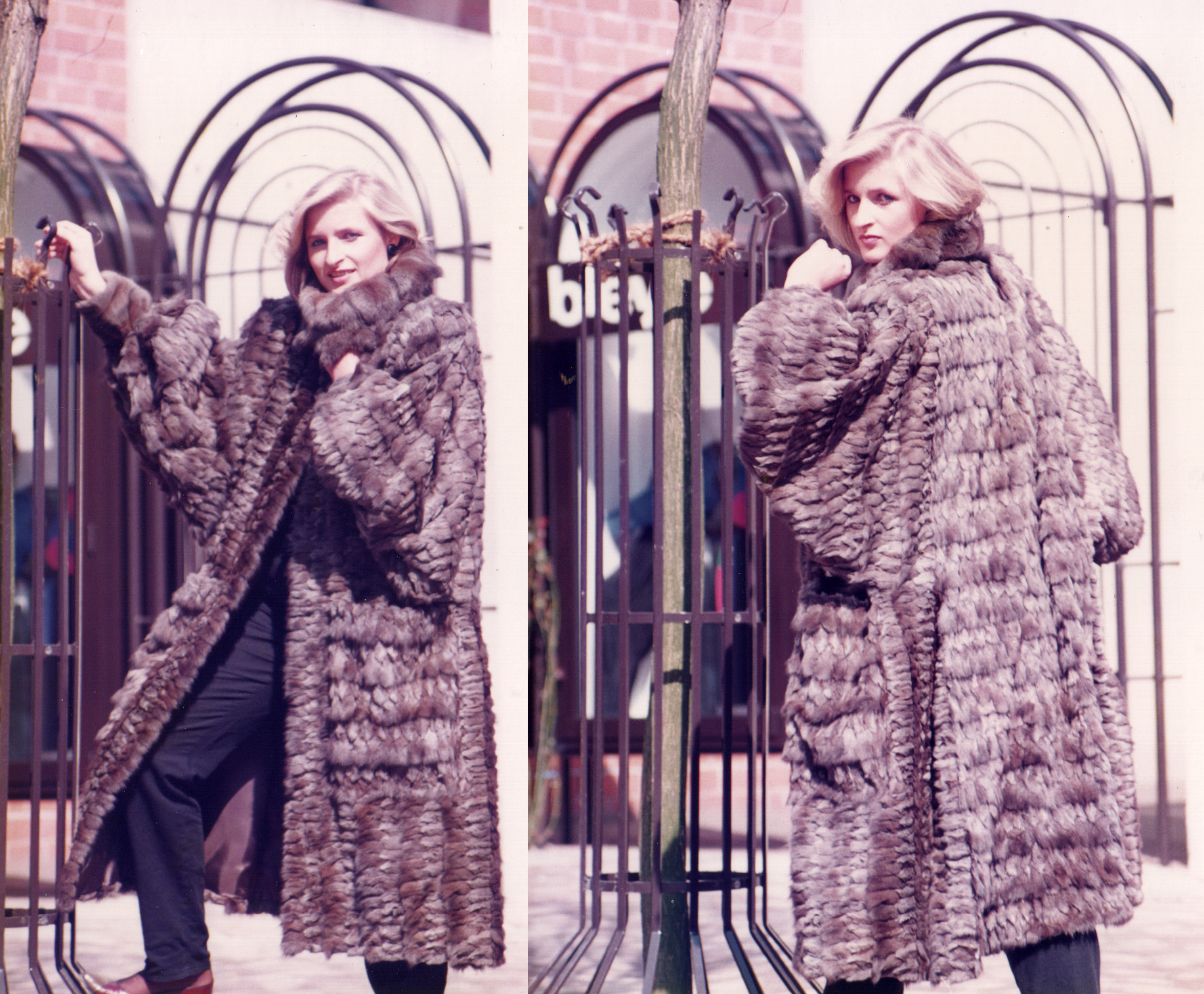
Mantel aus Fehköpfen (Schöller, Gütersloh, 1984)

- Fohlen, Fohlenstücke finden als Unterkehlen für Köpfe ganz ausgezeichnet Verwendung. Auch für Jagdmuffe verwendet man sie gerne, sowie für Mosaikarbeiten (1928).[11] Das Haar der Fohlenschweife wird, wie das der Pferdeschweife, zu Rosshaar verarbeitet. Aus dem übrigen Abfall, besonders den Klauen, wurden billige Mäntel hergestellt.
- Füchse, man verwendet die Fuchsklauen zu Fingerhandschuhen, welche mit leichter Schmasche gefüttert, der Schwierigkeit wegen, in einzelnen Orten zu dem Meisterstück gehörten. Die Fuchsohren sind nur zu Mosaikarbeiten verwendbar. Die Fuchsschweife aber bilden einen begehrten Artikel. Die der besseren Sorten werden zu Fußtaschenbesatz mit Vorliebe verwendet, während die geringen in Teile zerlegt und zu Fuchsschweifboas verdreht werden. Auch in Streifen geschnitten und auf Leinwand geheftet, geben sie Pelzfutter und Decken, wenn auch diese Arbeit keine solide genannt werden kann. Außerdem finden Fuchsschweife noch Verwendung als Elektrizitätserzeuger, sowie zu Staubwedeln und schließlich als Schmuck für Pferdegeschirre (1895).[21]

Die Schweife von den Füchsen werden hier [Russland] bloß zum Auspolstern der Ruhekissen und Bettmatratzen verbraucht (1814).
Keine Frau der Welt verfügt über einen so märchenhaften Schatz von kostbaren Pelzwerken wie die Königin von England (Maria von Teck, Queen Mary, die Ehefrau Georg V.). […] Ein Pelz, den sie bei Ausfahrten trägt, ist ein Wunderwerk von sibirischem Fuchspelz; er ist aus Unmengen von Fuchsschwänzen gearbeitet, die alle genau zueinander passen und so kunstvoll zusammengefügt sind, daß man sie selbst bei näherer Prüfung für ein einziges Riesenpelzwerk hält (1921).
Fuchsschweife werden heute vor allem für Verbrämungen an Kapuzen und Kragen und als Anhänger genutzt. Alle übrigen Sorten Fuchsstücken werden zu Bodys zusammengenäht, die zu allen vorkommenden Pelzprodukten verarbeitet werden.

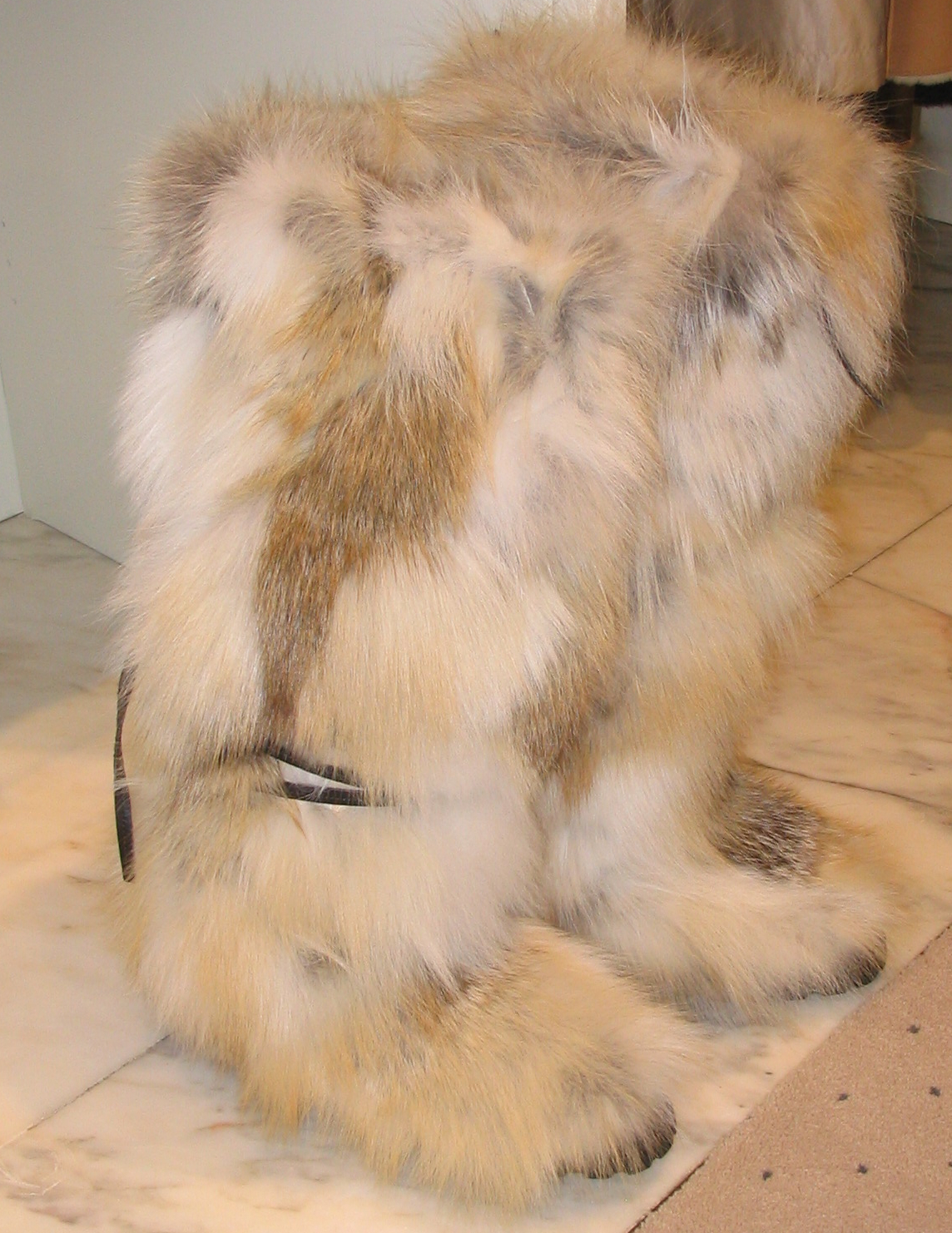
Stiefel aus Golden-Island-Fuchs-Seiten
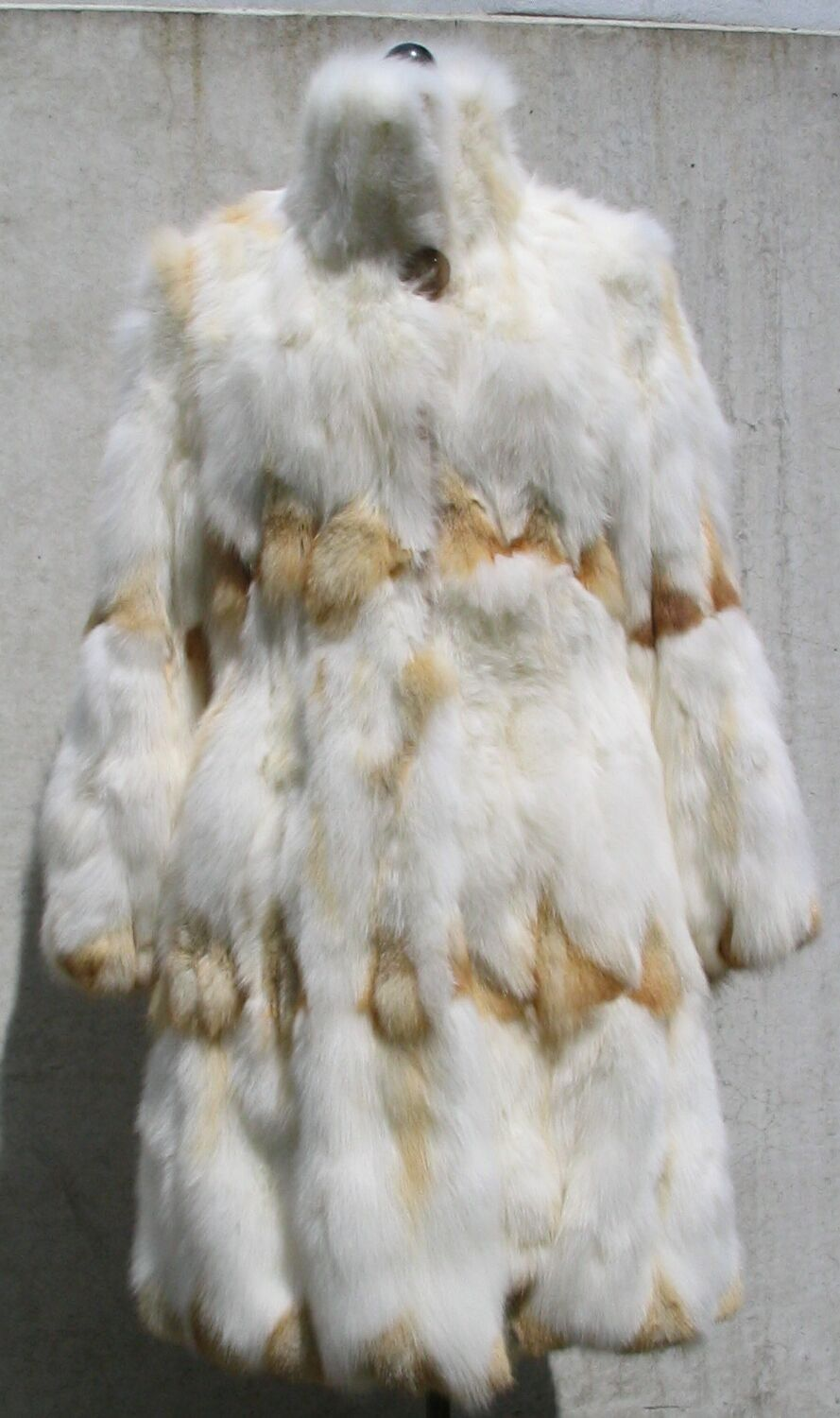
Mantel aus Kitfuchs-Seiten
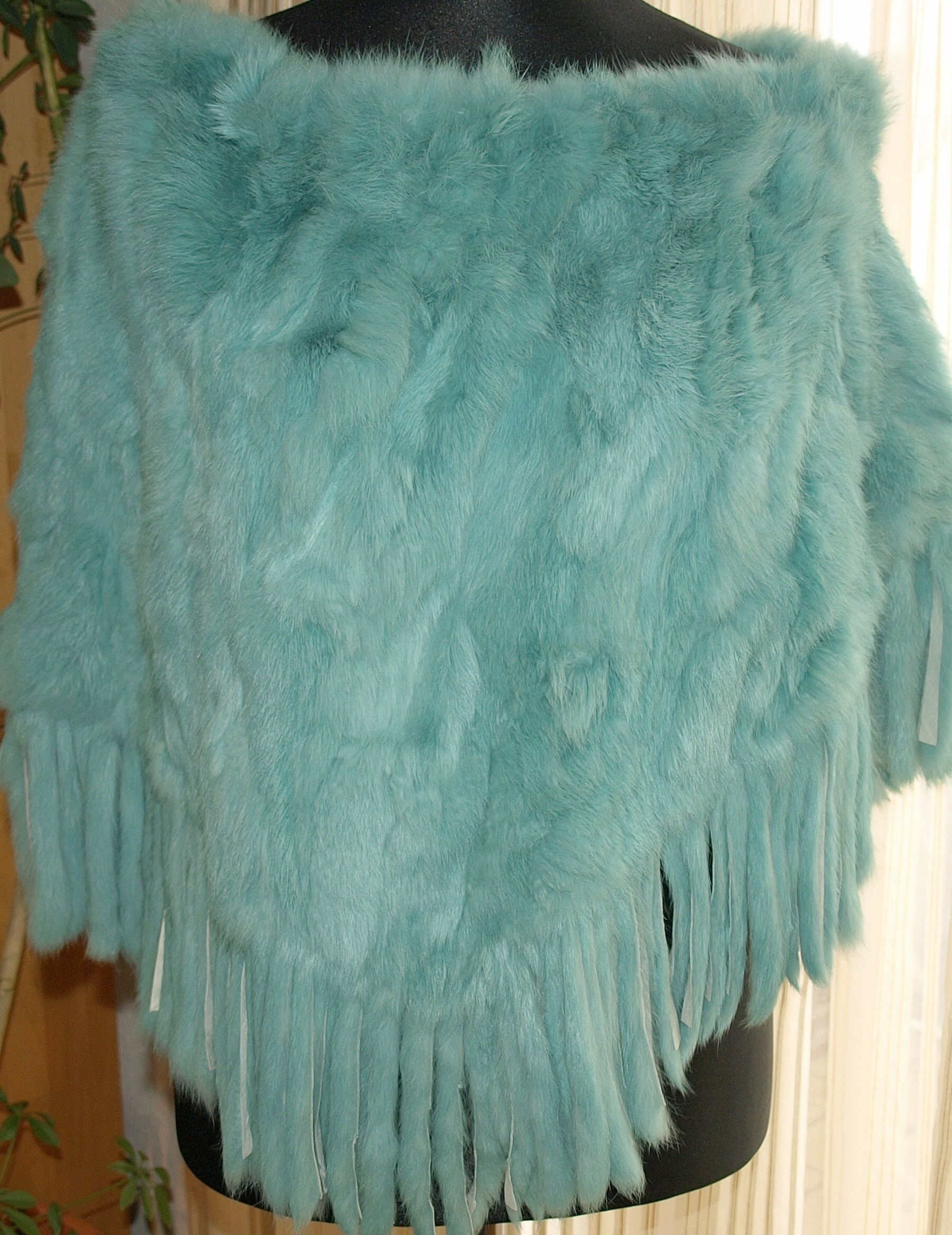
Dreieckstuch aus gefärbten Fuchsstücken mit Kaninfransen
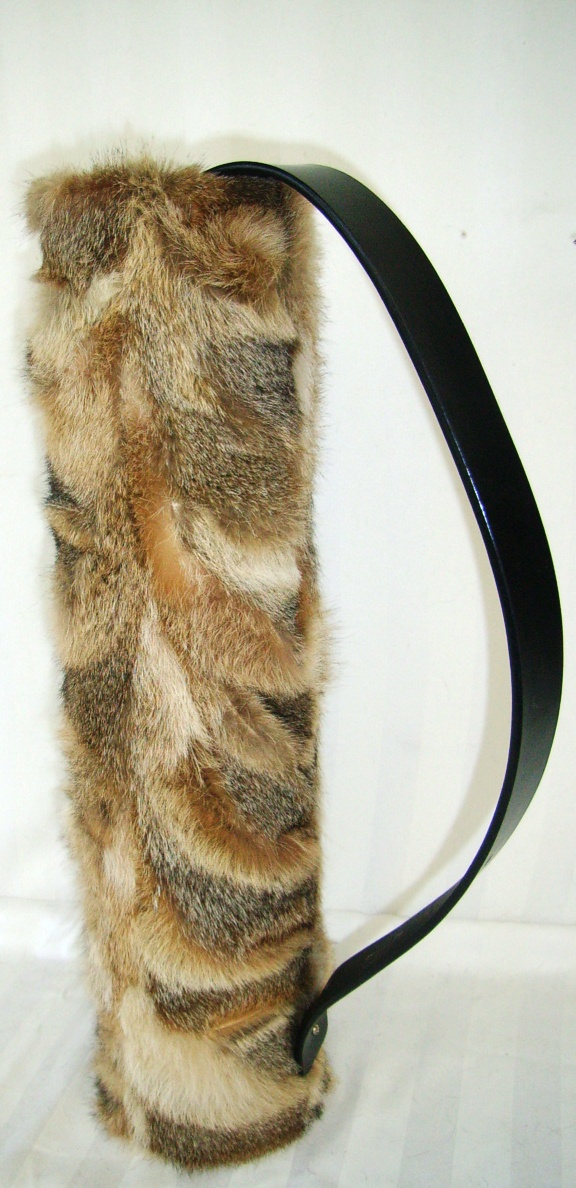
Köcher aus Rotfuchspfoten (2011)
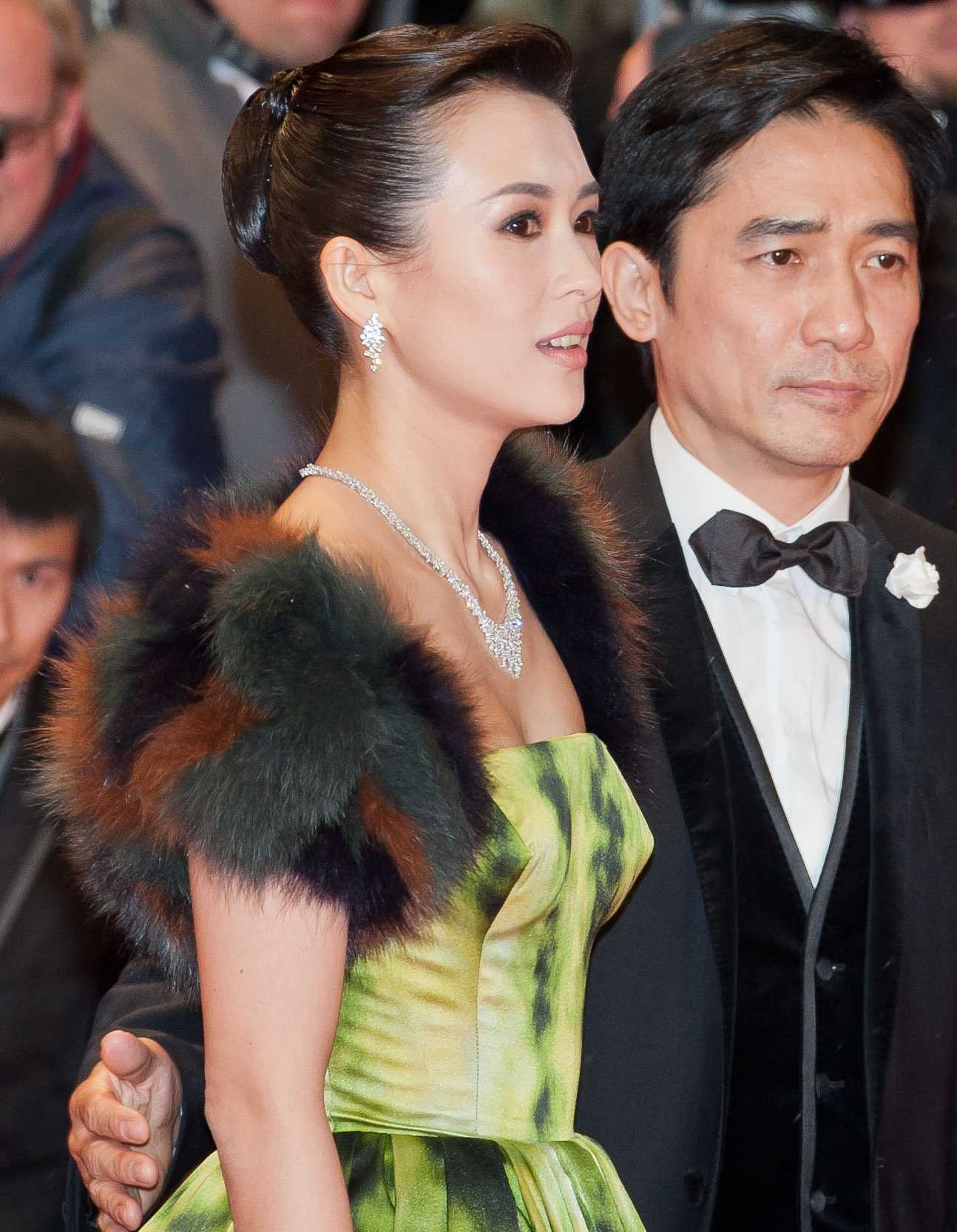
Zhang Ziyi mit Oberarm-Manschetten aus Fuchsstücken (Internationale Filmfestspiele Berlin 2013)

- Gänse und Schwäne, die Abfälle werden abgerupft und als Füllmaterial für Muffdaunenbeutel verwendet. Aus etwas größeren Seitenstücken kann man Puderquasten herstellen (1911).
- Grebes (Gröbis), ebenfalls eine für Pelzbesätze verwendete Vogelart, Abfälle von Grebes sind von Federschmückern, wenn es gerade die Mode erheischt, gesucht, auch werden von diesen die vielen schadhaften Felle, welche in den großen Partien vorkommen und schon vom Händler ausgeschieden wurden, gern gekauft (1895).[21] Abfallende Flügel werden durch Ansetzen an die Köpfe oder halbe kleine Felle zu schönen Garnituren an Sealkanin- oder Sealbisambaretts verarbeitet (1911).

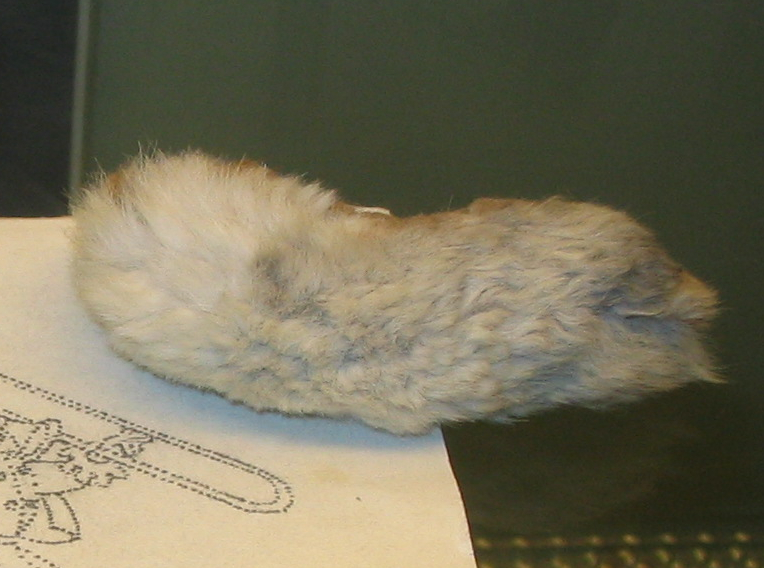
Hasenpfote zum Abpausen von Konturen beim Erstellen von Keramikverzierungen

- Hasen, von [Schnee-]Hasenfellen näht man auch für den Handel einzelne Stücke zusammen und erhält so die Rücken-, Seiten-, Bauch- und Ohrensäcke. Die Ohrensäcke sind auf beiden Seiten behaart, haben wegen der schwarzen Spitzen der Ohren ein hermelinartiges Ansehen und sind deshalb beliebt (1844).[25][26] Die Ohren von Landhasen werden häufig zusammengesetzt, das heißt auf Leinwand nebeneinander geheftet und zur Verfertigung von Jagdmuffen und Jagdkappen gebraucht. Zu empfehlen ist jedoch diese Arbeit gerade nicht. Alles übrige nimmt der Hutfabrikant, mit Ausnahme der schwarzen Stücke, die man nur ausnahmsweise einmal an Fabrikanten von Spielsachen loswerden kann. Aus gefärbten Hasenstücken werden Schweife gedreht (1911). Hasenstücke in Schwarz gehen zur Krampusfabrikation, sonst werden schwarze wie auch modefarbige Hasenstücke für die Schweiffabrikation gesucht (1928).[11] Hasenpfoten gelten als Glücksbringer. Auch wird der Hasenpfote nachgesagt, dass sie von Balletttänzern zur Verstärkung ihrer Männlichkeit in das Trikot gesteckt wurde, um erotisierend auf die weiblichen Zuschauer zu wirken.
- Hermelin, es ist notwendig, sogenannte „Knochenschweife“ von der Rute zu befreien. Zu diesem Zwecke werden derartige Schweifchen vorsichtig geklopft (mit dem Scherenrücken oder einem kleinen Hammer), der Schweif an der inneren Seite bis an die Spitze aufgeschnitten und die Rute von der Spitze aus beginnend, behutsam losgelöst (1885).[21] Die Stücken werden manchmal zur Fabrikation der nachgemachten Schweifchen gekauft, aber das nur, wenn sie sehr schön, groß und Hermelinfelle sehr teuer sind. Die abfallenden Köpfchen der Hermeline, feucht über halbe (Kopf-)Formen gezogen und mit kleinsten, roten oder blauen Augen versehen, eignen sich sehr gut zur Verzierung namentlich von Kindergarnituren (1911). Hermelinschweife dienen unter anderem als Fransen an Schals. Jahrhundertelang demonstrierten die Hermelinschweife mit ihren schwarzen Spitzen die Echtheit des Materials, indem sie auf die Hermelinkleidung von Königen, Päpsten und untergeordneten höheren Ständen sowie Rektoren aufgenäht wurden. Hermelinschweife wurden auch oft imitiert. Der Schweif wurde aus chinesischem weißem Kanin gearbeitet, die Spitze aus schwarzem Katzenfell. Mit diesen Arbeiten befassten sich zumeist griechische Kürschner in Paris, Leipzig und an anderen Pelzplätzen. Die Köpfe werden höchstens als Aufputz Verwendung finden (1928).[11]

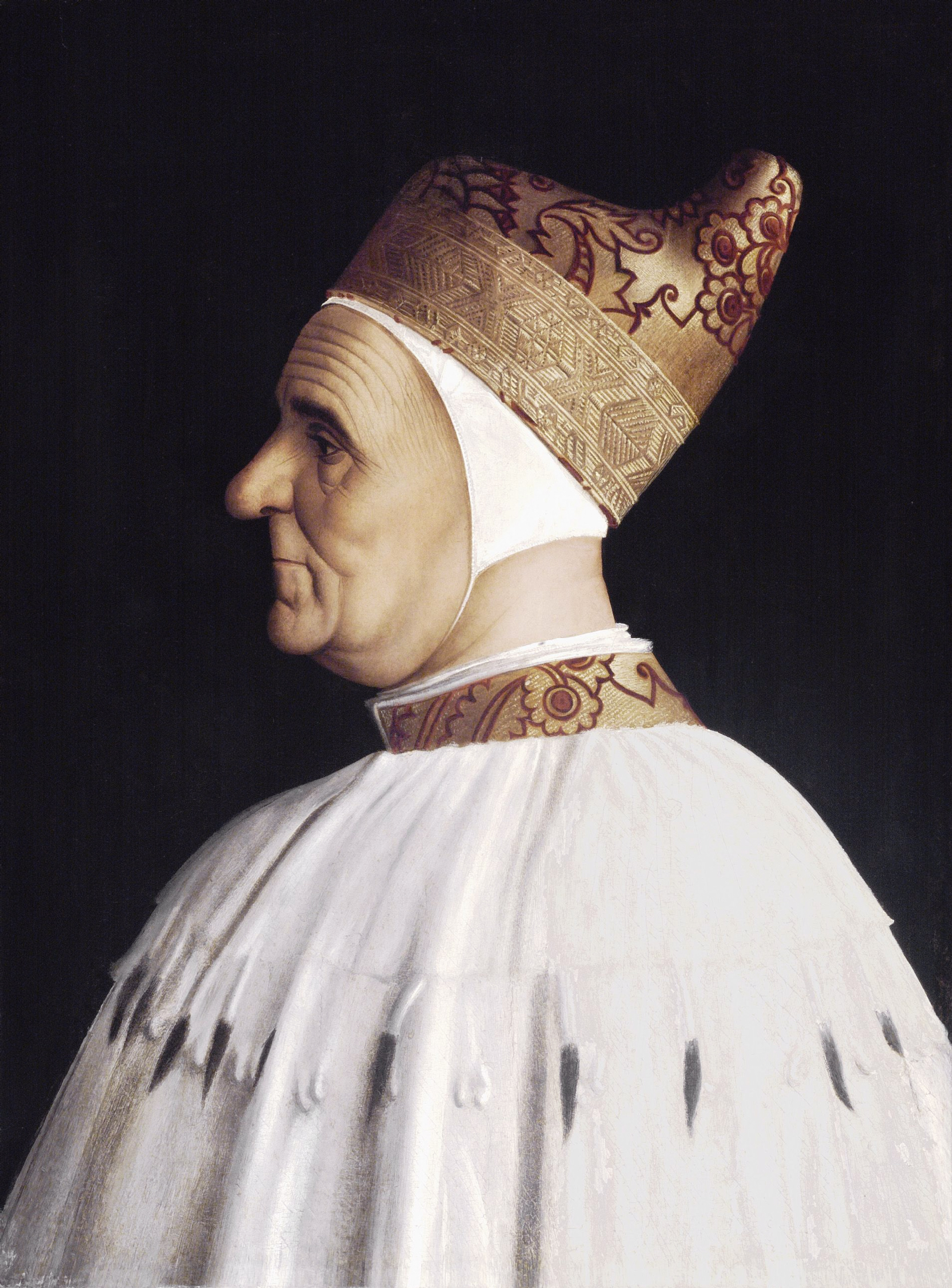
Hermelincape eines venezianischen Dogen, mit Schweifen. Die Vorderpfoten wurden im Fell belassen (15. Jh.)
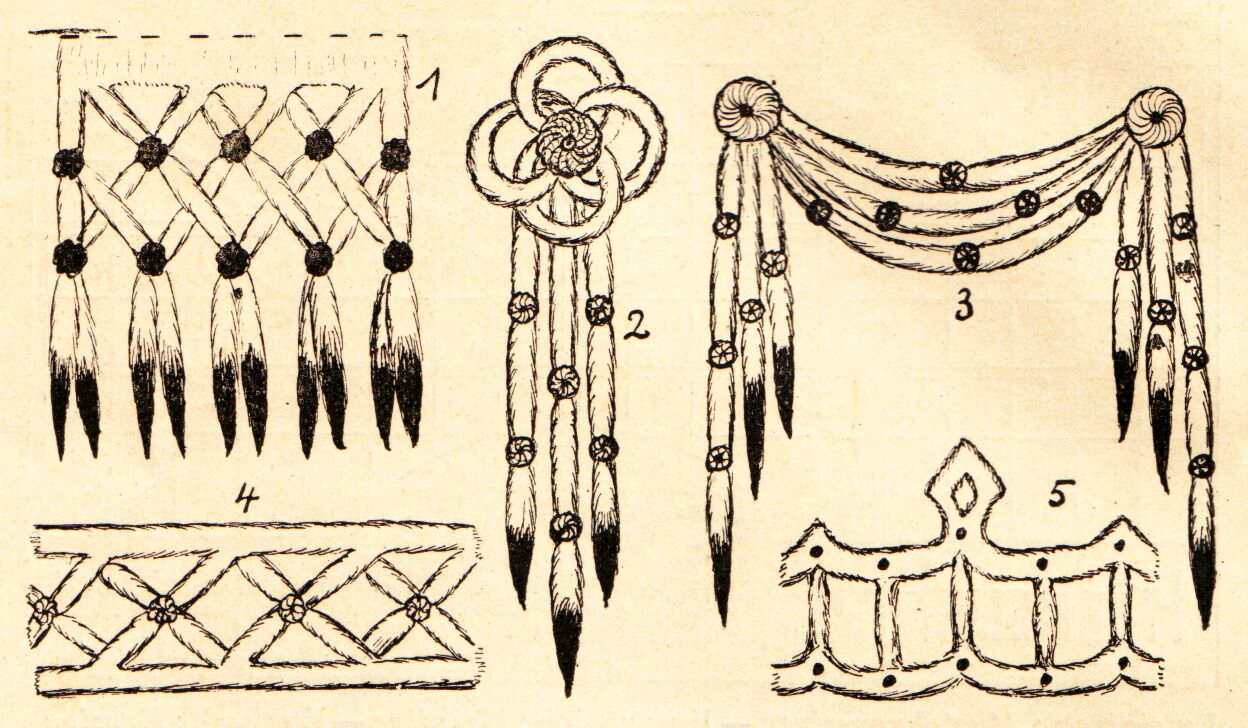
Garnierungen aus Hermelinschweifen (1905)

- Iltis, Iltisstücke werden von den Griechen fürs Zusammensetzen von Futtern gekauft, die Köpfchen eignen sich der netten Zeichnung wegen naturalisiert zum Verzieren von Jagdmüffchen, auch dreieckig geschnitten für Mosaikfußkorbdeckel. Die Schweife sind gesucht zur Pinselfabrikation (1911).
- Kanin, die Kröpfe sind in großen Exemplaren als Manschetten zusammenzusetzen, kleinere als Besatz vorteilhaft. Große Seiten kann man oft zu Stehkragen usw. zusammensetzen. Alles übrige gibt als Schermaterial den Hutstofffabrikanten Verwendung, mit Ausnahme der schwarzen (1911). Für die Hutfabrikation kommen heute gegerbte Hasen- und Kaninstücke nicht in Betracht. Hierfür existiert derart viel rohe Schneideware, dass man auf den Abfall nicht mehr zugreifen braucht, der außerdem auch nicht mehr die für die Hutfilzfabrikation nötige Haarbeschaffenheit aufweist (1928).[11] Um 2007 kam als Import aus China erstmals wieder Kleinkonfektion aus Kaninkröpfen beziehungsweise Kaninbacken in der Form von Muffen und Schals zu einem sehr niedrigen Preis auf den deutschen Markt.

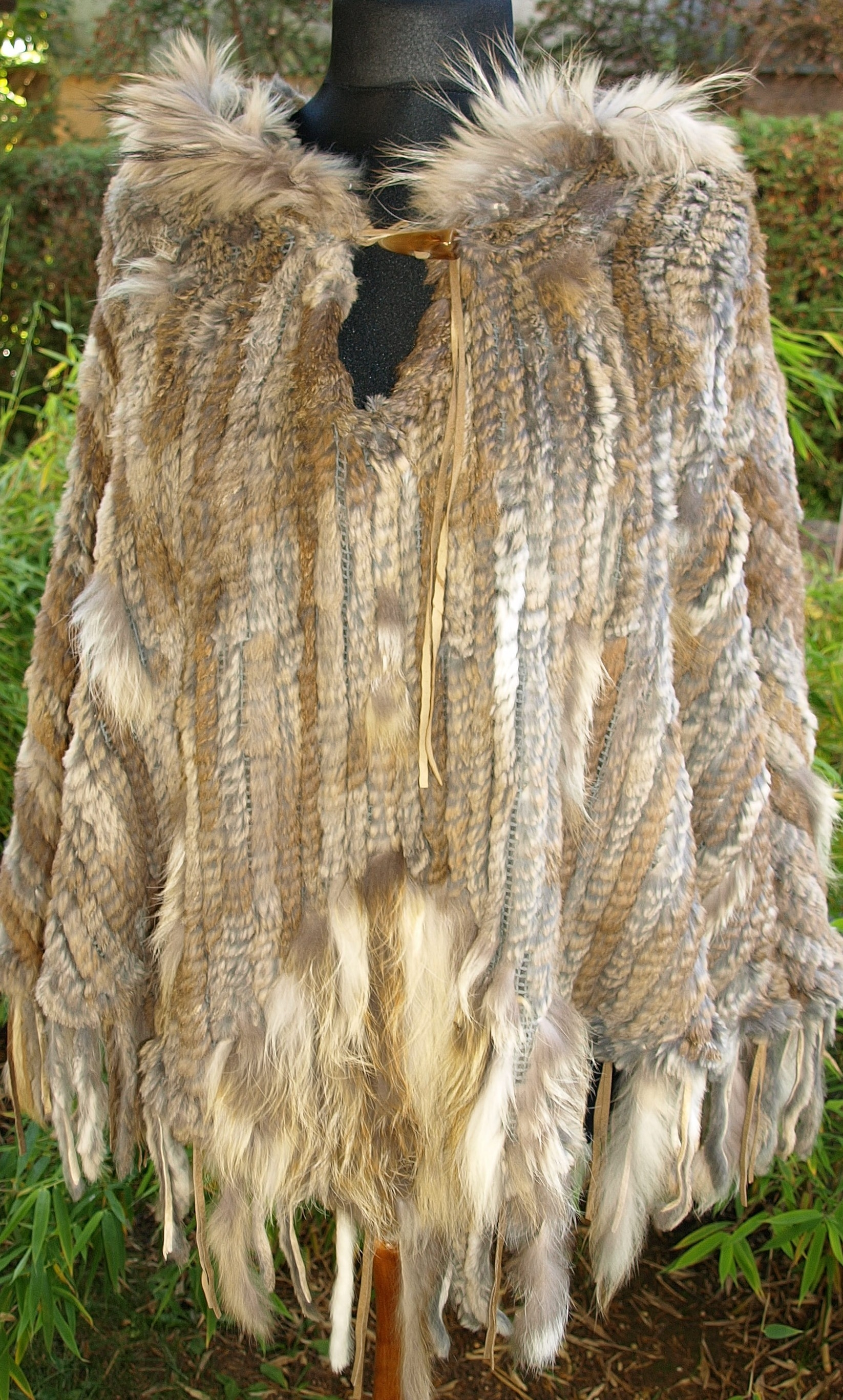
Poncho aus geflochtenen Kaninstücken mit Fuchsstücken (2010)
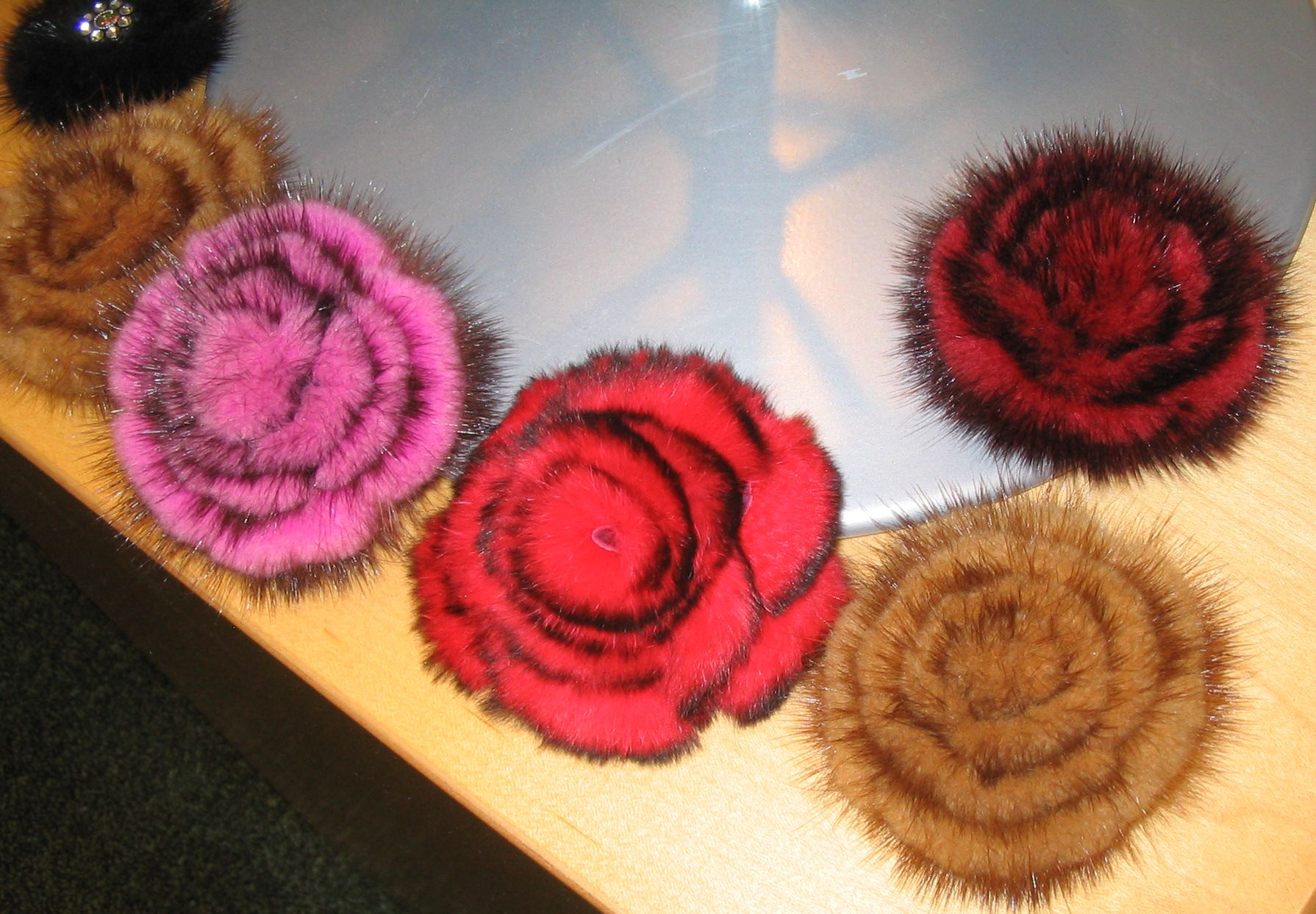
Die mittlere, rote Ansteckblume ist aus Kaninfell, wahrscheinlich nicht aus Reststücken (2011)

- Katzen geben wenig Abfall. Schadhafte, gute Katzen kann man als Tupfen in weiße Kaninmüffchen Verwendung finden lassen. Schweife haben kaum Wert und Verwendbarkeit (1911). Aus den Schweifhaaren der Zibetkatze machte man Malerpinsel.

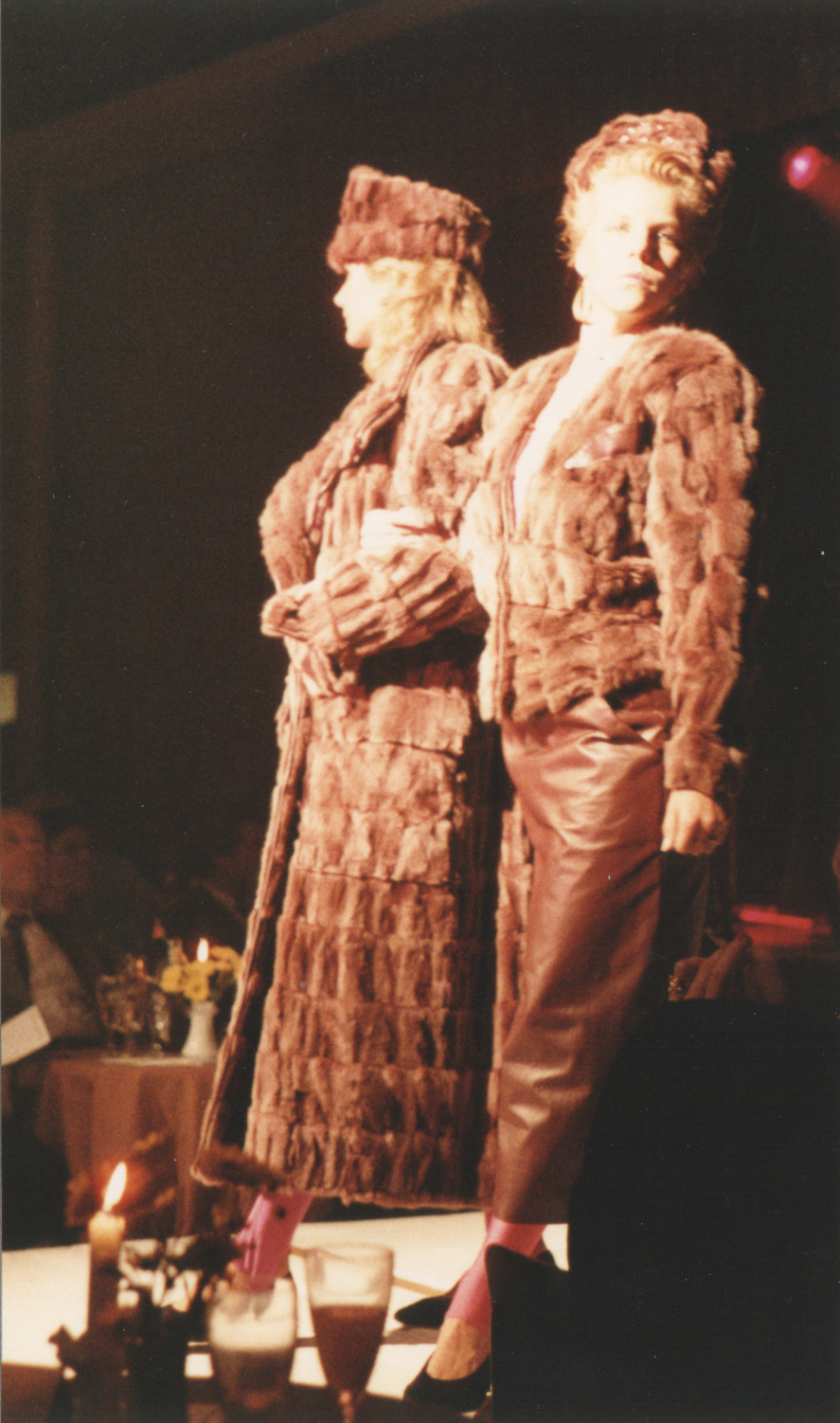
Mantel, Jacke und Mütze aus gefärbten chinesischen Katzenpfoten (1987)

- Kolinsky, die Haare der Kolinskyschweife dienen zur Herstellung feiner Malerpinsel.
- Leopard, Leopardenstücke finden bei Mosaikarbeiten sehr gute Verwendung zur Darstellung der Felspartien (1928).[11]
- Luchs, Luchsstücke sind oft derart flaumig, dass sie, zusammengestellt, noch hübsch als Verbrämung wirken (1928).[11] Die Luchspfoten sind sehr groß, sie lassen sich zu Besätzen und Kleinteilen verarbeiten, auch die gering bewerteten Rückenteile müssen extra genutzt werden. Sonst gibt es meist kaum verwertbaren Abfall.

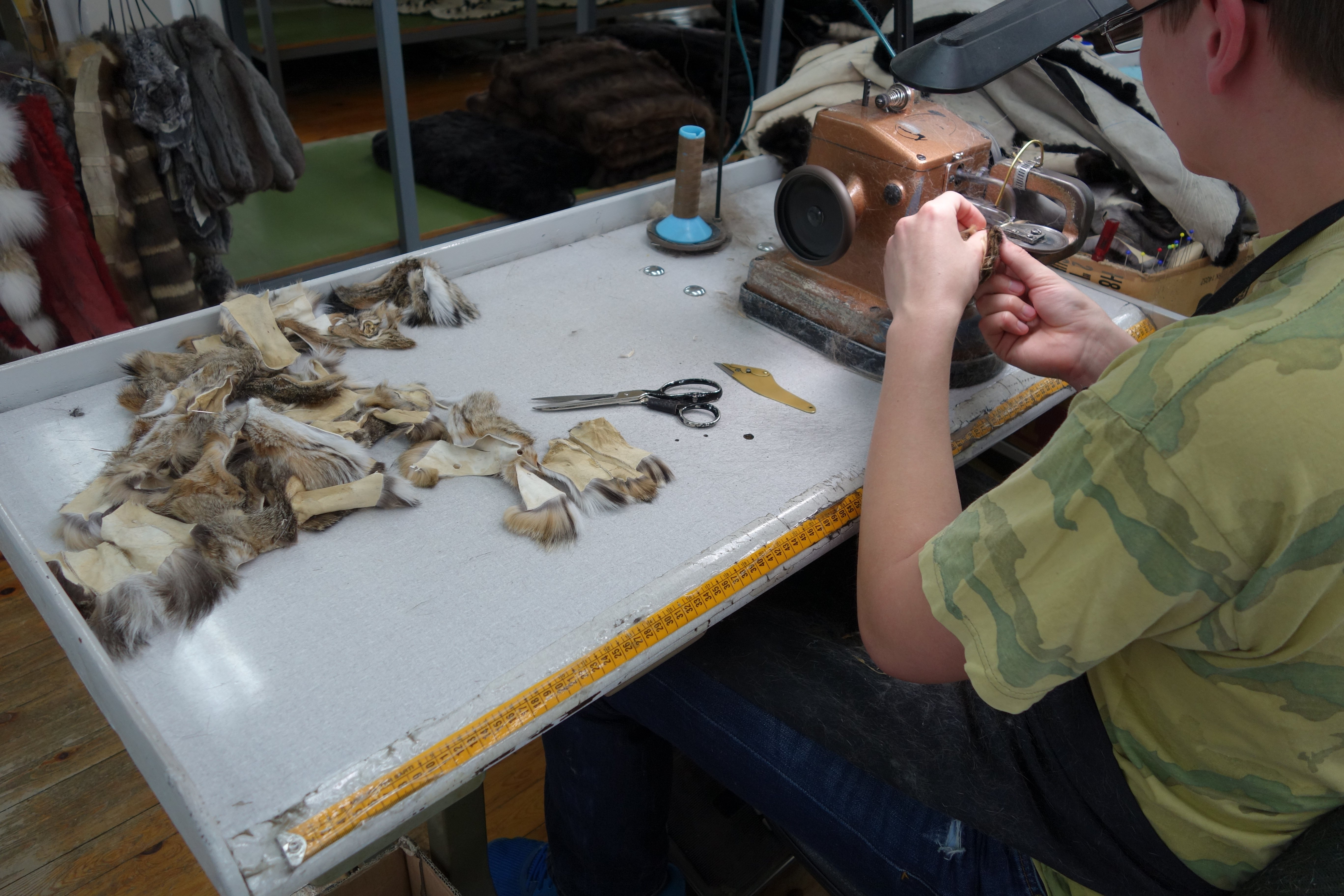
Luchskatzen-Kopfstücken, Schließen der Ohrenlöcher mit der Pelznähmaschine durch einen kastorianischen Kürschner (2014)
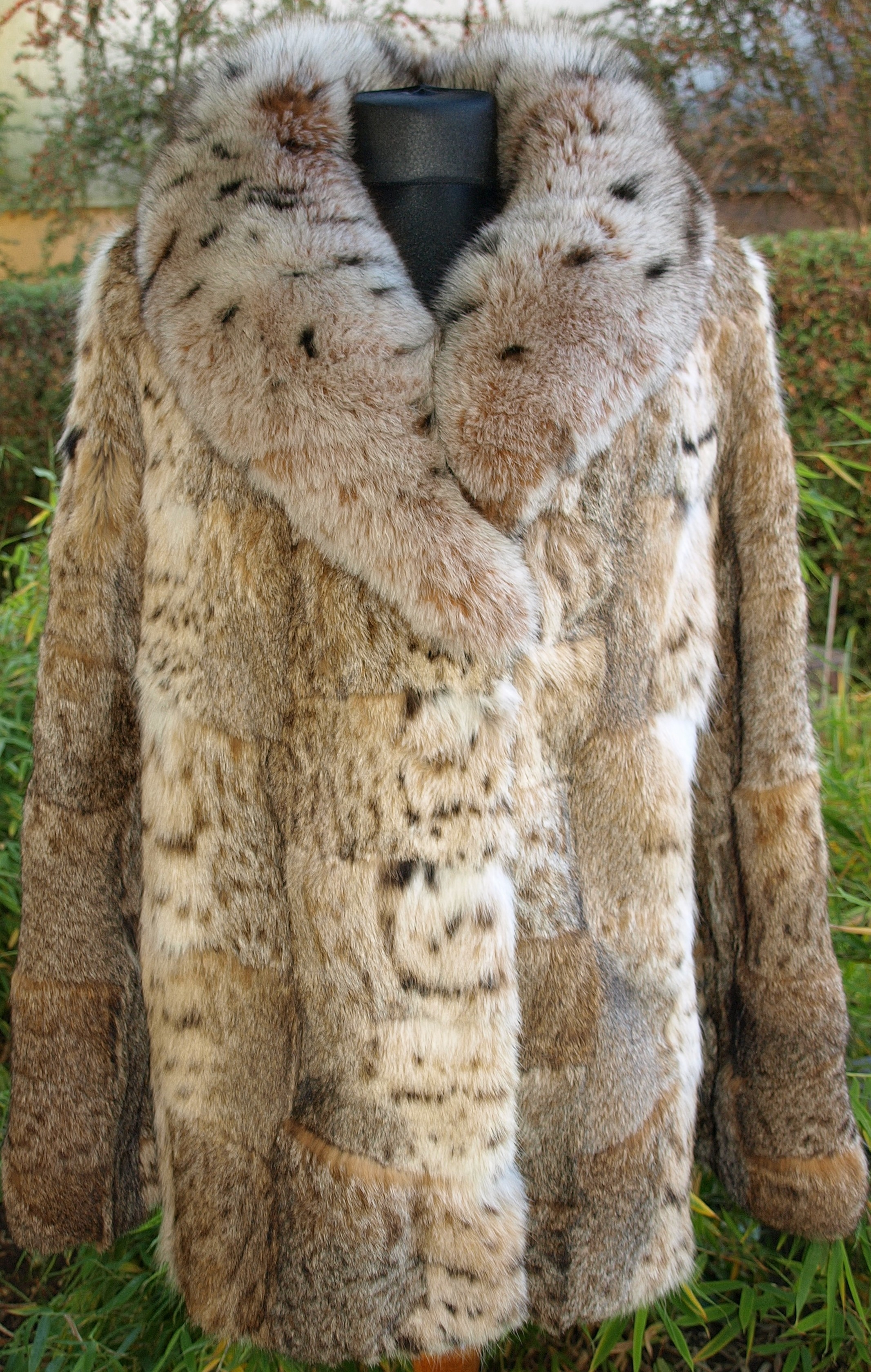
Luchskatzenstücken-Jacke mit Kragen aus luchsgefärbtem Fuchsfell (ca. vor 2000)

- Marder, von allen Zobel und Marderabfällen bilden die Schweife den wesentlichen Teil, sie wurden jedoch hauptsächlich nur in Frankreich, Italien und Holland begehrt und dort nicht nur zu Muffen und Besätzen, sondern auch zu größeren Teilen wie Pelerinen verarbeitet (1885).[21] Die Stirnen kann man zu Mosaikfußkorbdeckeln verwenden, die Kehlen ebenso und mit den Klauen zur Herstellung von Futtern, welche den Zobelkehlenfuttern ähnlich, aber schwerer sind. Die Schweife werden zur Verzierung von Galanteriearbeiten sowie als Material für Pinselmacher gesucht (1911). Besonders vom Baummarder und vom Zobel waren vor dem Ersten Weltkrieg (vor 1914) Tafeln aus Kehlstücken, gelegentlich auch von Steinmardern, mit ihrer ansprechenden Farbstellung vor allem in Russland ganz besonders gefragt. Die Verwendung und Verarbeitung entspricht der des Nerzes.

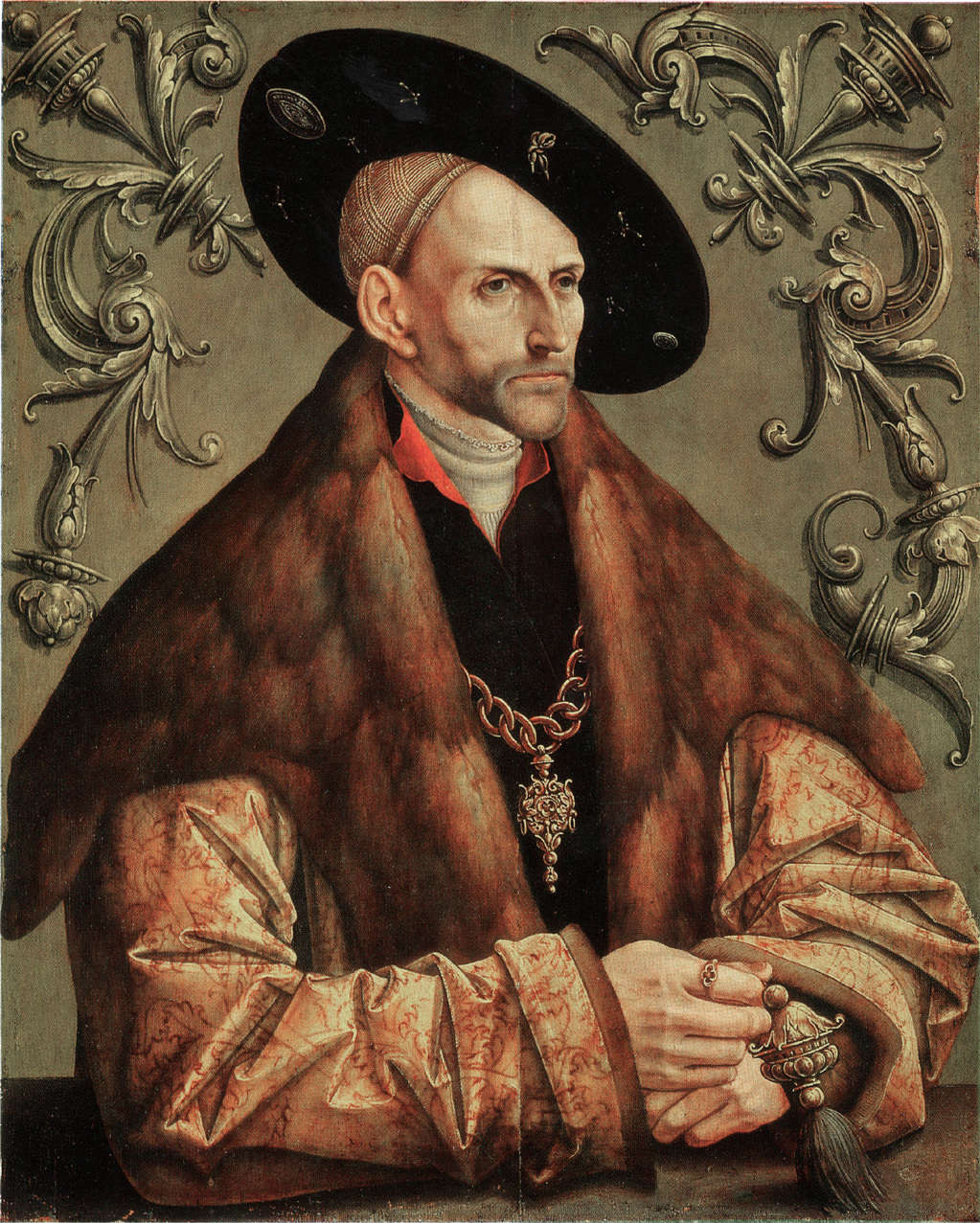
Baummarderstücken-Besatz, eventuell mit Innenfutter (Amsterdam, um 1500)
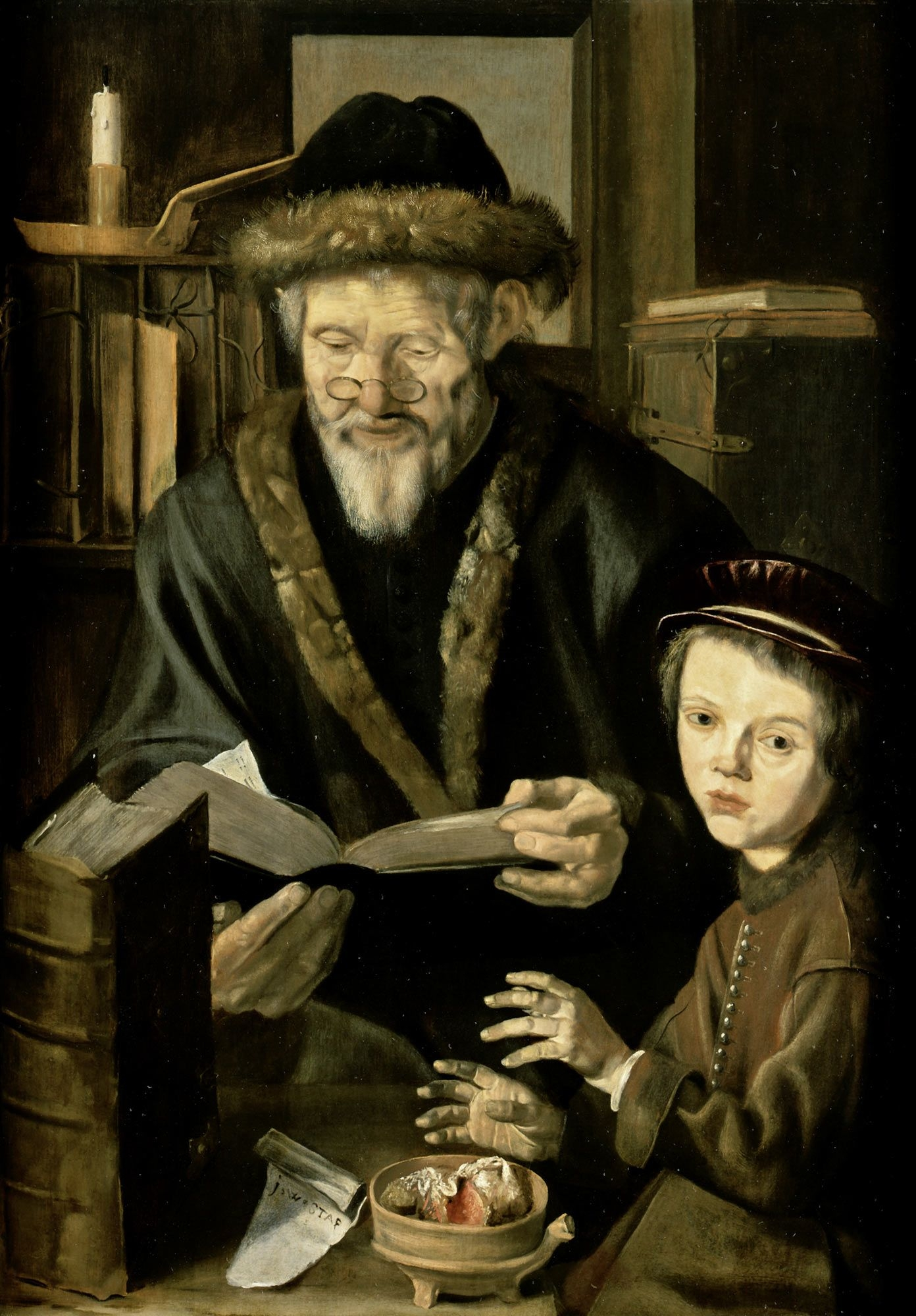
Marderstückenfutter (spät. 1663)
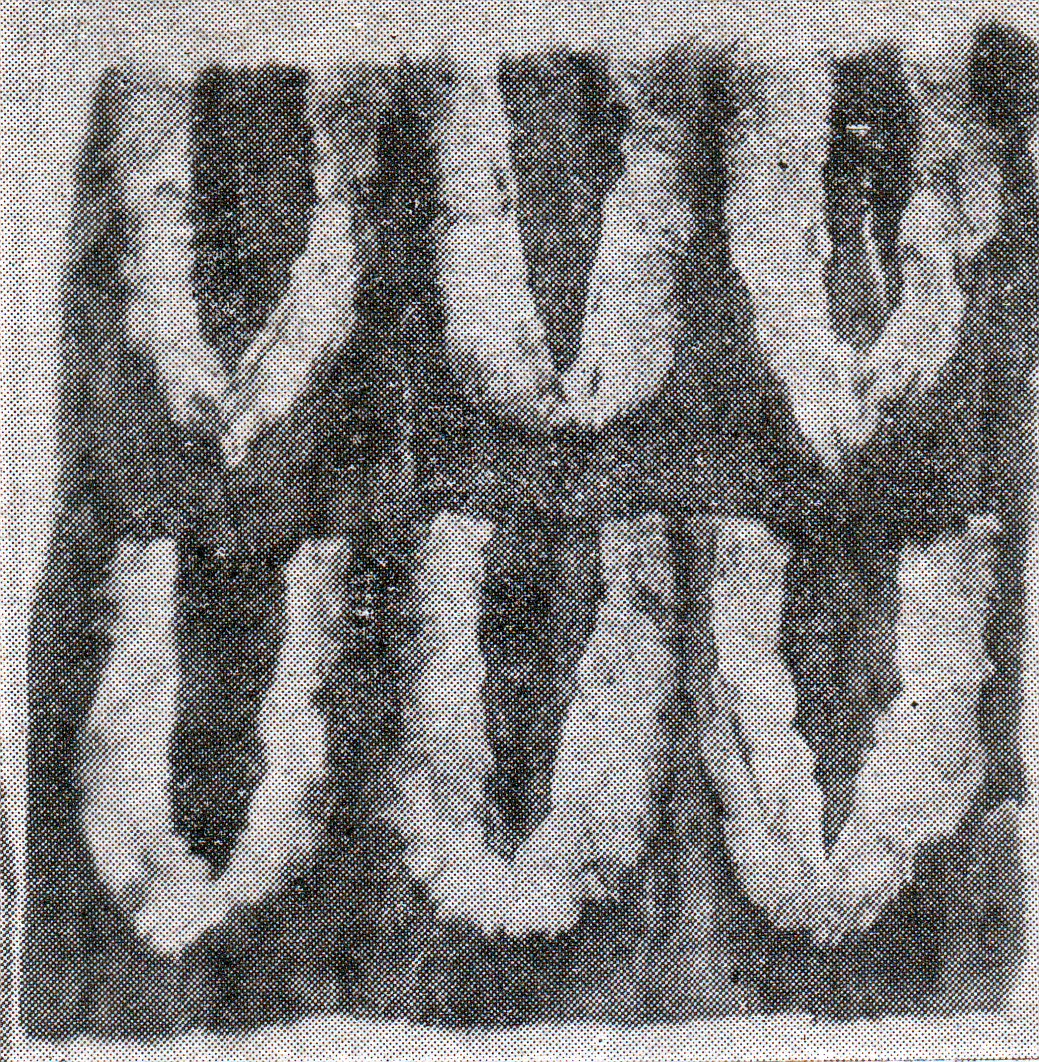
Marderkehlen und Nerzstücken (Kastoria, um 1905)

- Maulwurf, Maulwurfstücke werden gerne zu Mosaikstücken zusammengesetzt, die aber nicht das Material für Fellbilder, sondern für Stolen und Besätze selbst geben. Man stellt speziell aus Maulwurfköpfen recht nette Dessins zusammen. Maulwurfstücke werden aber auch angewendet, um zwischen zwei zusammengearbeiteten ganzen Fellen Reflexstreifen (= in gegenläufiger Haarrichtung) zu bilden (1928).[11]
- Murmel, Murmelstücke werden zu Futter zusammengesetzt, dünnhaarige Seiten werden zu Abstaubern verarbeitet (1928).[11]
- Nerz (Nörz), die Nörzstücke werden von den Griechen ebenfalls zusammengesetzt, die Schweife dienen wie die Marderschweife, zur Verzierung von Damengarnituren und zu Bordüren. Die Stirnen ebenfalls zur Herstellung von Pelzdeckeln für Fußkörbe (1911).[11] Nerzschweife werden, durch eingesetzte Lederstreifen vergrößert und im Haar aufgelockert, zu Bodys für Mäntel und Jacken gearbeitet. In der zweiten Hälfte des 20. Jahrhunderts waren Bubikragen und Kappen aus dem Material, ebenfalls mit zwischengenähten Ledergalons, sehr in Mode. Nerzschweife eignen sich aufgrund der Haarstruktur mit den herausragenden Grannenhaaren besonders zur Herstellung von Modeschmuck.

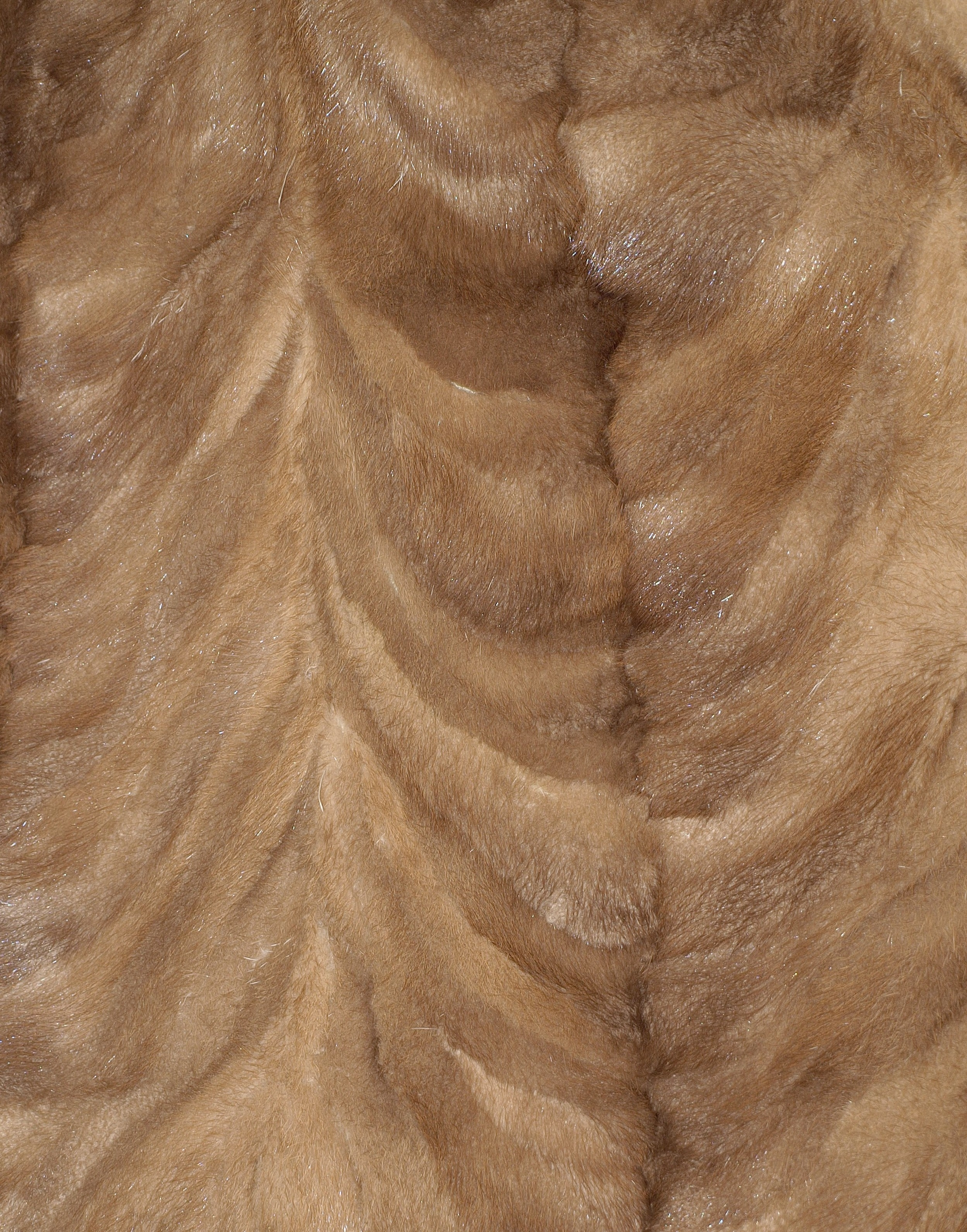
Pastell Nerz-Hinterpfoten, kleine Stücken (ca. 1970)
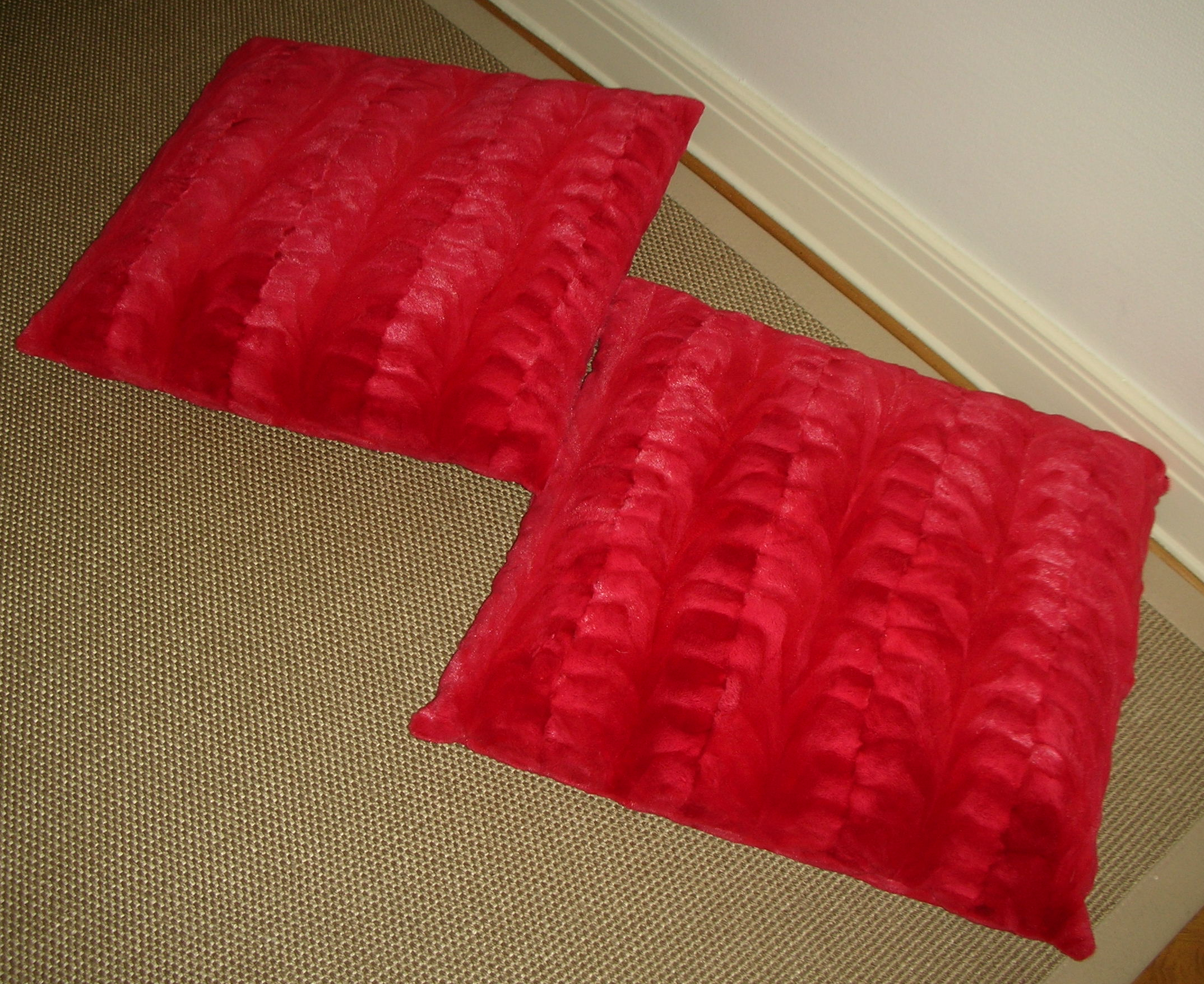
Kissen aus Nerzköpfen (2009)
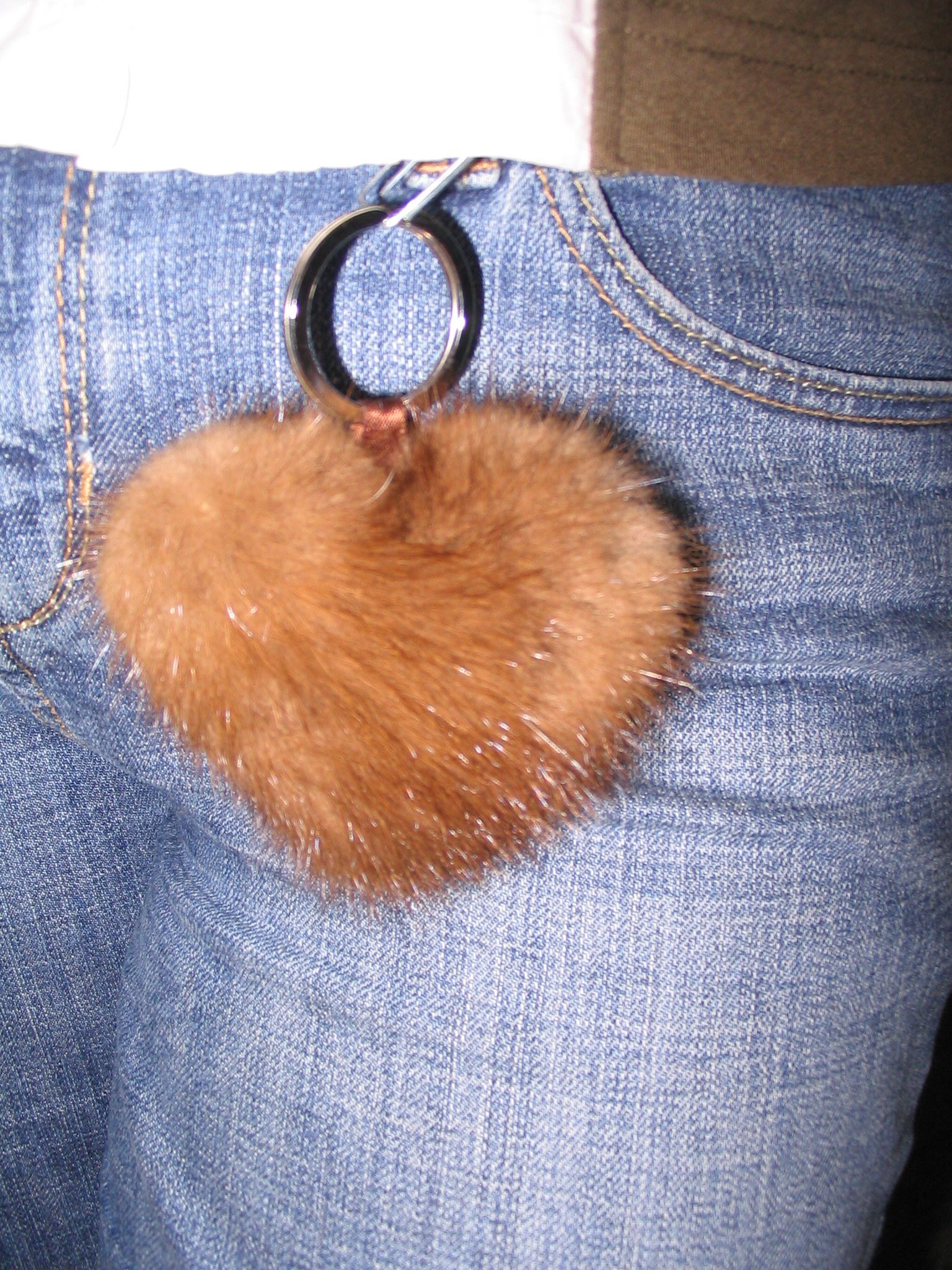
Schlüsselanhänger aus Nerzrest (2011)
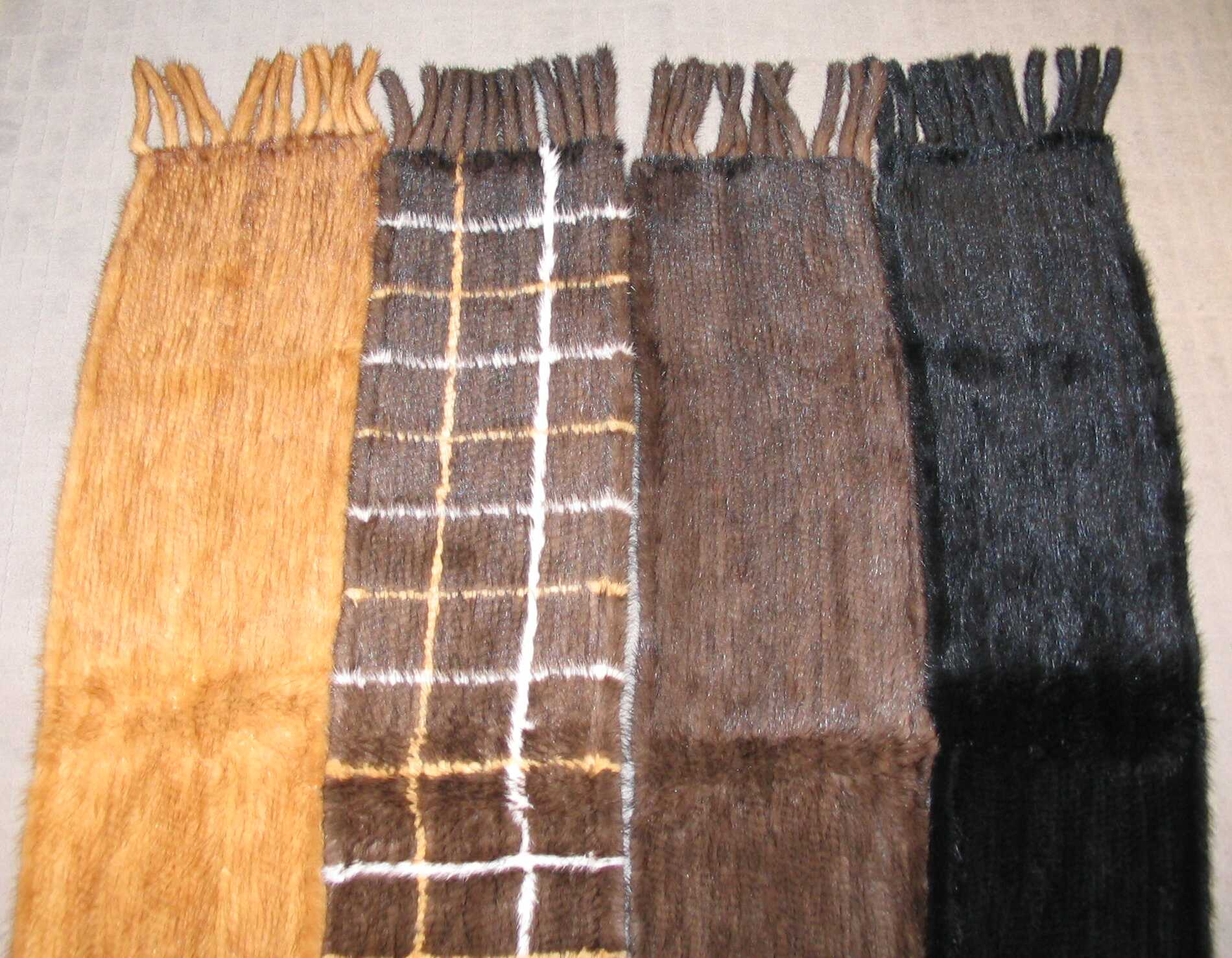
Schals aus gewirkten, in schmale Streifen geschnittenen Nerzschweifen (2008)

- Nutria, das Haar war einmal als Ersatz für das Biberhaar ein geschätztes Material der Hutstofffabrikanten, siehe Kastorhut. Aus den häufig abfallenden, schwächeren Seiten, werden Bodys gearbeitet, soweit sie nicht zu dünn behaart sind.

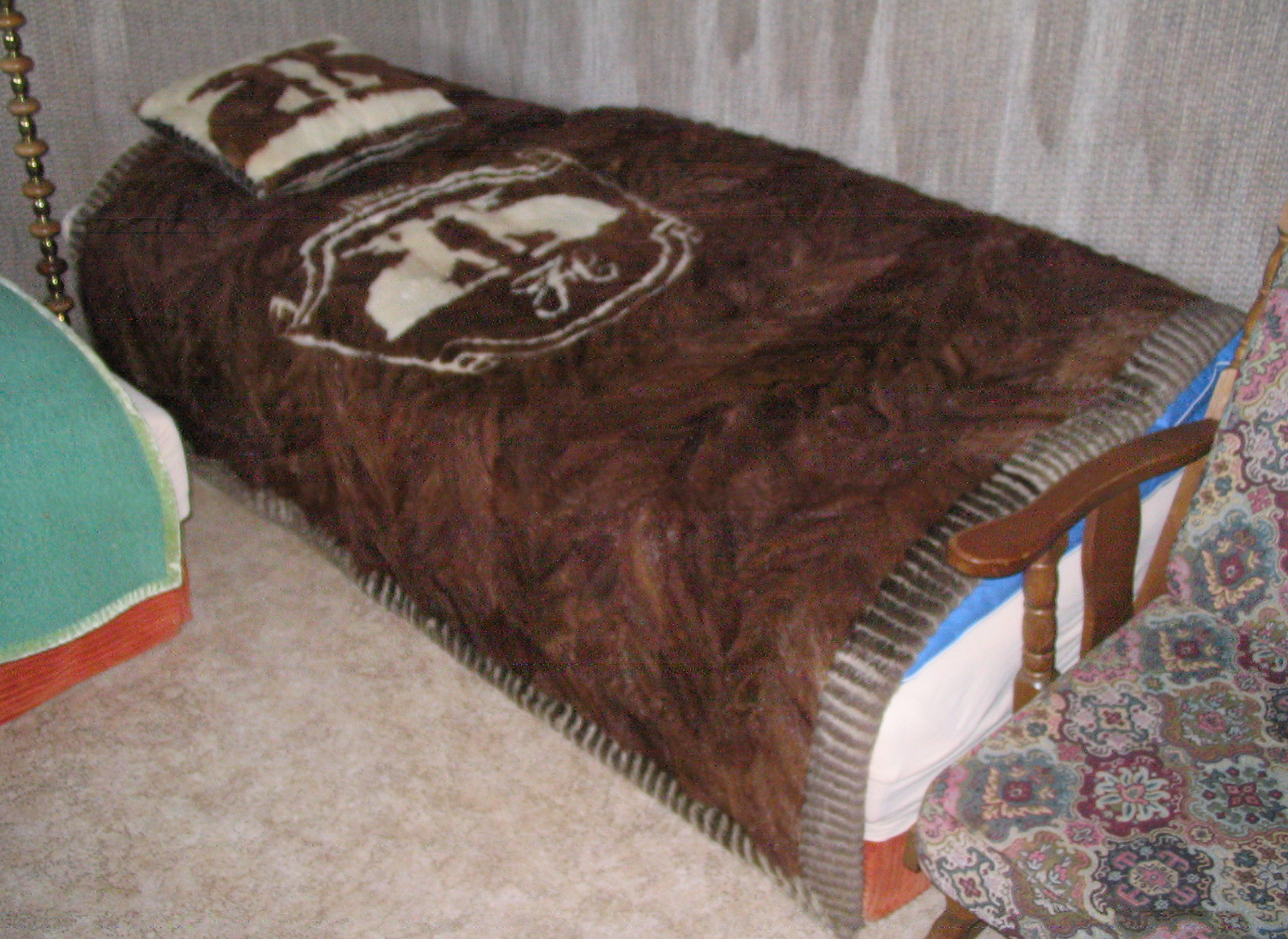
Nutriastücken-Decke und -Kissen, Lehrlingsarbeit (Wiesbaden ca. 1987)

- Australisch Opossum (Ringtail), die Schweife dieser Opossums sind oben grau, die untere Hälfte schwarz. Dicke liefern ganz hübsche Besätze an Fußkörbe, vom Gros macht man Decken, indem man von 16 bis 20 Stück das Schwarze nach inwendig in viereckige Sterne zusammensetzt, und diese Sterne dann egal abgleicht und zusammenpasst (1911). Die besten, buschigen Schweife wurden gelegentlich als Besätze auf Herren-Sportpelze gearbeitet (erste Hälfte 20. Jh.). Wenn der Marktpreis es zulässt, werden aus den Reststücken Bodys gearbeitet.
- Otter, Abfälle von Ottern sind, wie die von Biber, gleich geschätzt und finden auch gleiche Verwertung. Die größeren sind zur Herstellung von Pelzfantasie und Bildern, wozu die Otterstücke in verschiedenen Tiefen geschoren werden, besonders begehrt. Es werden damit oft allerhand Tierbilder, sogar ganze Jagdstücke künstlerisch hergestellt (1885).[21] Feines Material als Hutstoff, aber meist von Kürschnern zusammengesetzt, gerupft und gefärbt. Die Schweife geben zusammengesetzt, schöne, dauerhafte Jagdmuffe (1911). Auch dienten die Schwänze den nordamerikanischen Indianern, als Kopfschmuck, den die Männer sich in ihre langen Haarfrisuren einflochten. Seeotterstücke werden in Polen als Mützenbesatz verwendet (1928).[11]

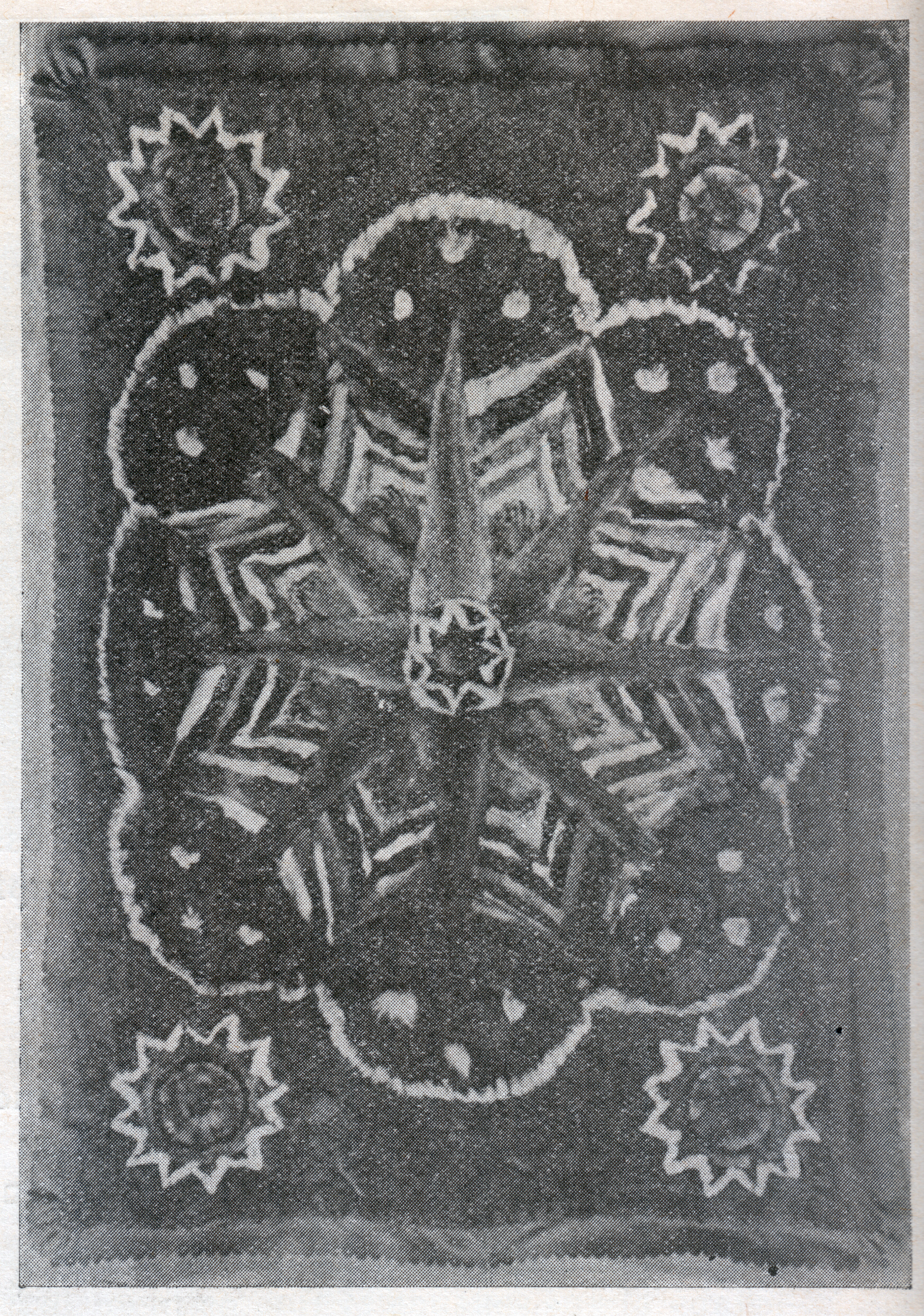
Otter war ein bevorzugtes Material für Pelzmosaiken. Acht Otterschweife bilden den Stern der Decke, die Ecken des Sterns sind Otterpfoten (1913)
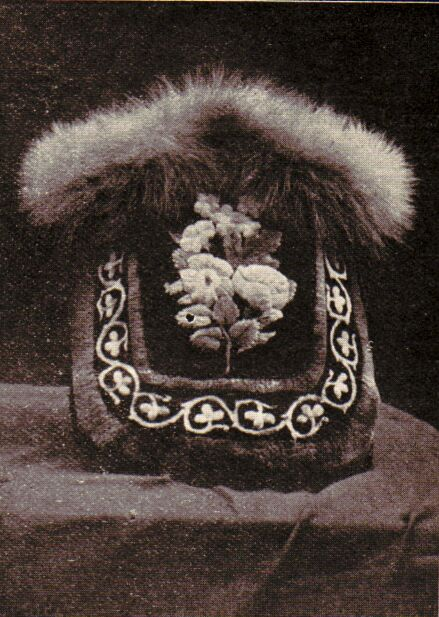
„Fusskorb mit Deckel aus Mosaik. Ausgeführt von der Firma M. Hartwich, Wien. Blumen und Arabesken sind aus nat. Otter geschnitten“ (ca. 1905)

- Nachdem es gelungen war, durch moderne Veredlung das Persianerfell und das bisher durchscheinende weiße Leder tiefschwarz zu färben, gehörte der Persianer zu den begehrtesten Fellarten seiner Zeit. Dies traf vor allem auf die Bundesrepublik zu, so dass er als klassischer „deutscher“ Pelz galt, bis er in den 1970er Jahren vom Nerz abgelöst wurde.[27] Seit etwa 2000 erfreut er sich, auch in Europa, aber vor allem in den neuen östlichen Märkten wieder zunehmender Beliebtheit, Pelze aus Persianerstücken und -klauen werden in Mitteleuropa jedoch noch wenig angeboten (2012).

Die Idee, vom Persianer auch die Klauen zu verwenden, soll Anfang des 20. Jahrhunderts in Paris entstanden sein, bis dahin blieben laut Jäkel die Persianerreste wie auch andere Fellreste ungenutzt. 1902 beschreibt Paul Larisch die Verarbeitung der sehr viel flacheren und kaum gezeichneten Klauen der Persianer-Breitschwanzfelle, nicht zu verwechseln mit dem erst später gezüchteten Breitschwanzpersianer: Die abfallenden Köpfe und Klauen werden zu besonderen Tafeln zusammengestellt. Die Klauen gewöhnlich schräg in Zickzackform. Die frühere Verwendung der Persianerklauen entsprach dem des oben aufgeführten Astrachans. Karakul oder Persianerstücke repräsentieren einen ganz besonderen Wert. Der Kürschner wird den Abfall in den wenigsten Fällen verkaufen, sondern ihn in der stillen Zeit selbst zusammensetzen, da er einen viel höheren Erlös damit erzielen wird als durch den Verkauf der Stücke, die wohl auch sehr gut bezahlt werden (1928). Beim Persianer wird praktisch jedes noch so kleine Teil zu Bodys verwertet, durch die Lockenstruktur ist das Sortieren verhältnismäßig unkompliziert. Für die Persianerklauenbodys wurden häufig auch gelockte Stücken mitverarbeitet, um eine schönere, dem Breitschwanzpersianer ähnliche Wirkung zu erzielen, gleichzeitig verbilligte es den Preis der im Einkauf teureren Klauen. Gelegentlich wurden die nicht moirierten Spitzen der Klauen abgeschlagen und zu sehr gering bewerteten Bodys weiter verarbeitet. Die lockigen Beinansätze werden abgeschlagen und kommen oft mit in die Persianerstückenbodys. Die gefragtesten Bodys sind meist die aus Persianerklauen, die schwersten sind die Persianerkopfstückenbodys (Köpfe mit Nacken).
Kurz vor 1955 begann man in der DDR mit der Serienproduktion von Persianerklauenbodies, nachdem im Jahr 1951 Handelsverträge für die Lieferung von Edelpelzfellen mit der Sowjetunion abgeschlossen worden waren. Die von der VEB Pelzbekleidung Delitzsch hergestellten Konfektionsteile unterschieden sich von den zum Beispiel in Griechenland gefertigten Tafeln. Man sortierte die Klauen in rechte und linke sowie in die unterschiedlichen, auch unterschiedlichen schwarzen, Farbveredlungen. Die Klauen wurden dann angefeuchtet und am nächsten Tag ausgestreckt, das Idealmaß sollte 3 mal 15 Zentimeter betragen. Wie bei der Fellsortierung wurde ein Vor- und ein Feinsortiment erstellt. Für ein Body wurden etwa zwei bis vier Kilogramm Klauen benötigt. Im Vorsortiment wurde zwischen glatten und moirierten Klauen unterschieden, vor allem aber in sieben unterschiedlich Haarlängenunterschiede (Rauchenunterschiede), extrem flache waren nicht verarbeitungswürdig. Bei der Feinsortierung wurden die Klauen hintereinander für die Näherin auf Pappen gelegt und dabei sortiert. Die flache Seite wurde an einen aufgezeichneten Strich gelegt. Bis zu einer Streifenbreite von sieben bis acht Zentimeter wurden die Klauen auf der raucheren, gelockteren Seite durch Fellreste ergänzt. Die Klauen wurden mit dem Kürschnermesser berändert und die Stücken angepasst. Nach dem Nähen war ein Band von etwa 36 Meter Länge entstanden. Diese Streifen ermöglichten ein individuelles Anpassen an das jeweilige Schnittmuster, Längs-, Quer-, Parkett- und Schrägverarbeitung waren so möglich. Eine solche Arbeit wurde 1981 auf dem Internationalen Pelzkongress in Liptovský Mikuláš, Ungarn mit einer Goldmedaille ausgezeichnet.

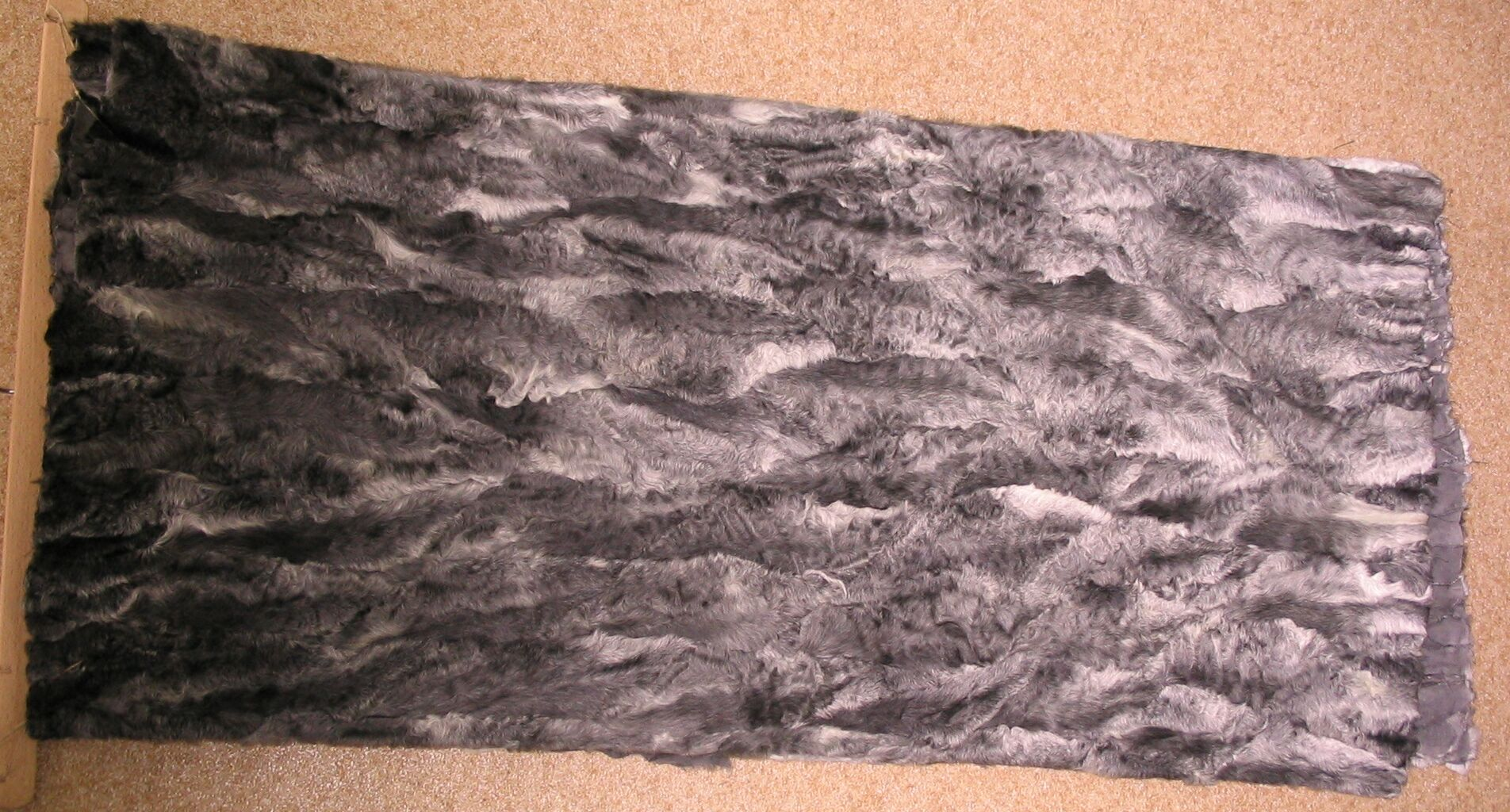
Natur-Persianer-Klauen-Body, gefaltet (2008)
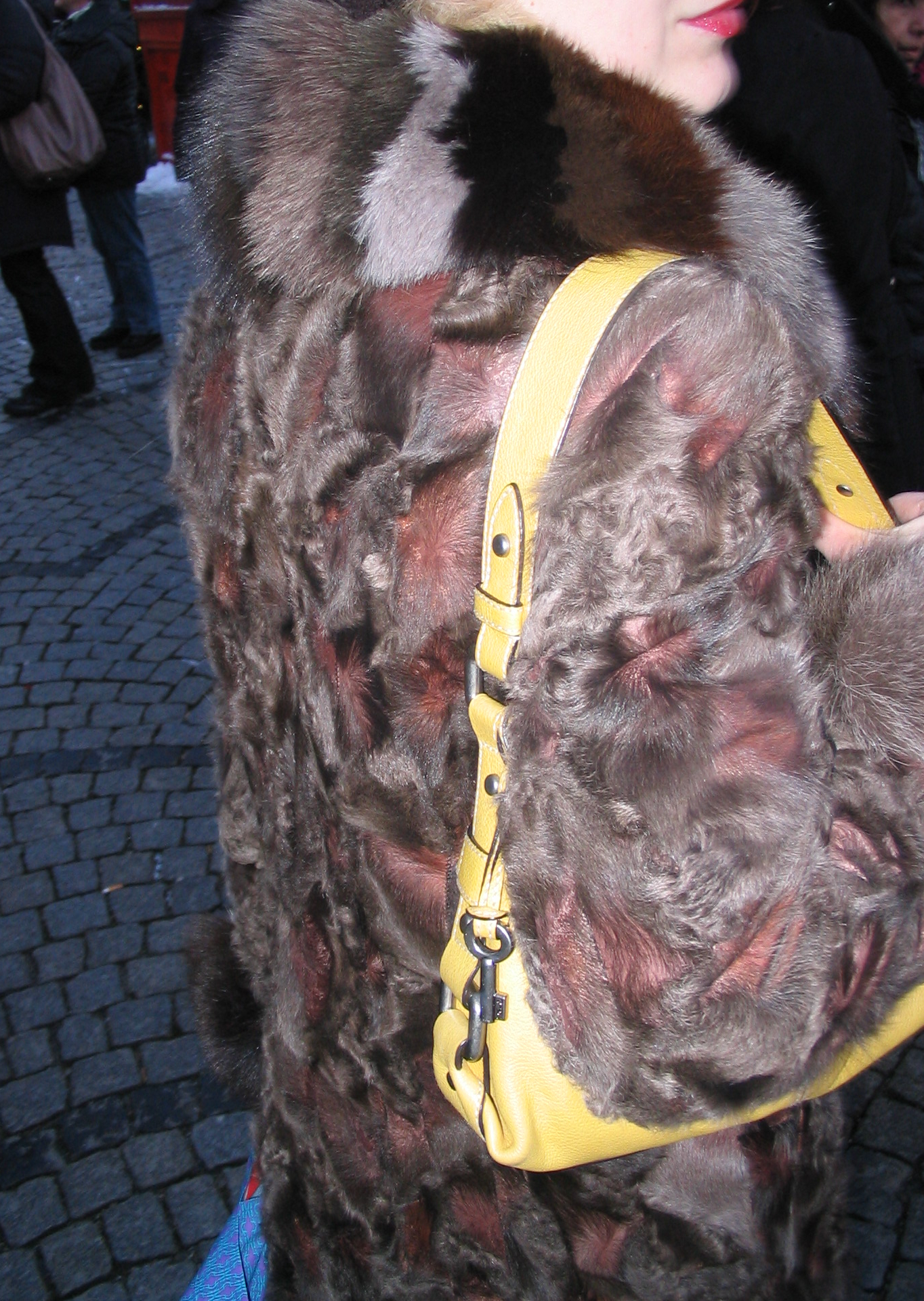
Gefärbter Persianerklauenmantel mit Fuchsstückenkragen. Die sonst immer abfallenden Persianer-Diechen wurden mitverarbeitet (2010)

- Petschaniki, Petschanikistücke geben, wie Murmel, Material zu Pelzfuttern (1928).[11]
- Rentier, Karibu, Pijiki, die Beinteile werden von den Einheimischen des hohen Nordens viel für Fußbekleidung und Verbrämungen verwendet, das Haar ist weniger brüchig als das langhaarigere Rumpffell des erwachsenen Rentieres.[31]

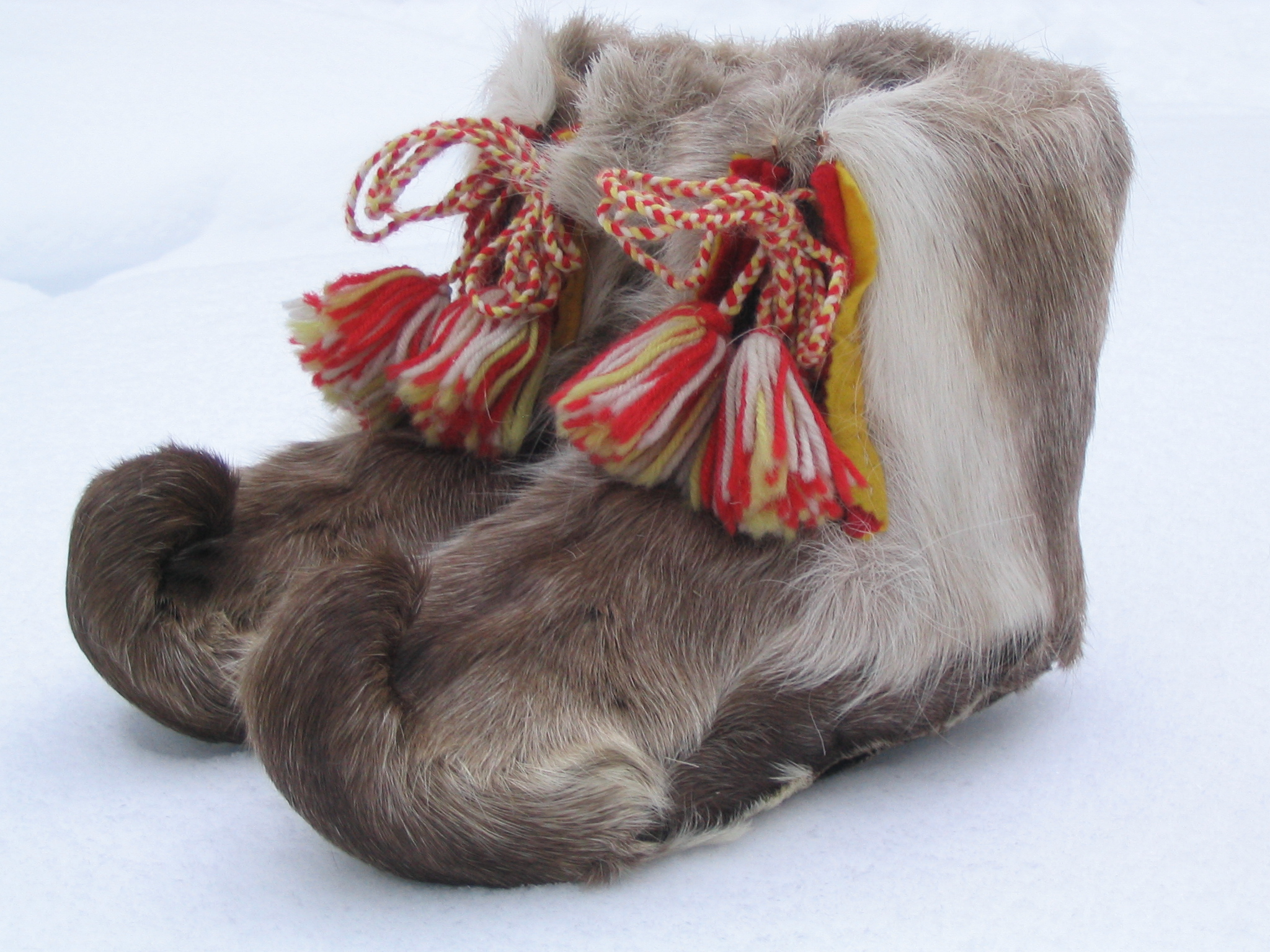
Schuhe der Nutukkaat, Lappland, aus Rentier-Beinfell
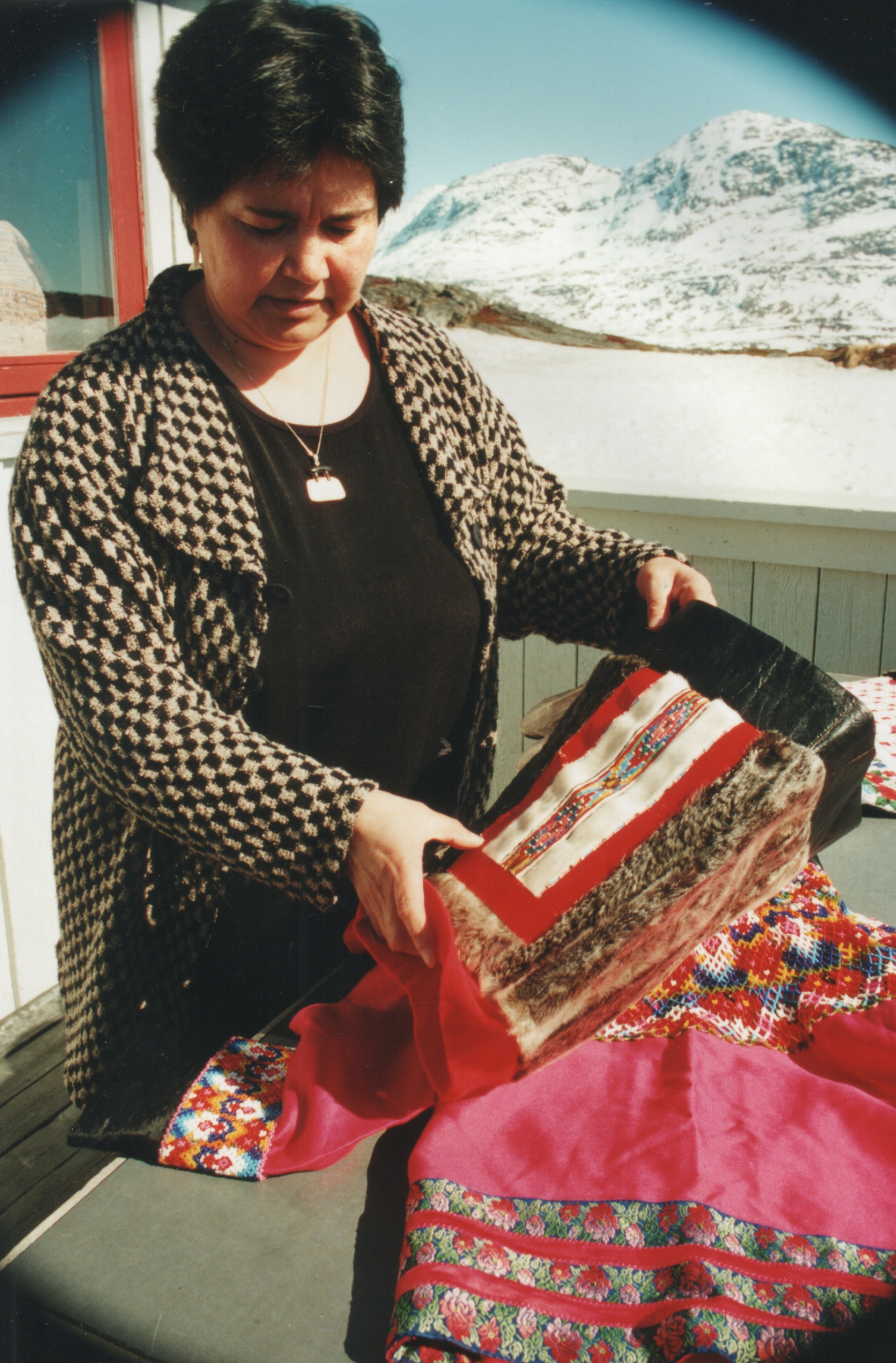
Näherin mit einem Kamik (Stiefel der Eskimos) aus Stoff, Seehundfell und Karibu-Beinfell (1999)
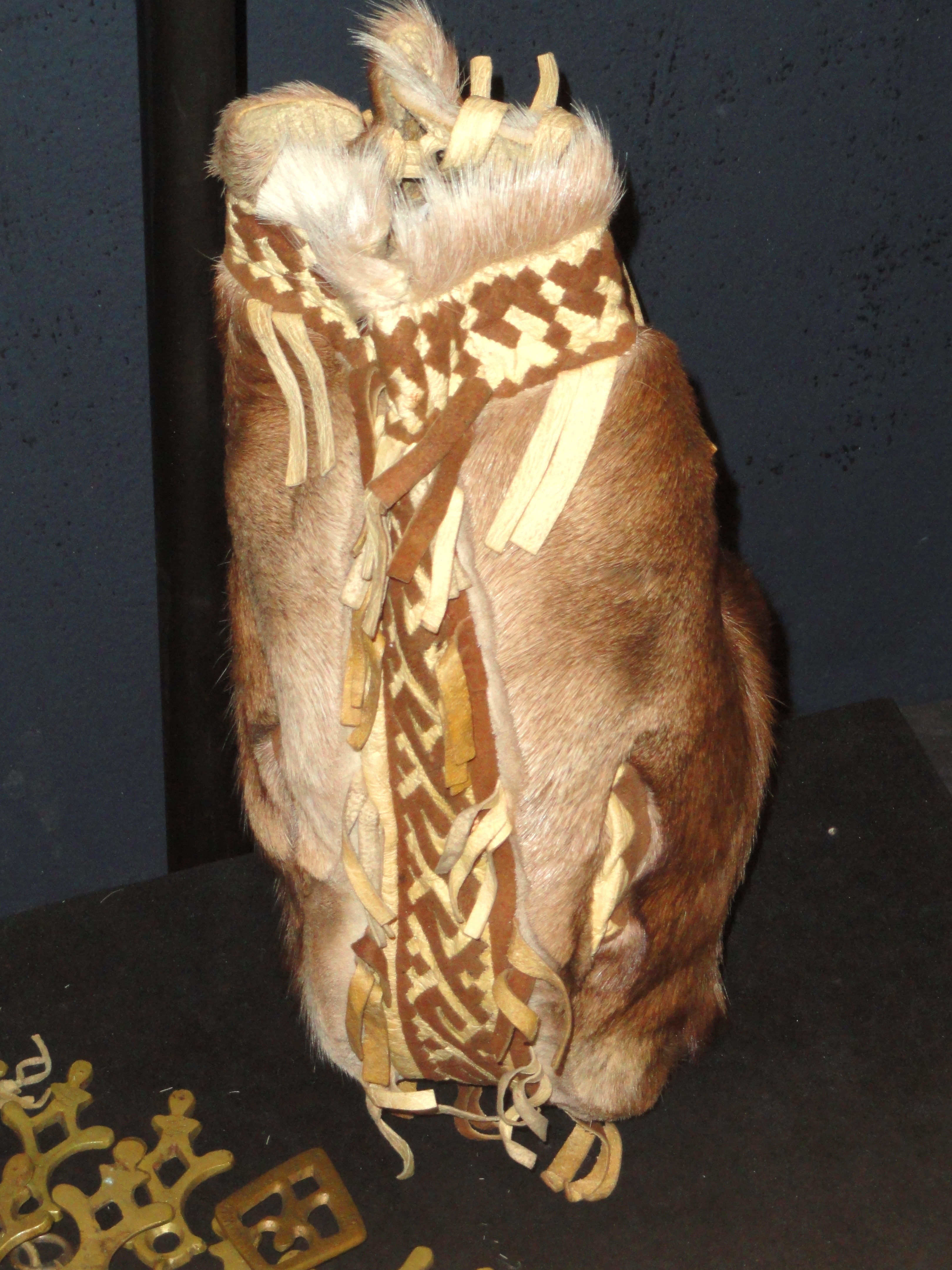
Handarbeitsbeutel der Khanty, Sibirien, aus Rentierfell-Kopfstücken (2009)

- Schaffelle, gute Stücke werden hoch bezahlt und in Russland zum Besatz von Mützen hauptsächlich zusammengesetzt (1911). Sie werden zu Bodys zusammengenäht, die zu Jacken, Fußkörben und Anderem verarbeitet werden, von bereits veloutierten oder nappierten Stücken auch mit der Lederseite nach außen.

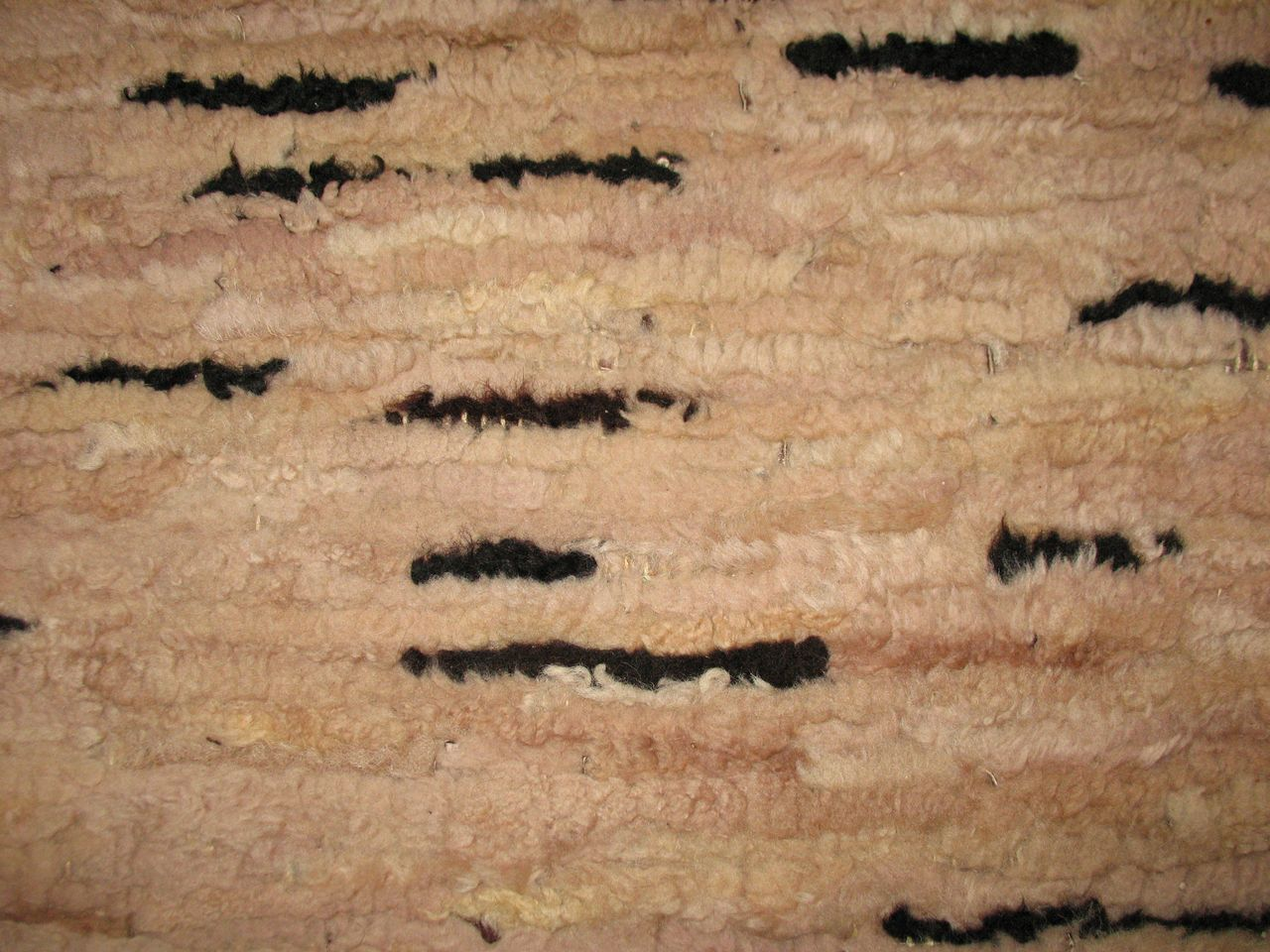
Lammstücken, zu Tafeln zusammengesetzt, in Streifen geschnitten und in ein Schalnetz eingeflochten (Polen, 2007)

- Schwan, Schwanenstücke werden zu Besätzen von Balltoiletten und lichten Kleidungsstücken als sogenannte Schwanenbräme verarbeitet (1928).[11]
- Seehunde, Sealskinstücke werden gut bezahlt und in England die kleinsten Stücke noch zu Kappen etc. zusammengesetzt (1911). Durch die ovale Fellform und die sich weit im Fell befindlichen Flossenlöcher bleiben bei der Verarbeitung aller Seehundfellarten große Reste übrig. Die Verwendung dieser Teile zu Bekleidungszwecken gestaltet sich schwierig, es werden hauptsächlich Schuhe, Taschen, Mosaik-Teppiche, Tierfiguren und Ähnliches daraus gearbeitet. Die gewerbliche Einfuhr bestimmter, aus Jungtieren der Sattelrobbe (Whitecoat) oder der Mützenrobbe (Blueback) hergestellter Waren in das Gebiet der Gemeinschaft ist inzwischen nach der Richtlinie 83/129/EWG des Rates vom 28. März 1983 verboten, den derzeitigen Stand siehe unter → Robbenfell.[32]

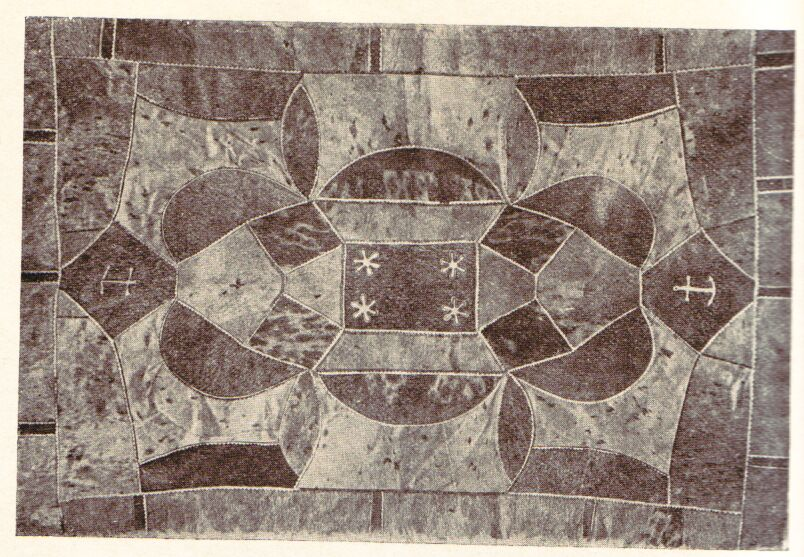
Decke aus Seehundstücken, Eskimoarbeit (ca. 1905)
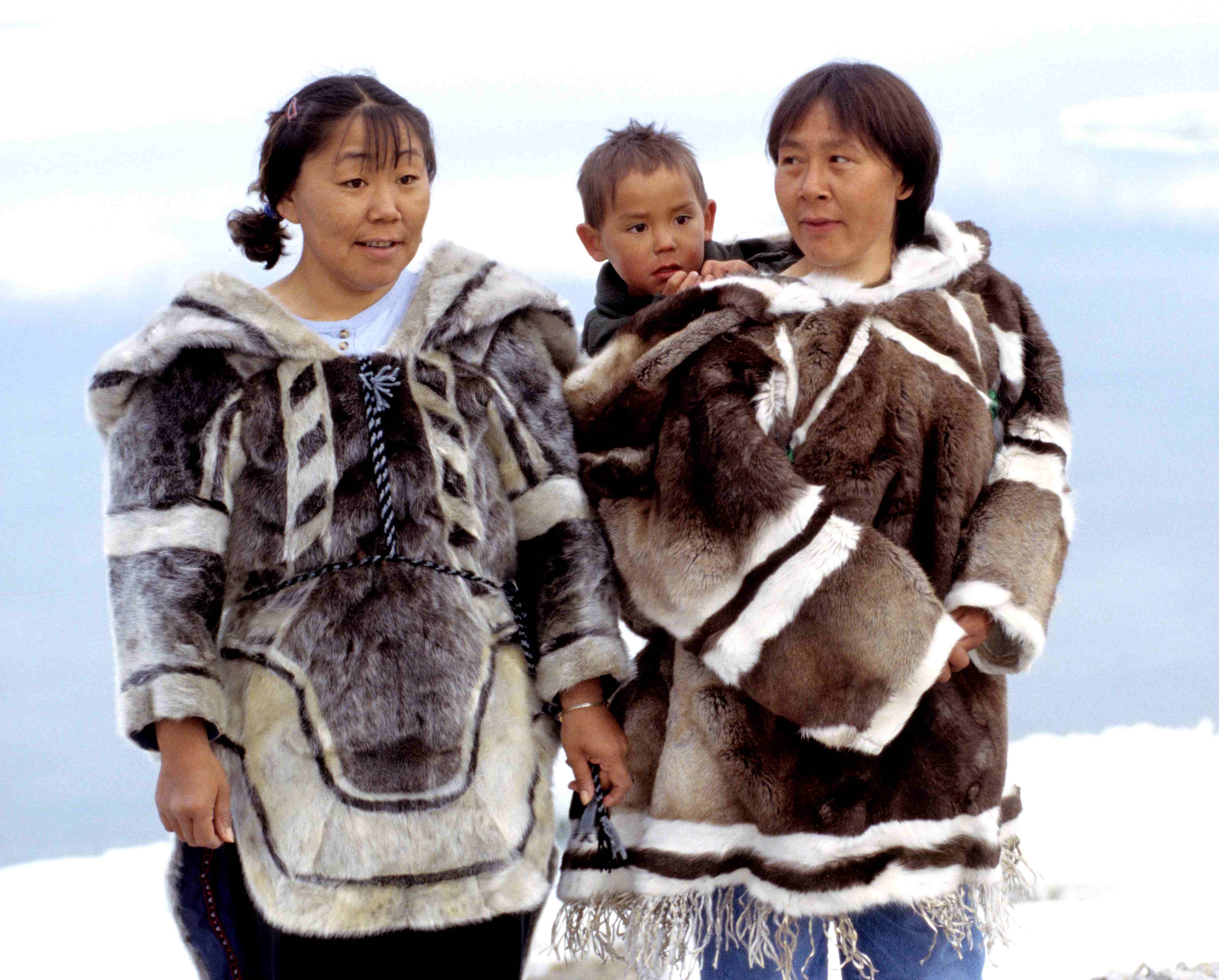
Inuit, links Seehund, rechts Karibu, unter Verwendung von Fellstücken vom jeweils gleichen Material (1999)

- Seeotter, gute Stücken wurden hochbezahlt und in Russland zum Besatz von Mützen hauptsächlich zusammengesetzt (1911). 1911 wurde auch ein Abkommen, die „Convention for the Protection of Seals“, getroffen, um die Gefahr des völligen Aussterbens der Seeotter zu bannen. Die Felle sind seit langem nicht mehr im Handel.
- Skunks, Die Skunksschweife sind zu haltbaren Vorlagen zusammenzustellen, indem man unten zur Vervollständigung Seiten von schwarz gefärbten Schuppen (Waschbären) dazwischen setzt (1885).[21] Von den Skunksschweifen wurde oft schon beim Rohfell etwa zwei Drittel entfernt, um dieses besonders borstige Schweifteil der Bürstenindustrie zuzuführen. Sehr viel besser bezahlt als die Schweife vom Streifenskunk waren die vom Fleckenskunk, weil dessen besonders geraden Haare nicht die Neigung hatten, sich korkenziehermäßig zu verdrehen (1936).[33] Die besten Skunks sind ganz schwarz, dann werden sie geringer und schwerer zu verarbeiten durch die kleinere oder größere gabelförmige weiße und gelbe Zeichnung, die herausgeschnitten werden muss, auch wenn der schlaue Rauchwarenhändler, wie dies bei kleineren Gabeln geschieht, das Weiße schon durch die Schere hat herausschneiden lassen und auf diese Weise an Stelle der weißen Streifen kahle Stellen gesetzt, die vom Haar gedeckt, weniger leicht bemerkt werden (1911). Die nicht vom „schlauen Rauchwarenhändler“ gestutzten weißen Gabeln wurden vom Kürschner herausgestochen und zu Streifen zusammengesetzt und dann vom Rauchwarenveredler dunkel gefärbt. Es wurden Pelzfutter, Muffblätter oder „Schweifchen“ daraus gefertigt. Abgesehen davon, dass das Skunksfell heute kein wesentlicher Artikel der Pelzbranche mehr ist, wie es noch bis nach den 1920er Jahren war, wird die dekorative weiße Gabel inzwischen bei der Verarbeitung immer im Fell belassen. Man arbeitet die Köpfe zusammen, um daraus wieder Besätze oder Garnituren zu arbeiten. Die schwarzweißen Köpfe geben, sternförmig zusammengesetzt, ein hübsches Dessin für Decken (1928).[11]
- Waschbär (Schuppen). Die Schweife werden besonders zu Festtagsmützen für polnische und galizische Juden gesucht (1885).[21] Rauche Seiten werden zu Ärmeln, sogar zu Pelzfuttern zusammengesetzt, Köpfe zu Besatz vorn an schwarze Pelze mit Schuppenbesatz, die Schweife geben dauerhaften Besatz (1911). Gute Seiten werden zu Bodys zusammengesetzt, die Schweife sind beliebte Anhänger für Schlüsselbunde und anderes.
- Wolf, Abfälle von Wolf, die größeren wenigstens, können höchstens zu Fußtaschen oder Jagdmuff-Futter verwendet werden, kleinere Abfälle sind wertlos (1885).[21] Wolfstücke werden zu Schweifen gedreht (1928).[11]
- Zickel, Ziegenabfälle, Ziegenabfälle werden von Pinselmachern gekauft (1911). Zickelklauen werden in China zu Platten verarbeitet.

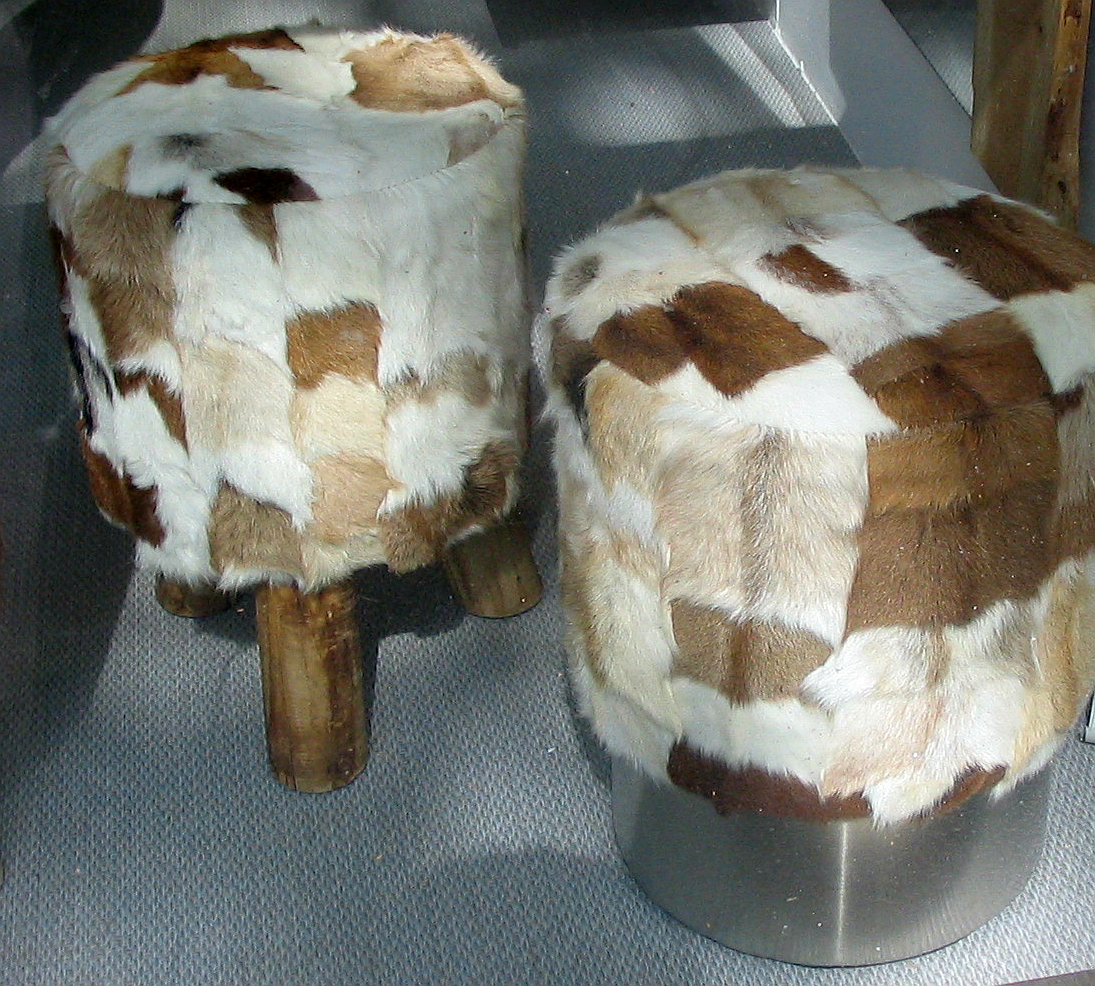
Hocker, Bezug aus Zickelstücken (2012)
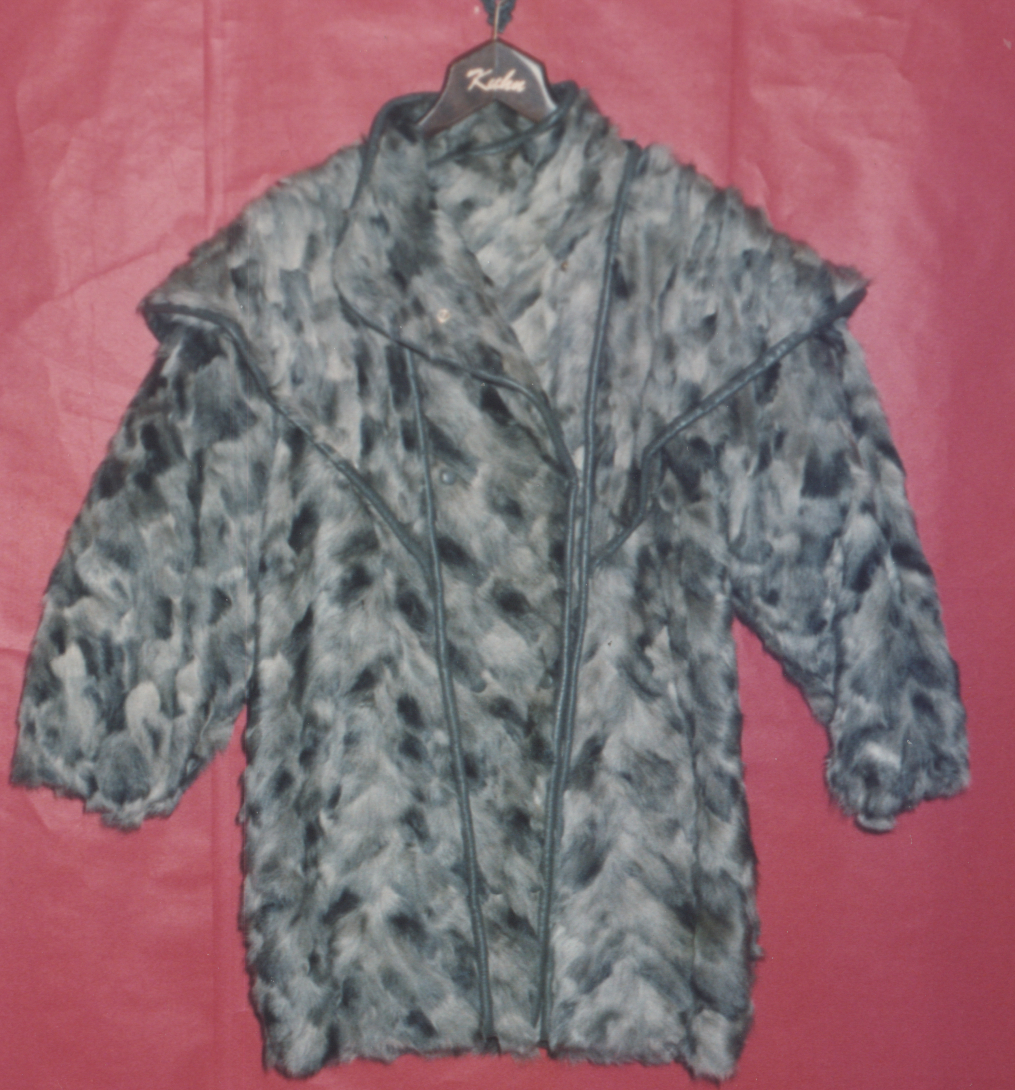
Jacke aus chinesischen Zickelklauentafeln (1985)

- Zobel, die Reste dieser kostbaren Felle wurden schon immer sorgfältig genutzt. Für die zweite Hälfte des 17. Jahrhunderts ist für die Stadt Archangel (Archangelsk) überliefert, dass von dort in einem Jahr neben 29.160 Zobelfellen auch 18.742 Zobelschwänze zur Ausfuhr gelangten.[34] Abgesehen von den einzeln und paarweise verkauften [Zobelfellen] ist es Regel, dass die Schwänze einen besonderen Handelsartikel bilden, der meist zu sog. Boas der Damen verwandt wird. Auch die Hinterfüsse werden besonders verkauft, während man die Vorderpfoten gewöhnlich am Balge lässt, um kleine Lücken beim Nähen der Pelze mit ihnen aufzufüllen. Das Halsstück wird gleichfalls häufig abgetrennt, weil der rostfarbene Kehlfleck die gleichmässige Schönheit des Pelzes stören würde. Die Halsstücke werden dann wieder geteilt, indem man den Kehlfleck ausschneidet. Aus 4 – 500 Halsstücken näht man zwei Säcke, von denen der eine aus Kehlflecken, der zweite aus der anderen Hälfte besteht (1900).[35]

Die Verarbeitung entspricht dem der Nerzstücken. Lebhafter als beim Nerz sind die Bodys aus den orangefleckigen Kehlstücken (Nourkulemi), dem Nerz hat man die unerwünschten, dort weißen Kehlflecken weitgehend weggezüchtet. Der Schtreimel, die auffällige, fast wagenradgroß wirkende Mütze, die vor allem von verheirateten chassidischen Juden getragen wird, ist meist aus den Schweifen der so genannten kanadischen Zobel oder aus russischen Zobelschweifen gearbeitet.

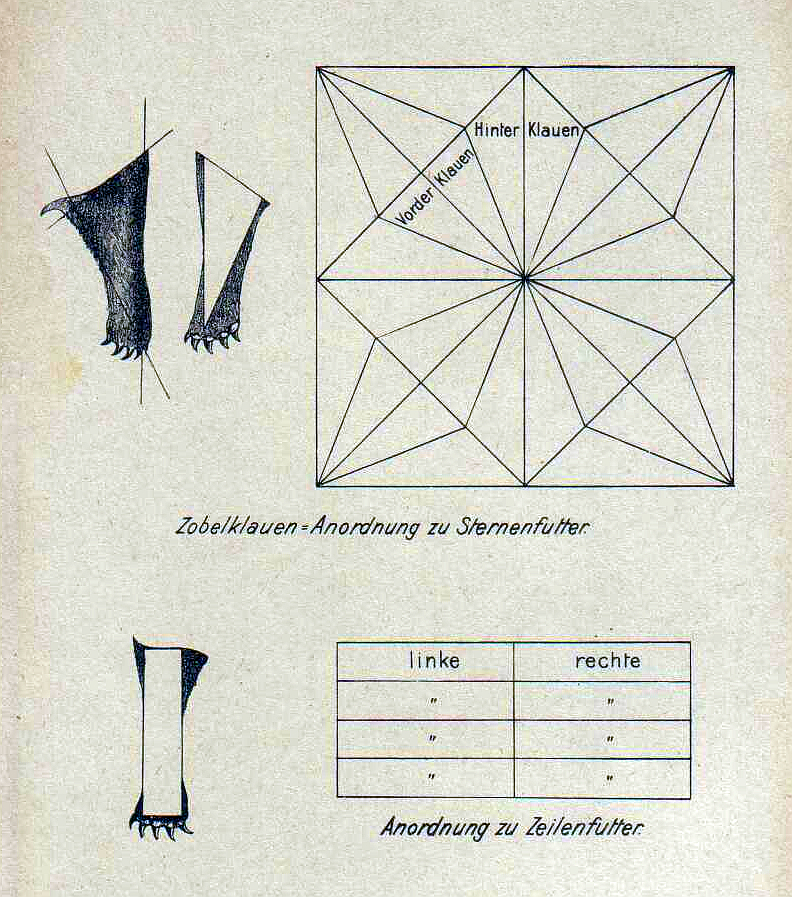
Zobelklauen für ein Sternenfutter (1895)
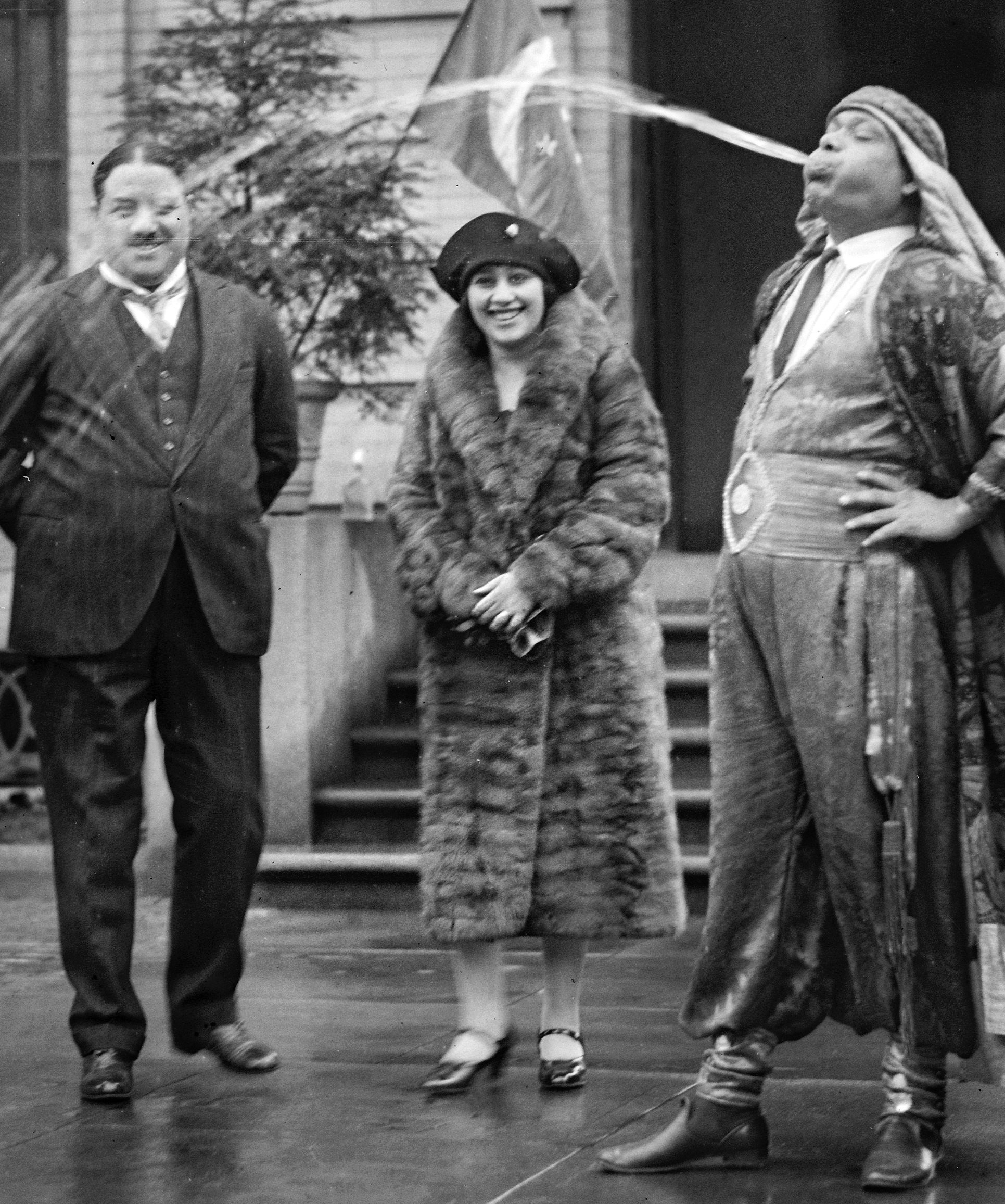
Zobelpfoten-Mantel (1926)
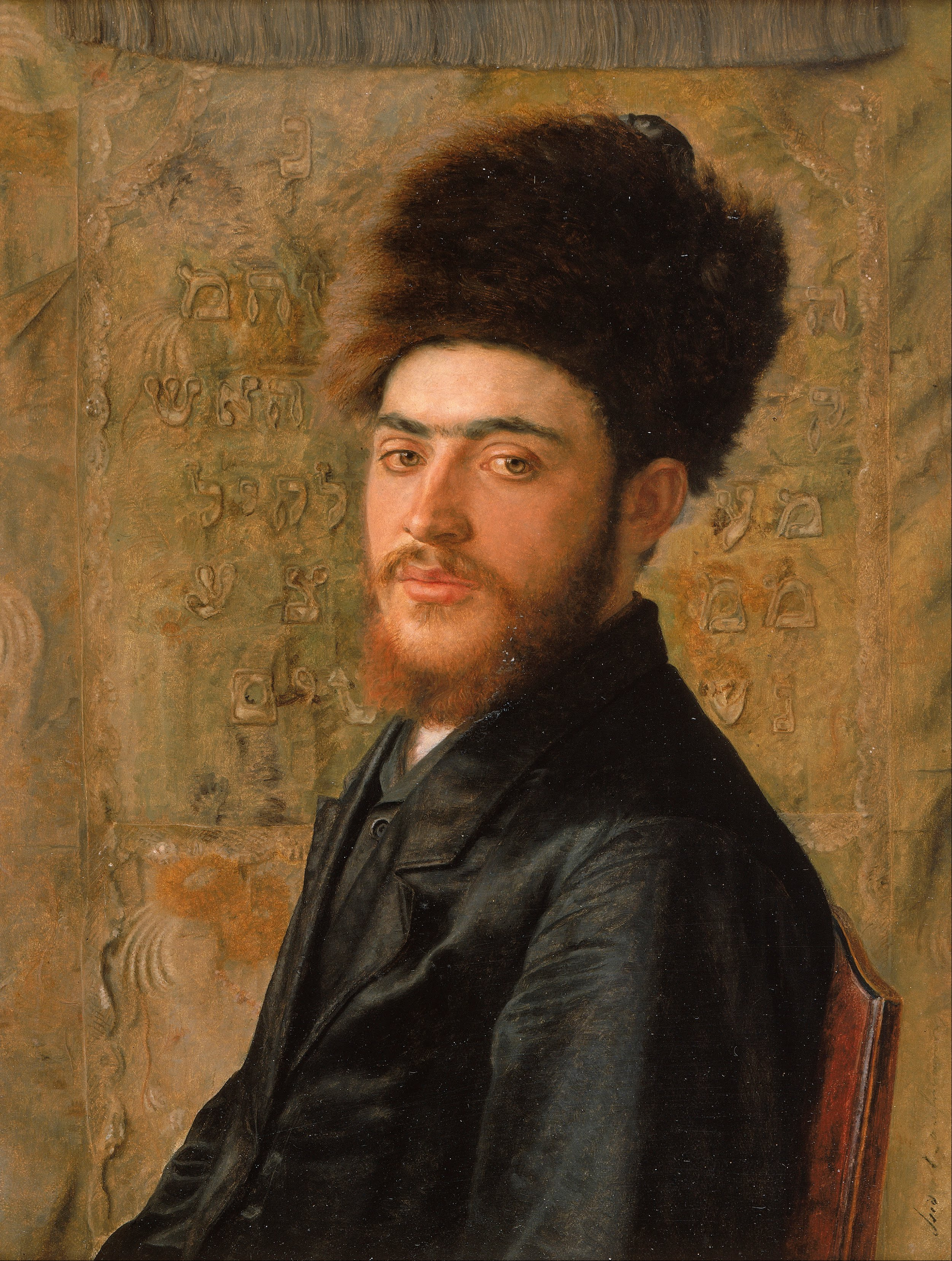
Isidor Kaufmann (1853–1921): Orthodoxer Jude mit Zobelschweifmütze

## Deutschland und Österreich

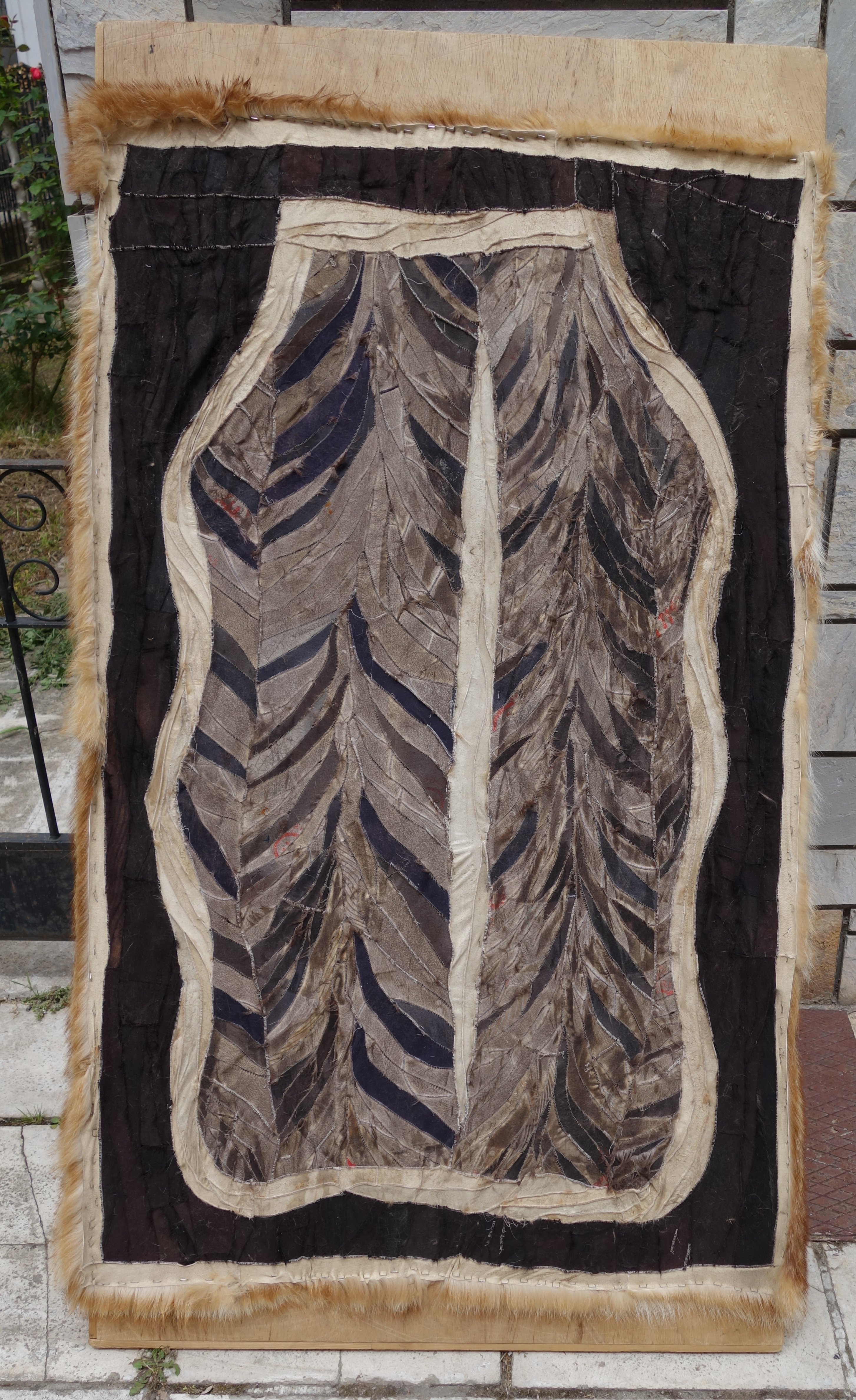
Aufgespannter Vorleger, Lederseite (Präfektur Kastoria, 2014)

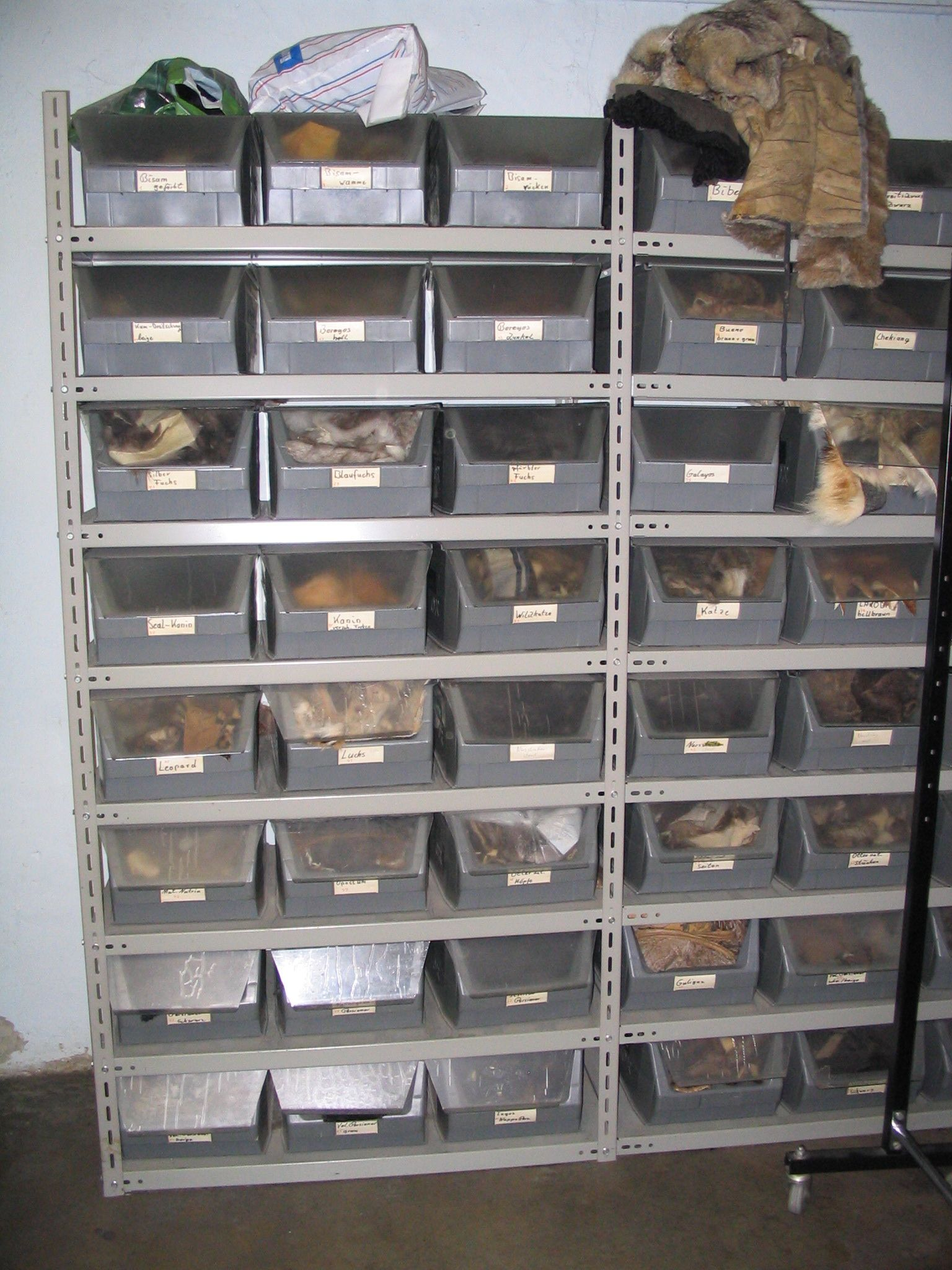
Kästen mit Reparaturstücken in einer Kürschnerei (2011)

Die vielleicht älteste Erwähnung von gestaltender Pelzstückenverwendung überhaupt findet sich bei Tacitus (* um 58 n. Chr.; † um 120). Er schreibt über die Germanen: „Außerdem tragen sie Felle wilder Tiere, die nahe dem Ufer Wohnenden in lässiger Art, weiter im Binnenland in ziemlich sorgfältiger Auswahl… Sie suchen die Tiere aus und besetzen das abgezogene Fell mit bunten Pelzstücken von Tieren, die der ferne Ozean und das unbekannte Meer hervorbringt“.
Die Pelzresteverwertung ist mit Allerleirauh (bei den Gebrüdern Grimm anfangs noch Allerlei-Rauh geschrieben), also vielerlei Rauchwaren, in die deutsche Märchenwelt eingegangen. Die Verwendung des Begriffs Allerleirauh ist bis in das 16. Jahrhundert verbürgt. Aus diesen Pelzteilen wurden vor allem Innenfutter, angeblich auch Verbrämungen gearbeitet (auf den alten Bilden ist fast nie nachvollziehbar, ob das Stoffteil nur an den Kanten besetzt oder doch voll ausgefüttert war).
Nach 1900 kamen nur noch wenige griechische Pelzhändler auf den Leipziger Brühl, jedoch hatte sich im Umfeld inzwischen eine starke griechische Kolonie niedergelassen. Die obere Schicht betrieb Fellhandel mit dem Balkan, der Türkei, nach Amerika, England, Frankreich usw. Die zweite bestand aus Kleinhändlern, die in Leipzig billige Artikel herstellten, vor allem aus Fellstücken. So war zum Beispiel die Fabrikation von imitierten Hermelinschweifen, Skunksschweifen und bestimmter Pelzfutter ganz in ihren Händen. In dieser Zeit belieferte Leipzig den gesamten Weltmarkt mit Fehschweifen und Fuchsschweifen. Die in den 1870er und 1880er Jahren noch bestehende starke Berliner Konkurrenz war inzwischen eingegangen, nur die Produktion von Ziegenschweifen, deren Verwendung uns heute wohl nicht mehr ganz klar ist (als Staubwedel?), wurde noch in Berlin betrieben.
Der Pelzverarbeiter warf die Stücken einfach fort. Die Stückenhändler mussten die Inhaber der Kürschnerwerkstätten erst einmal darüber aufklären, dass der zusammengekehrte Abfall einen Geldwert hatte, umso mehr, wenn die Stücken nach ihrer Art sortiert wurden. „Das war nun allabendlich Lehrlingsarbeit. Bald sammelte sich in Kisten und Säcken dieser Abfall an und die Griechen kamen, taxierten und wogen, bezahlten bar, und für den Lehrling fiel auch noch etwas ab.“, so schilderte es Philipp Manes.
Früher wurden in Leipzig besonders Füchse gekauft, von denen der Rücken mit den Schweifen ausgetrennt und die Pfoten abgeschnitten und in Leipzig gehandelt wurden, da im Orient hauptsächlich die Fuchsbäuche gefragt waren. Um 1911 wurden, bei nachlassendem Handel mit dem Balkan, nach wie vor viele Pelzstücke nach Leipzig eingeführt, vor allem von den Edelpelzen Zobel, Luchs, Nerz und Chinchilla, die sorgfältig sortiert und zu gut gearbeiteten Futtern zusammengestellt wurden.
Fuchsschweifboas waren in dieser Zeit ein bevorzugter Modeartikel, Rauchwarenhändler Emil Brass rühmt sich, dass sein Vater M. Brass in Berlin 1874 die ersten Boas aus Fuchsschweifen habe produzieren lassen, es folgte bald darauf die Leipziger Firma Apfel.
Insbesondere in der Zeit nach dem Zweiten Weltkrieg wurden in Deutschland Mäntel aus Sealkaninseiten, meist „im Reflex“ gearbeitet (heute „up and down“ genannt, Haarrichtung abwechselnd nach oben und unten). Ebenso wurde Mantelgroßkonfektion aus Murmelseiten gefertigt, bei denen auf das Body ein künstlicher Grotzen, die dunklere Fellmitte, aufgesprüht war. Aus Fohlenabfall und besonders den Klauen entstanden billige Mäntel. Später ergaben auch Wildkatzen- und Ozelotseiten ganz annehmbare Pelzstücke, wenn sie gut zusammengesetzt waren. Nach dem Zweiten Weltkrieg wurden die in den deutschen und österreichischen Werkstätten anfallenden Pelzreste in den auftragsarmen Sommermonaten auch noch selbst verarbeitet, insbesondere die relativ großen und damit weniger Arbeitszeit beanspruchenden Persianerklauen. Persianerklauenmäntel stellten einen erheblichen Umsatzanteil nicht nur der Kaufhäuser, sondern auch des Pelzeinzelhandels. Sehr schnell jedoch waren mit dem deutschen Wirtschaftswunder die Werkstätten ausgelastet und das Lohnniveau so hoch, dass es wirtschaftlicher war, sämtliche Stücken nach Griechenland zu exportieren.
Bevor der Kürschner den Abfall für den Stückenhändler vorbereitet, werden die für Reparaturarbeiten geeigneten Stücken ausgesondert und, teils über Jahrzehnte lang, aufbewahrt. Die abzugebenden Reste, in einem österreichischen Pelzlexikon 1949 als „sogenannter Kürschnermist“ bezeichnet, werden vor der Abholung nach Fellarten getrennt. Je genauer der Kürschner die Stücken nach Farbe und Fellteilen vorsortiert, desto besser wird der zu erzielende Kilopreis sein. Die in der Konfektion anfallenden Reste sind in der Regel hochwertiger als die aus der Detailkürschnerei, da dort das schnelle, und nicht im gleichen Maß das materialsparende, Arbeiten im Vordergrund steht. Besonders in griechischen Werkstätten wird oft bereits beim Beschneiden der Felle darauf geachtet, dass die Stücken möglichst groß sind und nicht unnötig zerschnitten werden. Zum Beispiel können die Pfotenpaare zusammenhängend entfernt werden, solange das rund abgezogene Fell noch nicht aufgeschnitten ist. Bodys aus diesen größeren Teilen benötigen weniger Arbeitszeit und ergeben ein effektvolleres Muster.

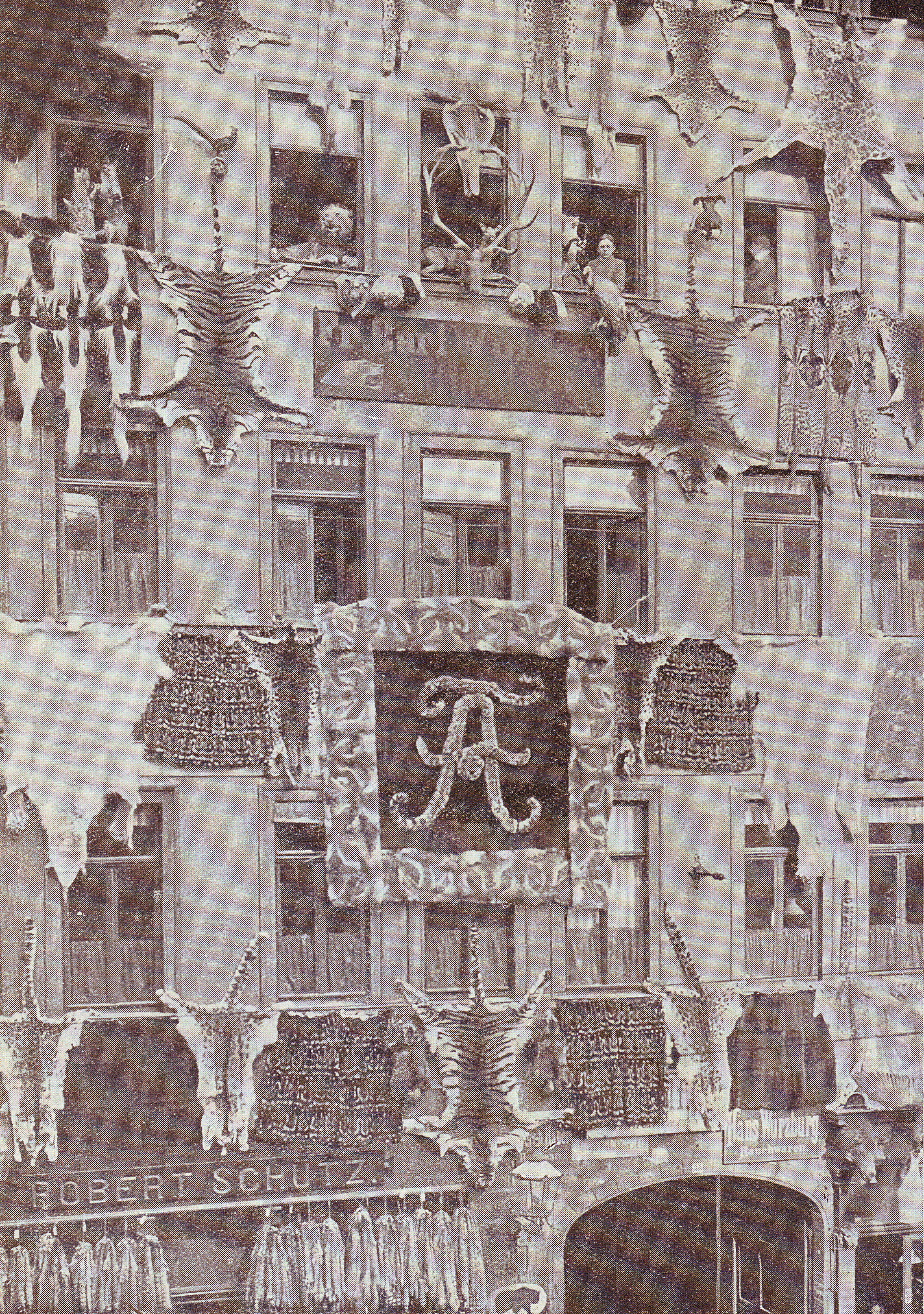
Der Leipziger Brühl beim Einzug des Kaisers (1904)
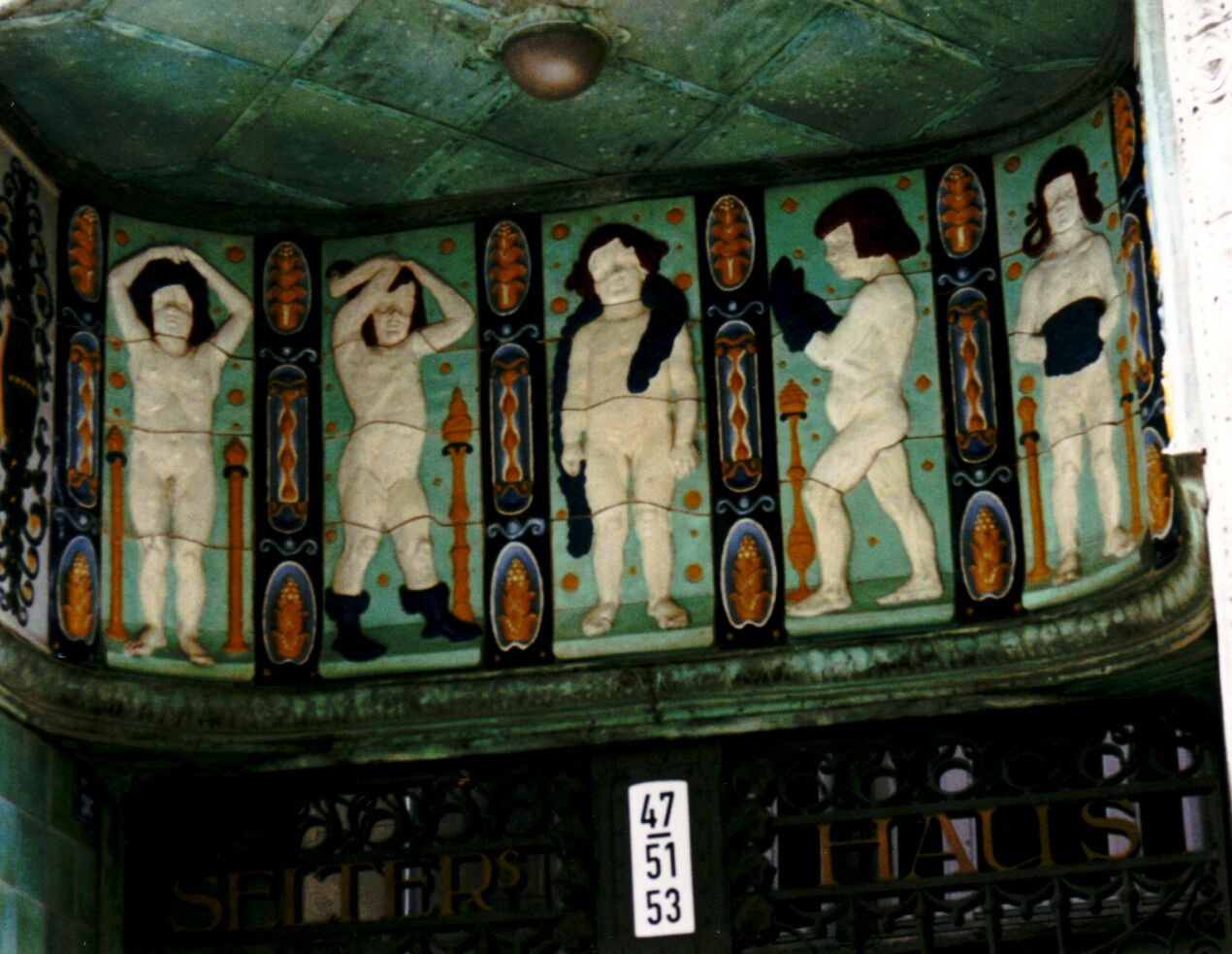
Putten mit Pelz-Kleinteilen im Hausflur eines ehemaligen Pelzhändlerhauses am Brühl

## Mosaikarbeiten
Der vielleicht erste uns überlieferte Bericht über Pelzmosaiken findet sich bei Tacitus (* um 58 n. Chr.; † um 120), der über den Gebrauch von Pelzen bei den Germanen schrieb:

„Außerdem tragen sie Felle wilder Tiere, die nahe dem Ufer Wohnenden in lässiger Art, weiter im Binnenland in ziemlich sorgfältiger Auswahl. […] Sie suchen die Tiere aus und besetzen das abgezogene Fell mit bunten Pelzstücken von Tieren, die der ferne Osten und das unbekannte Meer hervorbringt.“

Der eigentliche Beginn und der Aufschwung der modernen, inzwischen fast vergessenen, Mosaikarbeiten war in den 1850er Jahren und erlebte seine Blüte zwischen 1870 und 1890. Die Anfänge der künstlerischen Pelzmosaike waren in Wien. Hier wurden sie auch besonders gepflegt und erreichten als Wiener Spezialität Weltruf.

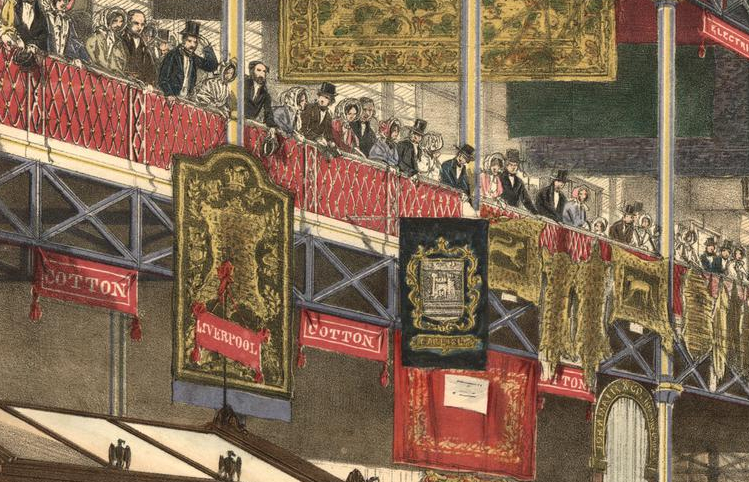
Great Exhibition 1851, London

Bei diesen Arbeiten stand nicht unbedingt die rationelle und möglichst komplette Ausnutzung der Pelzreste im Vordergrund – letztlich ist fast die gesamte Pelzstückenverarbeitung als Mosaikarbeit zu betrachten – sondern die kunstvolle Ausführung. Hauptsächlich wurden Bezüge für Fußkörbe, Fußbänke, Kissen, Jagdmuffe und Damenbarettgarnituren hergestellt, jedoch auch Verzierungen für Mäntel sowie dekorative Teppiche.
Als einer der Begründer und Künstler der modernen Mosaikarbeit wurde 1913 rückblickend A. Goldschmiedt in Wien genannt. Auf der Weltausstellung 1873 in Wien und auf weiteren Gewerbe- und Fachausstellungen wurden mehrere geschmackvolle Arbeiten gezeigt. Nachdem der Artikel auf der Leipziger Messe in den Handel gekommen war, fanden sich auch in anderen Ländern bald Nachahmer, das Renommee und der Erfolg als Exportartikel blieb jedoch den Wiener Kürschnern. Ein Hauptabsatzgebiet für Mosaik um 1900 war Russland. Im Jahr 1936 fand noch einmal ein besonderes Pelzbild Erwähnung, hergestellt von der englischen Firma L. Mitchel. Das 91 × 137 Zentimeter große Werk zeigte das Passagierschiff Queen Mary. Der Rand war aus hellem und dunklem Breitschwanz, der Himmel und die See aus gefärbtem Kanin in realistischen Farbtönen gearbeitet. Der Schiffsrumpf bestand aus Seal und die Schlote aus rotgefärbtem Lamm, der Rauch aus Maulwurffellen.
Die Arbeit selbst war in der Branche als undankbar verschrien, der Ertrag, insbesondere für exklusive Einzelstücke berechtigte vermutlich fast nie den Aufwand, das künstlerische Bestreben einiger besonders talentierter Kürschner stand im Vordergrund. Die Werke, die oft monatelange Arbeit erfordern, sind zudem nicht von Dauer. Natürliche Alterung und Verbleichen durch das Licht machen sie bald unscheinbarer und zerstören sie in wenigen Jahrzehnten. Was leider auch dazu führt, dass heute kaum noch etwas davon erhalten sein dürfte. Einige, mehr oder wenige gute Drucke alter Fotos legen noch Zeugnis von dieser Kunst ab. Mosaiken in der Form von Kissenplatten und ähnlichen Produkten waren wohl spätestens seit dem 20. Jahrhundert eine beliebte Aufgabe für Auszubildende im Kürschnerhandwerk, um nicht nur die einfachen Tätigkeiten wie Nähen und Schneiden der Felle zu schulen, sondern sie gleichzeitig zu einem kreativen Entwerfen anzuleiten. Die Berliner Kürschner-Fachschule veranstaltete im März 1922 eine „Mosaikarbeiten-Ausstellung“, welche nach Ansicht der Fachpresse „die Existenzberechtigung der Schule bewies“. Über eine zweite Ausstellung desselben Jahres schrieb das Berliner Tageblatt: „Entzückende Kissen mit wahrhaft malerisch wirkenden Mustern […] sind aus kleinen Pelzstückchen zusammengesetzt, wahre Wunderwerke der Lehrlingskunst“.

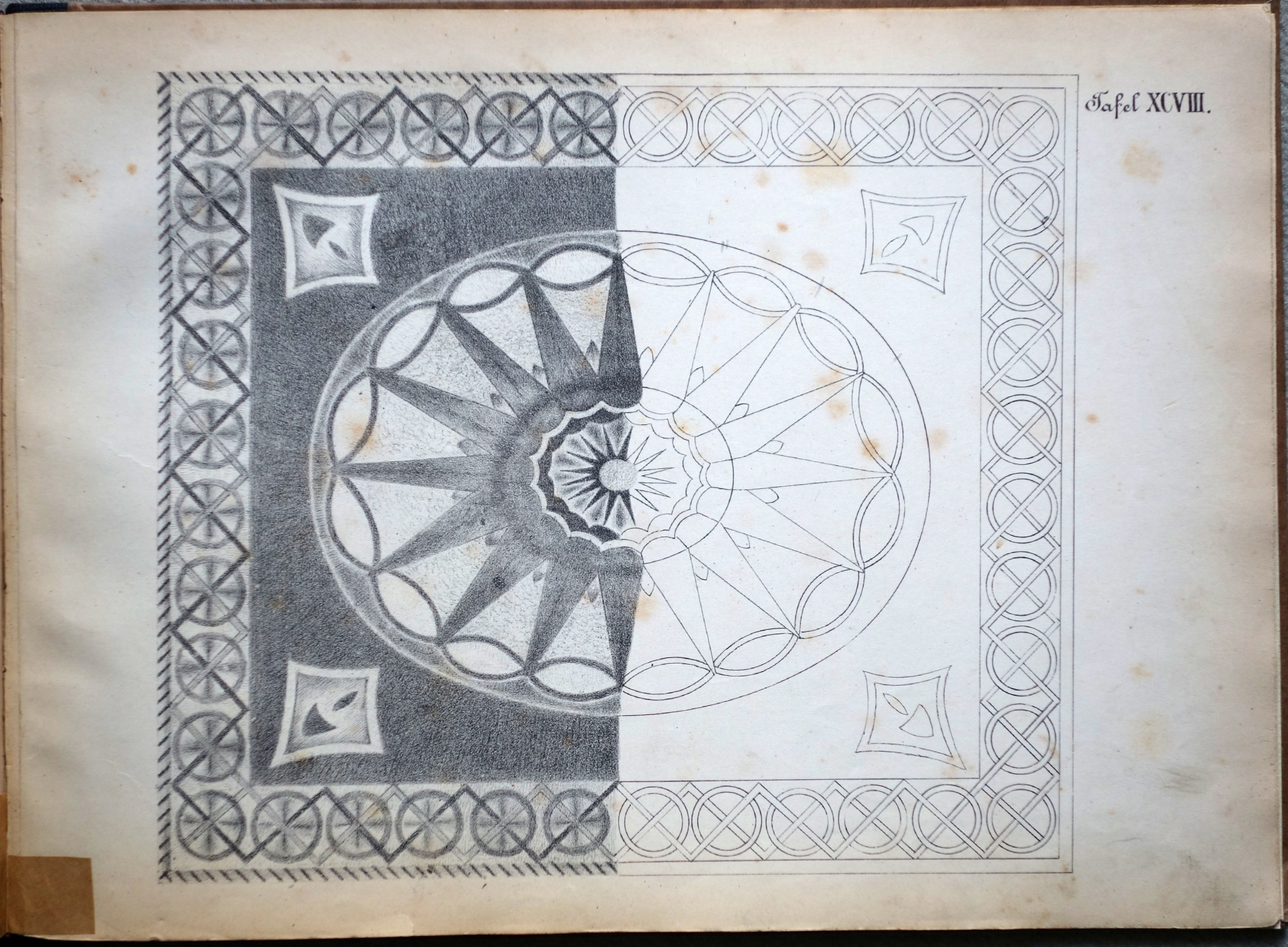
Entwurf für ein Pelzmosaik (1883)

Zur Vorbereitung eines Mosaiks wurde eine Zeichnung erstellt, die das Bild bis in die kleinsten Einzelheiten darstellte. Im Allgemeinen wurde ein dunkler Hintergrund gewählt, auf dem sich Figuren, wie Blätter, Tiere oder Menschen leicht abschattierten. Diese wurden meist aus Fischotterfell hergestellt. Die mit dem Kürschnermesser ausgeschnittenen Teile wurden mit der Schere im Haar beschnitten, so dass nach Art der Bildhauerei ein leichtes Relief entstand. Durch die unterschiedliche Farbe von Ober- und Unterhaar können dabei besondere Effekte erzielt werden. Zur Herstellung von Blumen wurden auch die sonst in der Kürschnerei kaum genutzten Ohren von Mardern, Füchsen usw. verwandt. Seehundfell, gefärbt oder naturell, eignet sich besonders, das straffe Haar ergibt eine klar abgegrenzte Zeichnung. Größere Figuren wurden in den Untergrund eingenäht, kleinere einfach aufgesetzt. Die Augen waren meist Glasaugen oder Perlen, auch Schnüre und Stickarbeiten wurden mit integriert.
Die Kunst des Pelzmosaiks ist heute nicht ausgestorben. Insbesondere aus China mit seiner alten Kürschnertradition und aus dem übrigen Asien kommen sehr schöne Arbeiten, Teppiche, Vorleger, Wandbehänge und Gebrauchsgegenstände mit Ornamenten oder auch gegenständlichen Bildern, häufig mit Abbildungen von Tieren. Ein beliebtes Material ist Rindshaut („Stierfell“). Aus Afrika kommen ebenfalls Pelzmosaiken, häufig aus Antilopenfell. Die verspielte Kunstfertigkeit der damaligen Arbeiten erreichen sie wohl alle nicht, das kommerzielle Interesse steht im Vordergrund, auch hat sich der Zeitgeschmack verändert. Trotzdem sind sie öfter sehr aufwändig gearbeitet und gelegentlich sogar noch mit der Hand genäht. Nach unseren europäischen Maßstäben sind diese Arbeiten, heute durch das Lohngefälle zu den produzierenden Ländern, immer noch meist unangemessen schlecht bezahlt.

Mosaikarbeiten, um 1900
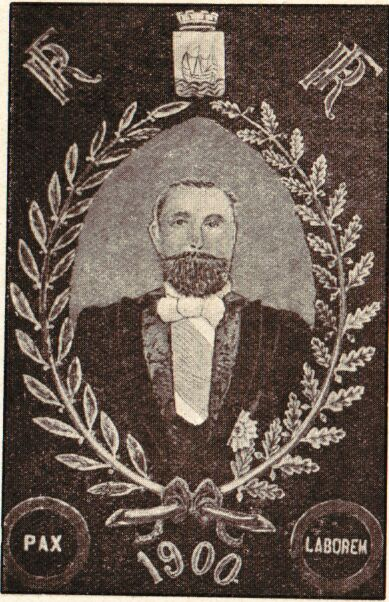
Emil Loubet, französischer Präsident (F. Jungmann, Paris)
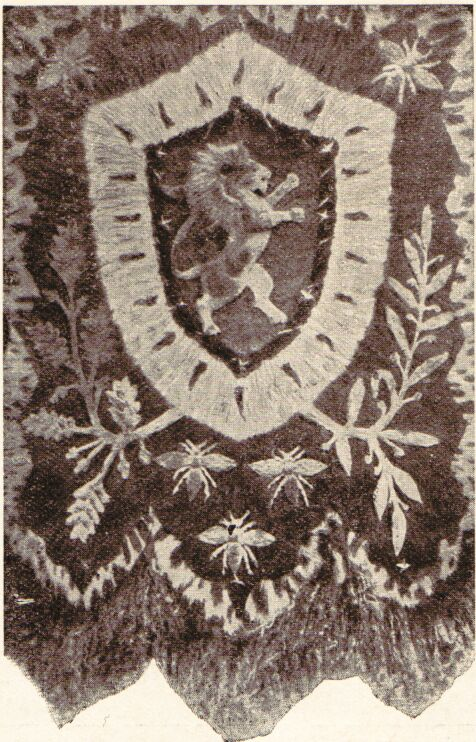
Fellfahne aus schwarzem Hundefell, flachen Leopardenstücken, nat. Otter, Hermelin, Tibetlamm (Hans Larisch, Frankenstein)
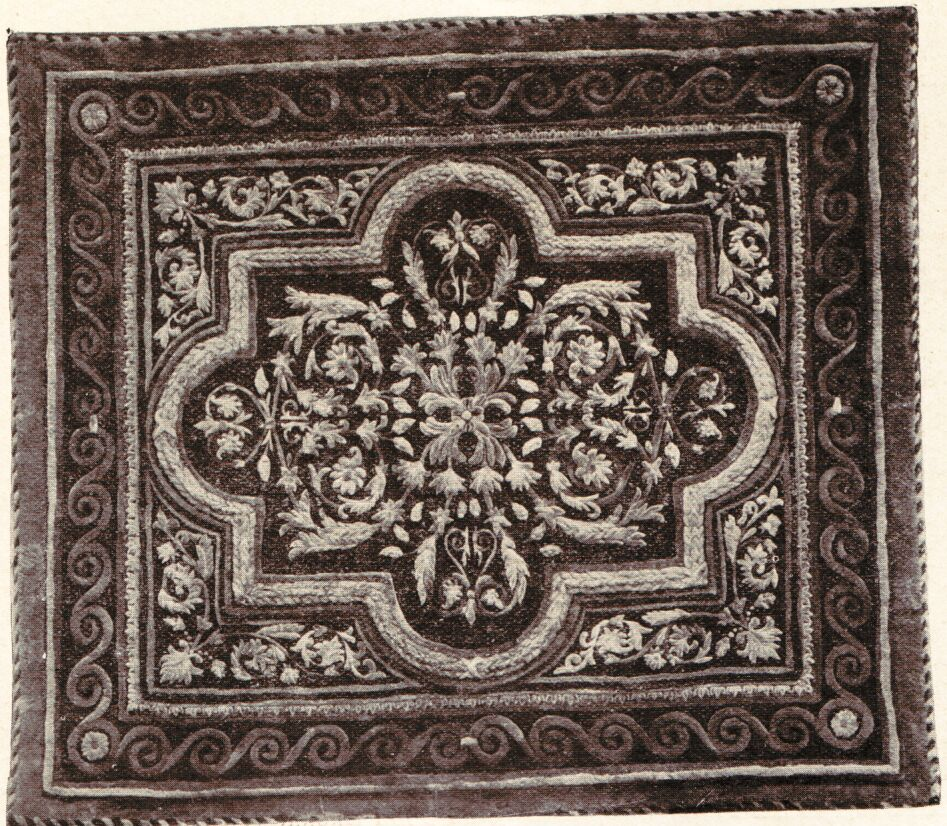
Wandteppich aus Fischotter, teils in den dunklen Sealgrund eingenäht (M. Hartwich, Wien)
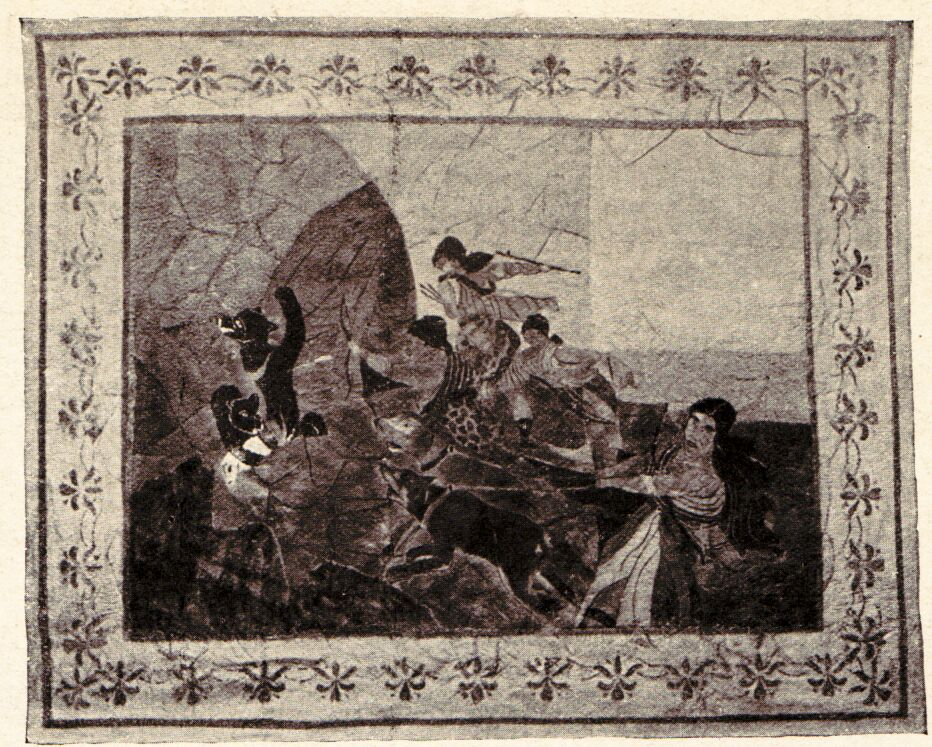
Hauptmaterial teilweise bunt gefärbtes Lammfell, Hundefell, Leopardenfell, Lammfelle verschiedener Farbe und Rauche (A. Goldschmiedt, Wien)

## Polen
Als fast noch härter und schweißtreibender als die nachfolgend beschriebene Arbeit in Griechenland empfand ein Berichterstatter der Pelzbranche, der von den Nationalsozialisten 1944 im Vernichtungslager KZ Auschwitz-Birkenau umgebrachte Philipp Manes (* 1875; † 1944), die Leistung, die in Polen verbracht wurde. Wobei er sehr wahrscheinlich zumindest die griechischen Pelzverarbeitungsorte nie selbst bereist hat. In der Umgebung von Krakau hatte sich eine Spezialindustrie ausgebreitet, die aus den Abfällen der Persianerverabeitung, den Köpfen, Stücken und Klauen, in Heimarbeit Tafeln herstellte, häufig wahrscheinlich unter Einbeziehung auch der jüngsten Kinder. Sehr große Mengen der Erzeugnisse wurden über Berlin gehandelt.
Beste Persianerstückenplatten kosteten in den 1930er Jahren 34 bis 36 Mark, Kopfstückentafeln 16 bis 22 Mark. Klauentafeln waren weniger zu bekommen, weil die Kürschner die Pfoten nicht abgaben, sondern in der sogenannten stillen Zeit lieber selbst verarbeiteten. Sie erbrachten in feinster Qualität 45 Mark. Die Persianerware wurde von der Stoffkonfektion gern gekauft, weil sie als gutes Besatzmaterial verwendet werden konnte und sehr elegant wirkte, insbesondere die besten Stücken- und Kopfplatten.
Offenbar endete dieser polnische Wirtschaftszweig in der Zeit des Zweiten Weltkriegs, seitdem ist davon nichts mehr bekannt.

## Frankreich
Den Kürschnern von Ypern war es 1308 ausdrücklich untersagt, Vorderpfoten zusammen mit Hinterpfoten zu verarbeiten.

## Großbritannien
Auch in England wurde von den „Skinners“ jeder Fellrest verwertet. Die als „Schrott“ („scrap)“ bezeichneten Fellreste wurden auch hier, getrennt nach Fellart und Fellteil, zu Tafeln verarbeitet oder importiert. Das waren Köpfe, Beine oder Pfoten, Schweife und sogar auch Ohren. Die von „des Königs Kürschnern“ verkauften Pelz trugen aus dem Französischen entlehnte Bezeichnungen, wie „martres croppes“, „focche polles“ oder „focche fete“. Tafeln aus Fuchsohren, -kehlen, -wammen, pfoten und -rücken wurden in den Jahren 1519/1520 nach London importiert. Hauptsächlich in London gebräuchlich waren Eichhörnchenpfoten, als „poots“ oder „potes“ bezeichnet. Sie wurden zu Streifen zusammengenäht und als Zimmer gehandelt (40 Stück), oder aber direkt zu Pelzfuttern oder Verbrämungen verarbeitet.
Die Arbeitsschritte wurden in einer Liste von Zahlungen an die Yorker Skinner im Jahr 1500 ausführlicher aufgeführt:
6d. für das Zurichten und Nähen von 100 Pfoten
3s. 4d. für das Schneiden und Nähen eines Zimmers aus Köpfen (wohl Kopfstreifen)
4d. für das Schneiden und Nähen eines Pelzes aus Köpfen und eines Pelzes aus Pfoten.

## Südosteuropa

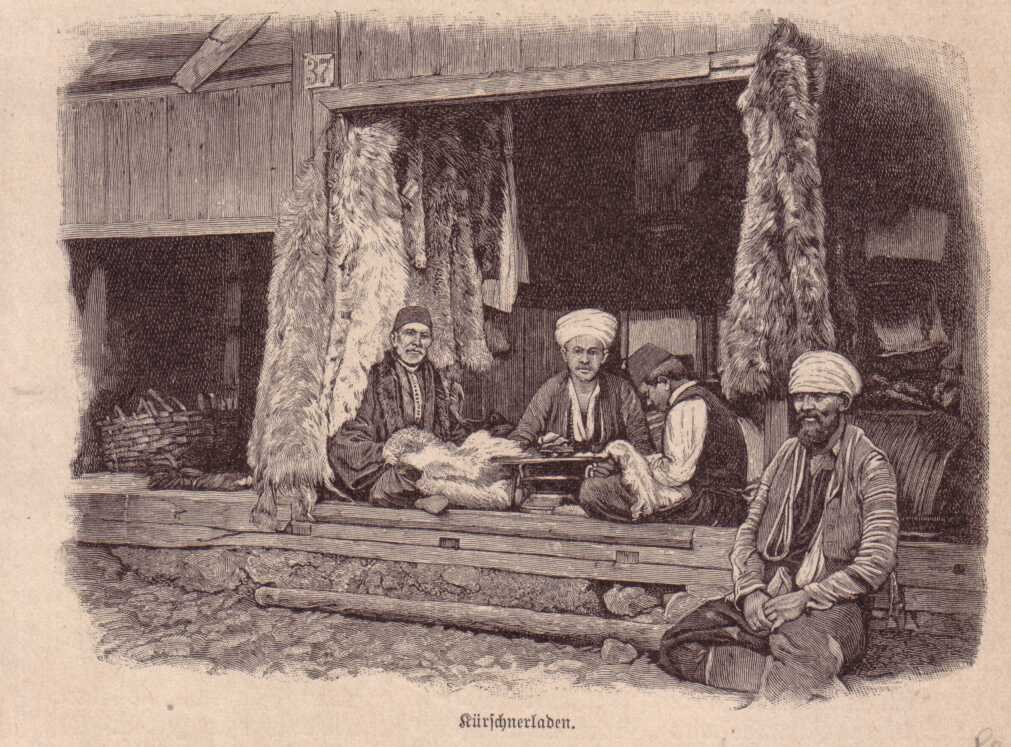
Orientalischer Kürschnerladen (um 1900)

Früher beschränkten sich die meisten Kürschner des Balkans hauptsächlich auf die Herstellung von Pelzfuttern, die ideale Verwendung für Pelzreste. Darin hatten sie es zu außerordentlicher Kunstfertigkeit gebracht. Oberster Grundsatz war die Produktion zu einem möglichst niedrigen Preis. Die Kaufkraft der breiten Bevölkerung war gering und die Konkurrenz ungeheuer groß. Selbst allerkleinste Pelzstücken fanden irgendwie eine Verwendung. Nicht einmal der Zwirn wurde fertig gekauft, sondern von den Lehrjungen aus roher Baumwolle gedreht.
Ursprünglich waren die meisten Angehörigen der Kürschnerei osmanische Türken, bald wurden sie von den sich immer mehr ausbreitenden Griechen in den Hintergrund gedrängt. Die Kürschnergilde war jedoch immer sehr angesehen. Lange Zeit standen die Angehörigen der griechischen Ypsilantis an der Spitze dieser Kürschnerinnung, unter denen sich die Würde des Großkürschners vererbte. Die Ypsilanti sind eine bedeutende griechisch-phanariotische fürstliche Familie, die bis auf das Jahr 1064 urkundlich nachgewiesen ist, ursprünglich aus Trapezunt (türkisch Trabzon) stammte, später hauptsächlich in Konstantinopel ansässig war und deren Mitglieder sowohl im Osmanischen Reich als auch im unabhängigen Griechenland hohe Staatsämter bekleideten. Der Pelzhändler Emil Brass schrieb 1911: „Heute gehören die Ypsilantis dem rumänischen Hochadel an und erinnern sich wohl nicht gern mehr ihrer mit Zweckzange und Nadel hantierenden Vorfahren“.
Die Kürschnerläden in den Städten des Balkans waren nach orientalischer Art eingerichtet. Sie hatten weder Fenster noch Türen, der Fußboden war mit Strohmatten bedeckt, auf denen der Meister (Ussta) und die Arbeiter (Kalfas) saßen. In den Regalen an den Wänden lagen die stoßweise aufgeschichteten Pelzfutter, die der Kundschaft auf den erhöhten Fußboden vor dem Laden ausgebreitet vorgelegt wurden. Das vom Käufer gleich ausgelegte Futter wurde gleich abgemessen und in Gegenwart des misstrauischen Kunden zugeschnitten. Das Futter wurde dann in einfachster Weise mehr eingeheftet als eingenäht; Haarnähte und das Verziehen an den Seiten kannte man nicht. Ein einfaches Taschenmesser wurde als Werkzeug benutzt.
Die Rückschau aus dem Jahr 1936 fährt fort: Die Gehilfen waren größtenteils Rumänen oder Griechen, die im Winter zum Teil auf eigene Rechnung mit Kürschnerwaren auf den Straßen hausierten. An Stricken trugen sie aneinandergereiht Muffen, in großen Einschlagtüchern billige Pelzfutter. Bei geringsten Lebensbedürfnissen und Unkosten wurden sie zur gefährlichen Schleuderkonkurrenz für die ansässigen Kürschner. Mit wenigen ersparten und abgehungerten Groschen mieteten sie sich wohl auch einen Laden und vermehrten so die Massen der ärmlichen Kürschner.
Alljährlich im Herbst kamen auch tartarische Händler mit billigen russischen Pelzfuttern nach den Städten der Türkei. Sie gingen in ihrer auffallenden Nationaltracht, trugen über dem Arm Hasenfutter, aus gelbgefärbten Wammen, schwarze Katzenfutter, Fehrücken und Fehwammen. Laut schreiend durchzogen sie die Straßen, ihre Ware zu immer wechselnden Preisen anbietend.
Mit der Revolutionierung des Verkehrswesens endete das Anbieten der Pelzwaren durch Herumreisen; gleichzeitig kam die Maschinenarbeit auf und die Pelzfutterfertigung verschwand aus Südosteuropa, außer in der Region Kastoria.

### Kastoria und Siatista

Karte mit den Orten Kastoria, Siatista und Ohrid (Ochrida)

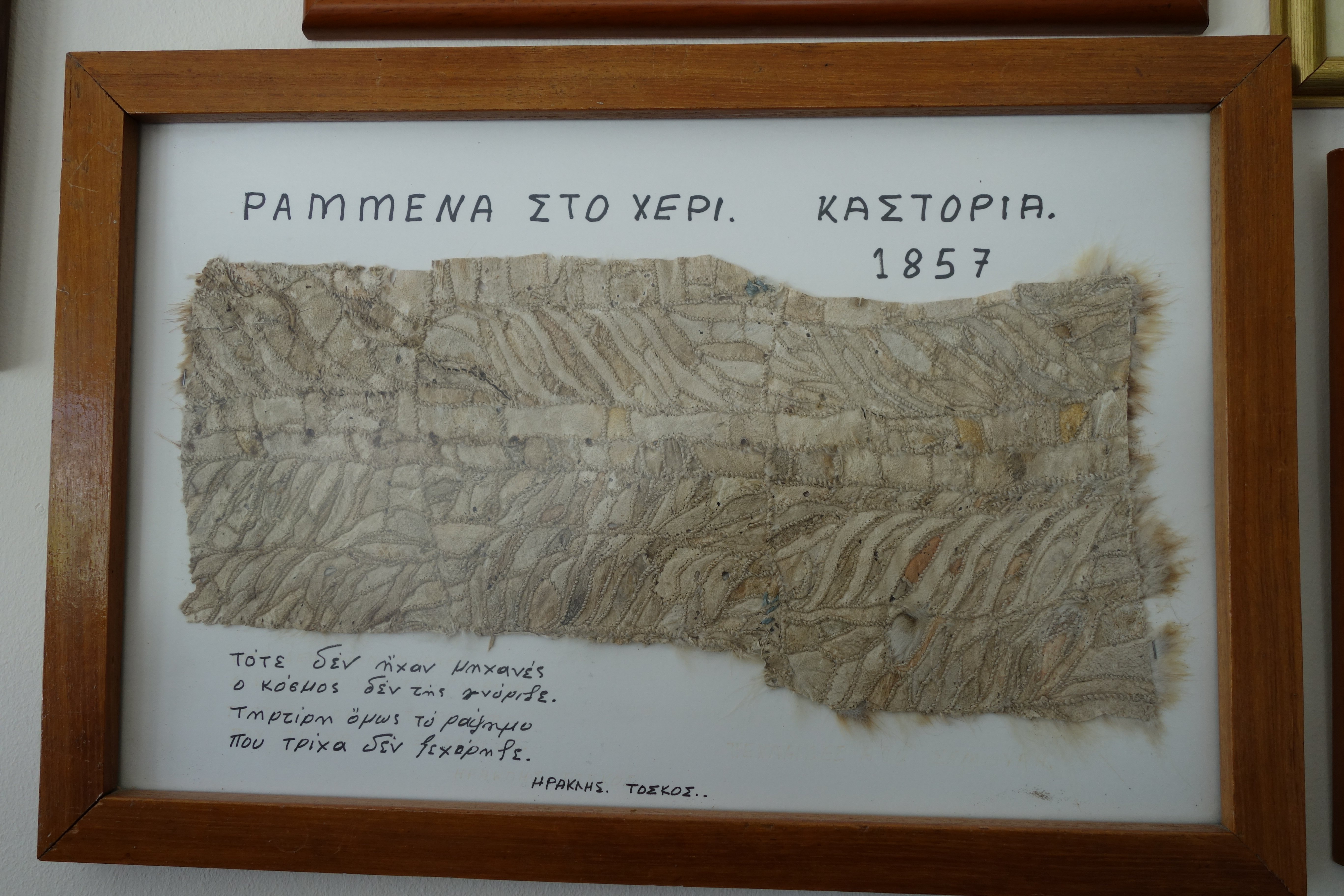
Gerahmtes, handgenähtes Fellstückenteil aus dem Jahr 1857 im Büro des kastorianischen Pelzhändlers Christos Papadopoulos (2014)

Wenn in der Pelzbranche von der Stückenverarbeitung gesprochen wird, ist das in der Regel gleichbedeutend mit Kastoria, der griechischen Stadt in der Nähe Albaniens. Der zweite, 50 Kilometer entfernte, kleinere, ebenfalls mit der Pelzstückennäherei befasste Ort Siatista ist nur wenigen geläufig. Auf der 4. Internationalen Pelzmesse in Saloniki im Jahr 1976 kamen sogar von den 79 griechischen Ausstellern nur zwölf aus Kastoria Stadt, dagegen 21 aus Argos Orestiko (im Regionalbezirk, Präfektur Kastoria gelegen) und 29 aus Siatista. Aber auch Kastoria ist außerhalb der Pelzbranche kaum bekannt. Noch in den 1980er Jahren verbat sich ein großer Textilkonzern, der damals größte deutsche Pelzanbieter, jeden Hinweis auf die griechische Herkunft seiner Aufträge.
Die Fellreste, die für den „normalen“ Kürschner erst einmal Abfallprodukte sind, stellten früher generell, seit Ende des Zweiten Weltkriegs großteils, das Grundmaterial für die Kastorianer Kürschner dar.
Mit den Pelzverarbeitern aus dem, unten behandelten, Ochrida hat Kastoria unter anderem gemein, dass es eine Zeit lang, vor 1018, unter bulgarischer Herrschaft stand und bis 1912 zum Osmanischen Reich gehörte. Der Ortsname deutet auf ein wahrscheinlich früher hier ansässiges Pelztier, Castor, den Biber, hin. Allerdings ist auch die Ableitung vom Zeussohn Kastor durchaus wahrscheinlich. Bis Ende der 1950er Jahre zählte Kastoria 8000 Einwohner, 1971 hatte sich die Einwohnerzahl verdoppelt, 2010 waren es bereits 37.000. Diese Entwicklung ist auf die einseitig auf die Pelzindustrie ausgerichtete Wirtschaft der Stadt zurückzuführen. Der Boom im Pelzabsatz, insbesondere in der Bundesrepublik der Nachkriegszeit, führte zu einer in Griechenland ungewöhnlichen wirtschaftlichen Expansion. Die Zahl der Pelzbetriebe betrug 1972 etwa 2000. 1988 wurde die Gesamtzahl der Werkstätten in den Gebieten in und um Kastoria und Siatista mit 5000 angegeben, die zusammen 15.000 Mitarbeiter beschäftigten. Rund 80 Prozent der in Industrie und Gewerbe tätigen Menschen im Kreis Kastoria, einer ansonsten land- und forstwirtschaftlich geprägten Gegend, waren 1978 in der Pelzindustrie beschäftigt.
Es wird angenommen, dass im 15. Jahrhundert unter türkischer Besatzung in Kastoria mit der Kürschnerei begonnen wurde. Bis gegen Ende des 16. Jahrhunderts bezogen die Kürschner Kastorias ihre Rohstoffe von türkischen Märkten. Um diese Zeit kamen sie mit anderen europäischen Völkern in Berührung und begannen, Materialien aus Deutschland, Großbritannien und Frankreich einzuführen, später importierten sie auch Fellstücken aus den USA und Kanada. Als der Sultan 1713 ein Dekret erließ, dass den Nichttürken das Tragen von Pelzen verbot, weil eine Knappheit eingetreten war, begannen die Kürschner in Kastoria die Fellreste, die sie heute Kommatiasta nennen, zu verwerten. Unklar ist, ob sie diese Kunst selbst entwickelten oder aber von Konstantinopel oder aus Rumänien übernommen haben. Für Siatista wird als Beginn der Kürschnerei das 16. Jahrhundert angegeben.
Ein deutscher Kürschner beschrieb Anfang 1900 die damaligen Verhältnisse in Kastoria:
„In diesem gebirgigen Distrikte sind fast sämmtliche Bewohner neben ihrer Ackerbau Beschäftigung Kürschner. Ihr ganzes Können besteht allerdings nur in der Behandlung der Stücken. Einige dieser Kürschner reisen sogar nach den europäischen Pelzmärkten, um dort die Pelzreste kiloweise aufzukaufen. Zu Hause sitzt der Familienvater in der Stube, sortirt und schneidet mit einem Brotmesser die oft nicht mehr als 1 cm grossen Stückchen und legt sie zu Quadraten auf handtellergrosse Papierstücke. Die übrigen Familienmitglieder besorgen das Zusammennähen. Das Zusammensetzen dieser Stücke zu grösseren ist wieder Sache des Meisters. Im Herbst werden die fertigen Futter mit Stoffunterlagen versehen und auf der Haarseite mit bunten Bändern verziert um besonders schlechte Stellen zu verdecken, und ihr Aussehen zu heben. So werden sie nach den grösseren Städten, besonders Konstantinopel gebracht und da in den Magazinen verkauft oder auf den Strassen angeboten. Solche ambulante Kürschner kündigen ihr Kommen durch den Ausruf: ‚Kürktschi‘, oder (griechisch) ‚o gunaris‘ an; sie schleppen die Futter offen, oder in einem Einbindtuch auf dem Rücken, und gehen auch auf Arbeit in die Häuser.“
Seit 1939 war gesetzlich festgelegt, dass nur noch die in Kastoria oder Siatista ansässigen Unternehmen Pelzreste nach Griechenland einführen durften. Entscheidend für den anhaltenden Erfolg der Pelzrestekürschnerei war der ständige Kontakt mit den Pelzmärkten wie Leipzig, London und Damaskus und zuletzt die 1951 gewährte Steuerfreiheit für die Einfuhr von Pelzresten. Dies galt auch für Felle, nur hier unter der Bedingung, dass sie nach der Verarbeitung innerhalb einer gewissen Frist wieder ausgeführt wurden. Dieses Privileg wurde vom griechischen Staat nur den beiden Orten Kastoria und Siatista gewährt. Des Weiteren war es den Unternehmen gestattet, einen Teil ihrer Einnahmen im Ausland zu belassen, um damit neue Stücken einzukaufen. Später kamen noch zwei Dörfer des Kreises hinzu, alle anderen mussten 25 Prozent des Wertes an den Staat entrichten. Eine andere Bevorzugung war der ermäßigte, etwa ein Drittel niedrigere Beitrag der Pelzarbeiter zur Sozialversicherung. Ein Nachteil war der Wegfall der, ansonsten gezahlten, Prämien für Pelzexporte aus Kastoria.

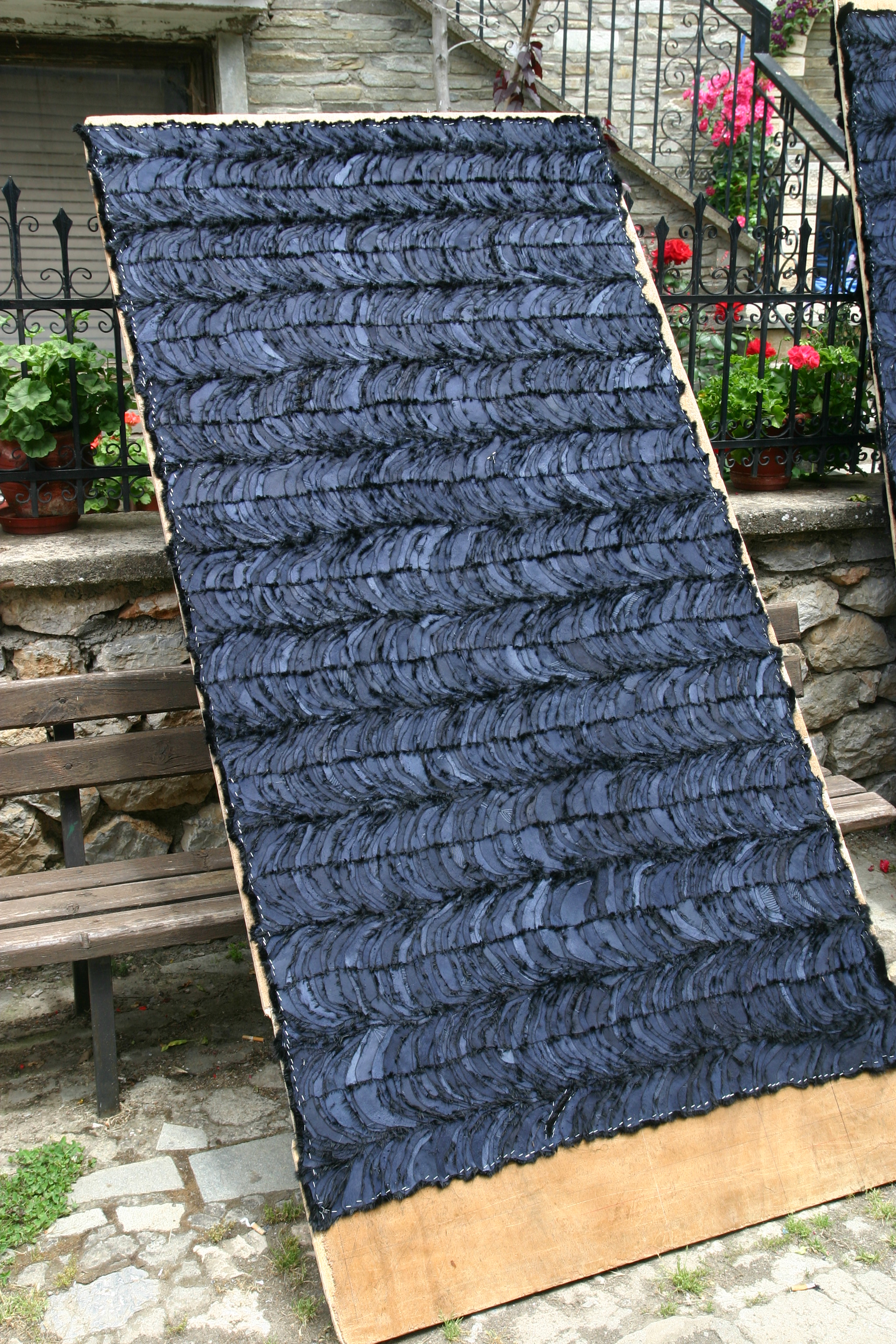
Zweckplatte mit Body aus Nerzhinterpfoten vor einer Kürschnerei in Kastoria (2010)

Im Jahr 1978, zur Hauptzeit der westlichen Nachkriegspelzmode, beschrieb Leonidas Pouliopoulos die damalige Situation in Kastoria: „Die Arbeit der Kastorianer gliedert sich in zwei Hauptteile: 1. Die Herstellung von Bodys aus Nerz-, Persianer- und anderen Pelzabfällen. 2. Die Herstellung von Mänteln, Jacken und Paletots hauptsächlich aus Nerz- und Persianerfellen in Lohnarbeit. Die Verarbeitung von Fellresten (Pelzabfälle) ist noch heute die Haupttätigkeit, die größtenteils auf eigene Rechnung der einheimischen Firmen geschieht.“ Die Reste kamen aus verschiedenen europäischen Ländern, zum Beispiel Österreich oder Dänemark. Da aber das Zentrum der Pelzindustrie Frankfurt am Main war, gingen alle Reste nach dort, von wo sie in Lastzügen nach Kastoria weiter transportiert wurden. In der Gegenrichtung fuhren täglich bis zu 100 Großtransporte mit Halbfertigprodukten und Konfektion aus Stücken und Fellen, vor allem nach Deutschland, hierher waren es täglich etwa 5000 Kilogramm.
Bis zur Einführung der Pelznähmaschine hatte etwa ein halbes Dutzend Oligarchen den Markt unter sich aufgeteilt. Schon Mitte des 19. Jahrhunderts besetzten sie die verschiedenen Rohstoffmärkte wie Amsterdam, St. Petersburg, London und Leipzig und ließen die Fellstücken dann in der Heimat in Lohnarbeit zusammensetzen. Ein Mitglied der Pelznäherfamilie Pouliopoulos erinnerte sich 1988 noch daran, wie seine in Amerika verheiratete Tante einmal im Jahr mit ihrem Rolls-Royce über die Eselspisten nach Kastoria kam, um nach dem Wohlergehen der Familie zu schauen. Die Zunahme des Gewerbes seit den 1950er Jahren führte keineswegs zu einer Vergrößerung der Betriebe, es lösten sich im Gegenteil viele der großen Firmen auf. Im Jahr 1969 gab es immerhin noch ungefähr 40 große Betriebe in Kastoria mit jeweils 100 bis 250 Arbeitnehmern. In den sich ständig neu gründenden kleineren Familienbetrieben arbeiteten häufig viele, nicht zum engen Familienkreis gehörende Familienmitglieder mit. Vor allem junge Männer beschäftigten sich mit der sowohl körperlich als auch physisch anstrengenden, nicht auf Dauer durchzuhaltenden Pelznäherei auf Akkordlohnbasis. Pelznäher waren nur junge Leute, über 30 Jahre gab es nur wenige, über 40 Jahre war kaum jemand alt. Die Arbeitsverhältnisse entsprachen selten den in Deutschland üblichen Normen. Die Beleuchtung war oft schlecht, auch in den neu erbauten Betonhochhäusern gab es fast nie Pausenräume, gegessen wurde am Arbeitsplatz. Die in den Sommermonaten absolut notwendigen Klimaanlagen waren nicht vorhanden, alle litten unter der Hitze. Die tägliche Arbeitszeit betrug acht bis zwölf Stunden, eine Pausenregelung war unbekannt, in der Regel gab es nur eine lange Pause in der Mittagszeit. Man war froh, wenn es gelang, die Zeit als Pelznäher ohne gesundheitliche Schäden zu überstehen. Trotzdem herrschte durch die persönliche Verbundenheit kaum Unzufriedenheit, jeder versuchte so viel Geld wie möglich zu verdienen. Da die Kürschnerei ein Saisongewerbe ist, bot die Zeit zwischen den Saisons eine gewisse Erholung. Etwas weniger Konzentration erforderte die Arbeit des die Bodys spannenden Zweckers (Michanikos), sie lag an Arbeitsintensität hinter dem Pelznäher (Stamatotas). Danach folgte der Sortierer (Chromatistas) beziehungsweise der Zuschneider (Kophtas). Ausgesprochene Frauenarbeit war die Innenverarbeitung von Fertigteilen, wie Pikieren, Füttern usw. Nur wenige Näher erwarben anfangs alle diese Fähigkeiten, so dass sie später als vollwertige Kürschner eingesetzt werden oder sich als solche selbständig machen konnten. Beginnend mit der Persianermode und der damit verbundenen Zunahme an Aufträgen für Pelze aus ganzen Fellen trat hier im Laufe der Jahre eine Veränderung ein.
Die unangenehmsten Arbeiten wurden gern in Heimarbeit vergeben, auch Kinder im Alter von acht bis zehn Jahren trugen oft schon wesentlich zum Familieneinkommen bei. Gegen geringes Entgelt nähten sie die kleinen und kleinsten Stücken zusammen. Auch branchenfremde Berufsangehörige, selbst Briefträger und Fischer, sortierten nach Feierabend Pelzstücken oder setzten sich an die Pelznähmaschine.
Der Besuch der seit etwa 1958 bestehenden Berufsschule war keine Pflicht, die gesamte fachliche Ausbildung fand in den Betrieben statt (1978).

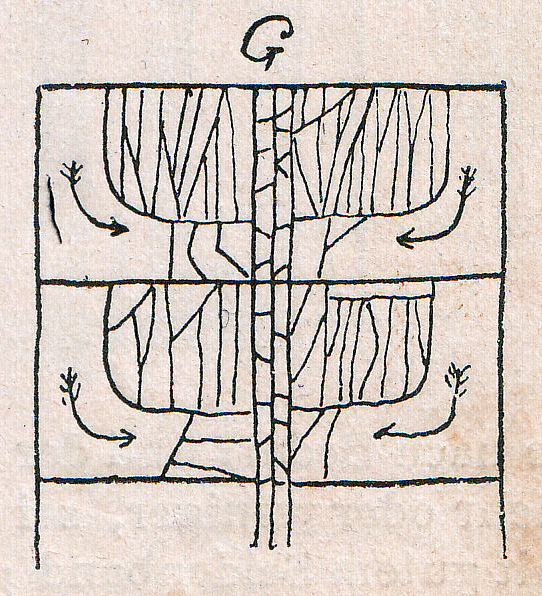
Fig. G bringt die armenische Art der Verarbeitung der Klauen und dem „Wilden“ zur Ansicht. Die Klauen sind wie Pfeile anzeigen gestreckt. Das Fehlende des Viereckes ist durch nur Wildes ausgefüllt. Zwischen den beiden Klauen zieht sich ein schmaler dunkler, Streifen, aus den äussersten flachen Spitzen der Klauen gebildet durch das ganze Futter von oben bis unten. Das Aussehen eines solchen fertigen Futters gleicht einem karrirten Gewebe. Diese Art der Verwendung hat besonders dann Wert, wenn nicht genügend Material von der gleichen Abfallpartie vorhanden ist. Ausserdem ist sie wohl die sparsamste und ausgiebigste Art die sich finden lässt (Abbildung und Text um 1900).

Anfang der 1950er Jahre begannen jahrelang sich hinziehende Auseinandersetzungen um die Frage, ob es den Kastorianern erlaubt sei auch Felle zu verarbeiten. Erwähnt wird ein Streik von „Fellverabeitungsgegnern“ im Jahr 1963, wonach erst im Jahr 1964 in Kastoria die Verarbeitung von ganzen Fellen unter Aufsicht des Zollamtes gestattet wurde. Dieses Privileg war nur der Stadt Kastoria vorbehalten – im Gegensatz zur Stückenverarbeitung, mit der sich fast die ganze Provinz Kastoria beschäftigte – und der Provinz Siatista. 1976 machten die Einnahmen aus dieser Nichtstückenverarbeitung, mit der sich etwa zehn Prozent der Betriebe beschäftigten, zwölf Prozent des Gesamtausfuhrwertes aus.
Oft verblieben die Reststücken der Fellverarbeitung bei den Betrieben und stellten damit einen Teil ihres Einkommens dar, bei Lohnaufträgen aus dem Ausland war der Verbleib der Stücken die Regel.
Um 1976 belief sich der Wert der jährlich eingeführten Fellreste auf 17 Millionen US-Dollar, etwa knapp ein Fünftel des Ausfuhrwertes. Der Wert der in Kastoria selbst bei der Fellverarbeitung anfallenden 83.000 kg Reste betrug 92 Millionen Drachmen (2,5 Millionen Dollar).
A. Gannis bezeichnete Mitte der 1950er Jahre die freie Marktwirtschaft Kastorias als „primitiven“ Liberalismus, mit dem sich die Unternehmer selber schaden. Es wurde immer wieder versucht, über Absprachen der Aufkäufer vor Ort Einfluss auf die Einkaufspreise zu nehmen (Einkaufskartell). Als Beispiel für die Uneinigkeit der Pelzhändler untereinander wird berichtet, wie fünf oder sechs Pelzhändler sich zusammenschlossen, um in New York Pelzreste nicht über einem vereinbarten Preis einzukaufen (der jährliche Verkaufserlös der amerikanischen Pelzbetriebe für die gesamten Abfälle betrug vor 1949 durchschnittlich jährlich eine Million Dollar). Als der ausgewählte Vertreter auf den New Yorker Markt kam, musste er feststellen, dass sich Mitglieder der Interessengemeinschaft die Ware bereits zu einem höheren als dem vereinbarten Preis hatten reservieren lassen. Das gleiche Konkurrenzdumping wird auch für die Pelzbetriebe verzeichnet, insbesondere für die Lohnarbeiter. – Die aus Kastoria nach Amerika exportierte Pelzkonfektion bestand um 1980 zu 98 Prozent aus Fellstücken.
Schon Mitte der 1950er Jahre gab es Informationen, dass andere Länder Kastoria mit der Stückenverarbeitung Konkurrenz machen könnten. Als erstes Land wurde Israel genannt, das sich jedoch nur zu einem Spezialisten für die Verarbeitung von Persianer-Breitschwanzfellen entwickelte. Später gab es Informationen über Frankreich, wo in Paris Firmen griechischen Namens in Inseraten griechische Stückenware anboten, über Italien, die Bundesrepublik und Belgien. Vermutlich war es das in diesen Ländern hohe Lohnniveau, was dies letztlich scheitern ließ. Auch der damalige Versuch, die Fellstückenverarbeitung in Lateinamerika zu verbreiten, scheint nicht von Erfolg gewesen zu sein. Gegen Ende des 20. Jahrhunderts hatte die lukrativere und pro Teil weniger arbeitsaufwändige Konfektionsfertigung aus ganzen Fellen in Kastoria jedoch einen solchen Umfang angenommen, dass große dortige Unternehmen die Pelzreste nicht mehr daheim verarbeiten ließen, sondern sie nach China verkauften. Die Anzahl der in der Präfektur Kastoria und Siatista in der Pelzbranche beschäftigten ist zwar immer noch bedeutend, sie hat sich aber sehr erheblich verringert (Stand 2014).
Kürschner Kastorias und Siatistas führten nicht nur Geschäftsbeziehungen mit allen für den Fellresteeinkauf und Pelzabsatz relevanten Ländern der Welt, sie gründeten auch in vielen Staaten eigene Unternehmen. Allein aus Siatista soll es 200 große Firmen in Westeuropa geben, die mit Pelzprodukten ihrer Heimat Handel treiben. Viele etablierten sich im damals wohlhabenden Österreich. Anfang des 19. Jahrhunderts, in einer Zeit vieler Kriege und Bürgerkriege, emigrierten viele in die USA, wo sie sich ebenfalls erfolgreich als Kürschner niederließen. Nach dem Zweiten Weltkrieg gingen noch einmal viele nach Westdeutschland, Frankreich, Kanada und die USA, von wo aus sie weiter engen Kontakt mit der Heimat pflegen. Um 1969 lebten allein in New York etwa 4000 Kastorianer, in Deutschland 2000.
Die Kürschnerbetriebe und die einzelnen Kürschner waren 1972 in folgenden Verbänden organisiert:

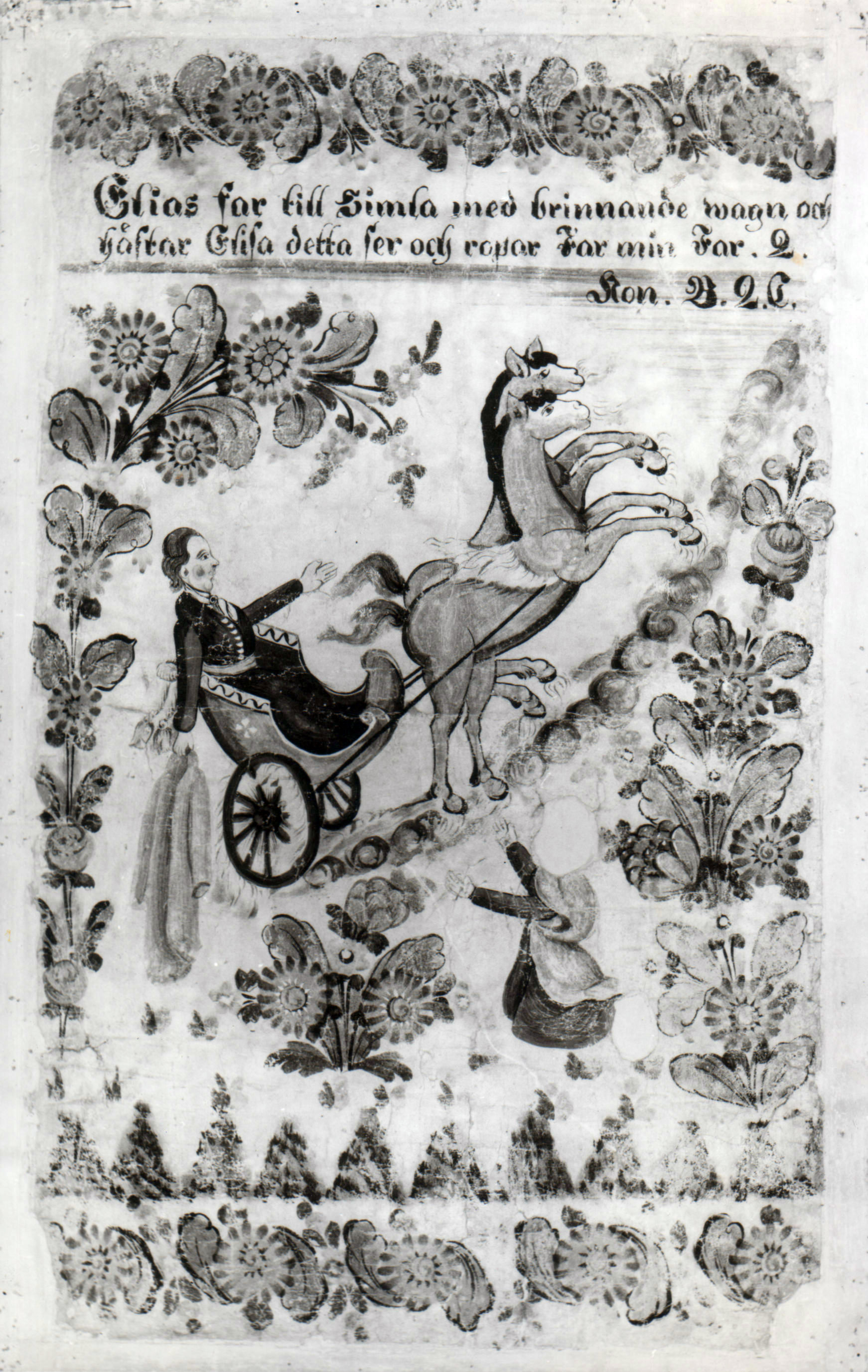
Elias fährt im Feuerwagen gen Himmel und übergibt den Pelz an seinen Schüler

1. Kürschnergesellschaft „Prophet Elias“
2. Landwirtschaftliche Kreditgenossenschaft für Pelzerzeugung SPAG
3. Nationale Kürschner-Vereinigung (hauptsächlich kleine Einmannbetriebe)
4. Die Nationale Vereinigung der Pelzbekleidungsindustrie „Prophet Elias“
5. Die Vereinigung der Pelzhandwerker

Daneben gibt es noch die 1924 gegründete nationale Pelzarbeitervereinigung (Ethniki Gounergatiki Enosis), die dem allgemeinen Gewerkschaftsbund für Arbeiter unterstellt ist.
Schutzheiliger der griechisch orthodoxen Mitglieder der Pelzbranche ist der Heilige Elias. 1900 versichert Totchkoff über die Kürschner in Ochrida: „...noch glaubt jeder Kürschner steif und fest an die altertümliche, ihm von den Vorfahren überlieferte Sage, dass Elias der Erste gewesen sei, der einen Pelzmantel getragen habe, und dass er diesen Mantel, als er selbst gen Himmel gefahren sei, seinem Schüler Elisei zurückgelassen, dieser aber mit dem Mantel Wunder verrichtet habe. Auch existiert heute noch die an die alte Hausgenossenschaft erinnernde Sitte, dass am Eliastage der Meister seine Gesellen und Lehrlinge bei sich bewirtet“. Selbst noch im neu entstandenen Pelzzentrum um die Niddastraße in Frankfurt am Main war nach dem Zweiten Weltkrieg bis nach 2000 der Herbstball der Vereinigung der griechischen Pelzhändler und Lohnkürschner „Prophet Elias“ ein gesellschaftliches Ereignis nicht nur der griechischen Branchenmitglieder.
| Import von Fellresten im Jahr 1976 Wert in Drachmen (36 Drachmen = 1 US-Dollar) | Import von Fellresten im Jahr 1976 Wert in Drachmen (36 Drachmen = 1 US-Dollar) | Import von Fellresten im Jahr 1976 Wert in Drachmen (36 Drachmen = 1 US-Dollar) | Import von Fellresten im Jahr 1976 Wert in Drachmen (36 Drachmen = 1 US-Dollar) | Import von Fellresten im Jahr 1976 Wert in Drachmen (36 Drachmen = 1 US-Dollar) | Import von Fellresten im Jahr 1976 Wert in Drachmen (36 Drachmen = 1 US-Dollar) | Import von Fellresten im Jahr 1976 Wert in Drachmen (36 Drachmen = 1 US-Dollar) | Import von Fellresten im Jahr 1976 Wert in Drachmen (36 Drachmen = 1 US-Dollar) | Import von Fellresten im Jahr 1976 Wert in Drachmen (36 Drachmen = 1 US-Dollar) | Import von Fellresten im Jahr 1976 Wert in Drachmen (36 Drachmen = 1 US-Dollar) | Import von Fellresten im Jahr 1976 Wert in Drachmen (36 Drachmen = 1 US-Dollar) |
| Länder                                                                          | Fellreste                                                                       |                                                                                 | Länder                                                                          | Fellreste                                                                       |                                                                                 | Länder                                                                          | Fellreste                                                                       |                                                                                 | Länder                                                                          | Fellreste                                                                       |
| ------------------------------------------------------------------------------- | ------------------------------------------------------------------------------- | ------------------------------------------------------------------------------- | ------------------------------------------------------------------------------- | ------------------------------------------------------------------------------- | ------------------------------------------------------------------------------- | ------------------------------------------------------------------------------- | ------------------------------------------------------------------------------- | ------------------------------------------------------------------------------- | ------------------------------------------------------------------------------- | ------------------------------------------------------------------------------- |
| BRD                                                                             | 430.813.801                                                                     |                                                                                 | England                                                                         | 16.717.475                                                                      |                                                                                 | Hongkong                                                                        | 3.588.625                                                                       |                                                                                 | Australien                                                                      | 77.824                                                                          |
| USA                                                                             | 109.571.284                                                                     |                                                                                 | Schweiz                                                                         | 13.499.750                                                                      |                                                                                 | Spanien                                                                         | 428.206                                                                         |                                                                                 | Belgien                                                                         | 75.281                                                                          |
| Kanada                                                                          | 23.470.045                                                                      |                                                                                 | Japan                                                                           | 5.444.337                                                                       |                                                                                 | Schweden                                                                        | 318.980                                                                         |                                                                                 | Türkei                                                                          | 26.381                                                                          |
| Italien                                                                         | 23.346.128                                                                      |                                                                                 | Frankreich                                                                      | 4.089.034                                                                       |                                                                                 | Malta                                                                           | 223.266                                                                         |                                                                                 |                                                                                 |                                                                                 |

Der Umsatz in der Pelzbranche ist schon immer außergewöhnlich großen Schwankungen unterworfen. Das unternehmerische Risiko ist wegen der teuren Lagerhaltung hoch, bei fertig gearbeiteter Konfektion kommt neben der Gefahr, dass die Fellart oder Farbe in der kommenden Saison womöglich nicht mehr gefragt ist, hinzu, dass die Teile unter Umständen modisch überholt sind. Der Pelzabsatz ist nicht nur von der allgemeinen Wirtschaftslage abhängig, Mode und das jeweilige Winterwetter spielen eine ganz entscheidende Rolle. Das Moderisiko war in den ersten Jahren nach dem Zweiten Weltkrieg noch gering, als die Pelzbranche im Wesentlichen ein Anbietermarkt war und die Textilmode nur bedingt mitmachte, Pelzmode galt als zeitlos. Das Risiko betraf nicht nur die Geschäftsinhaber, bei fehlenden Aufträgen waren die Mitarbeiter zumindest in der sogenannten stillen Zeit ohne Arbeit.
1966 wurden 390.000 Kilogramm verarbeitete Nerzstücken aus Kastoria ausgeführt, ihr Wert lag bei etwa 560 Millionen Drachmen. Eine vorübergehende Pelzflaute ließ die Ausfuhr im kommenden Jahr auf 360.000 Kilo sinken, bei einem Wert von 430 Millionen Drachmen. Das Jahr 1968 brachte einen mächtigen Aufschwung mit bereits 430.000 Kilo und weit über 600 Millionen Drachmen. Das Gewicht eines Mantelbodys wurde mit 1,7 Kilogramm angegeben, allerdings ist selbst innerhalb einer Fellart der Gewichtsunterschied zwischen den unterschiedlichen Fellteilen erheblich. Der durchschnittliche Preis für Bodys aus Nerzresten lag 1969 bei 180 bis 240 Dollar, Spitzenqualitäten waren teurer.
1978 hielt Pouliopoulus es für möglich, dass in Kastoria vielleicht die höchsten Tageslöhne Griechenlands bezahlt wurden. Die gesetzlichen Mindestlöhne betrugen zu der Zeit (1 DM = 16 Drachmen):
1. Fachleute
a) Männer 385 (Verheiratete 405)
b) Frauen 345
2. Übrige
Männer 260 (nach 6 Monaten 270)
Frauen 245 (nach 6 Monaten 255)
3. Lehrlinge
beide Geschlechter 155 (nach 6 Monaten 175)
Die Akkord- und Tageslöhne wurden 1976 für die verschiedenen Spezialisierungsstellen der kastorianischen Pelzwerker wie folgt geschätzt:
1) Pelzarbeiter, die sich mit der Verarbeitung von ganzen Fellen beschäftigen:
a) Pelznäher (Akkordlohn, 60 Drachmen pro Nerzstreifen); hochqualifizierte 800 bis 900 Drachmen
b) Sortierer (Tageslohn) 1200 bis 1700 Drachmen
c) Pelzzwecker (Akkordlohn, 250 Drachmen pro Stück), 900 bis 1300 Drachmen
d) Frauen (Staffieren, Pikieren, Füttern) 400 bis 600 Drachmen
2) Pelzarbeiter die sich mit der Verarbeitung von Pelzabfellen (Pelzresten) beschäftigten:
a) Pelznäher (Tageslohn); hochqualifizierte 500 bis 700 Drachmen, gutqualifizierte 300 bis 500 Drachmen
b) Sortierer (Tageslohn) 600 bis 800 Drachmen
c) Zwecker (Tageslohn) 600 bis 800 Drachmen
Zweig Persianerklauen:
a) Pelznäher (Akkordlohn) ca. 600 Drachmen
b) Zuschneider (Akkordlohn) ca. 600 Drachmen
c) Zwecker (Tageslohn) 400 bis 500 Drachmen
Mit den vorstehend genannten Tätigkeiten waren die meisten Pelzarbeiter beschäftigt. Bei anderen Zweigen lagen die Löhne 1976 bei rund 500 Drachmen. Entgegen der Aussage, dass die Kastorianer die Spitzenverdiener Griechenlands seien, wurde gleichzeitig auch festgestellt, dass der Pelzarbeiter im Allgemeinen kein gut bezahlter Arbeiter ist, wenn man bedenkt, dass die Kürschnerei ein saisonbedingtes Gewerbe ist und man sich nicht das ganze Jahr beschäftigen kann und dass die Leistung der Pelzarbeiter sinkt, je älter sie werden (z. B. Pelznäher oder Sortierer, deren Sehvermögen mit der Zeit immer schwächer wird).
Um 2000 gab es in dem kleinen griechischen Meeresbadeort Paralia (Katerini), 195 Kilometer östlich von Kastoria, etwa 120 Pelzgeschäfte, die meisten wahrscheinlich Dependancen der kastorianischen Kürschner. Laut einer von der IEES Abe, der griechischen Textil- und Bekleidungsindustrie, zur Verfügung gestellten Studie ist der Pelz trotz zurückgehender Zahlen immer noch die Nummer eins des Exportsektors im Westen Mazedoniens (2012). Im Jahr 2022 wies man im Zusammenhang mit der jährlichen Pelzmesse darauf hin, dass Kastoria inzwischen „das einzige Pelzherstellungs-Zentrum der westlichen Welt“ ist.
In der Nachbarschaft der Betriebe der kastorianischen Pelztierzüchter besteht eine „Bioverarbeitungsanlage“, die den Farmabfall zu Elektrizität und anderen Ressourcen verarbeitet.Stand 2019

### Verarbeitung in Kastoria und Siatista

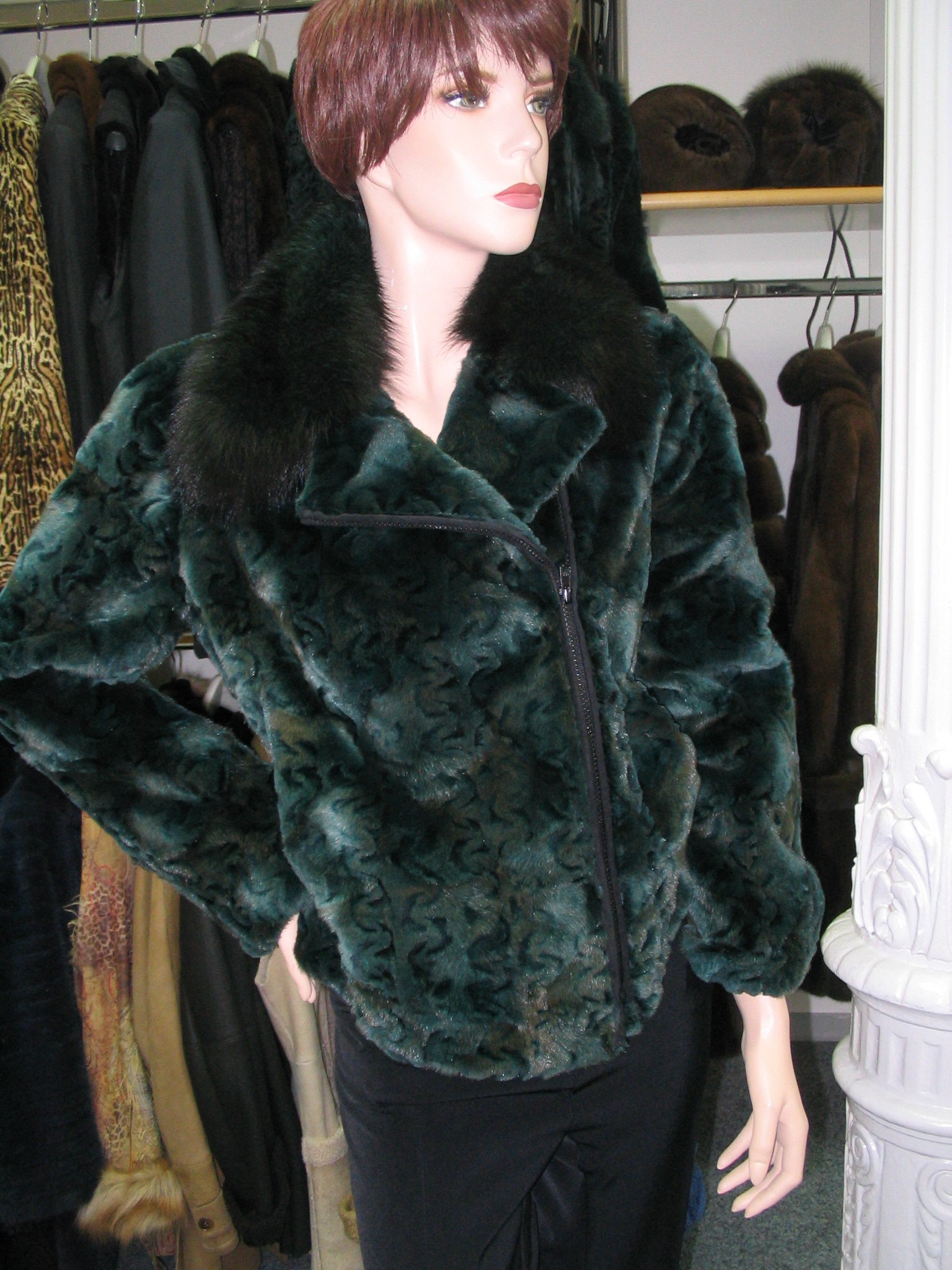
Jacke aus griechischem Nerzthiliki-Body, gefärbt, geschoren, gelasertes Muster (Wiesbaden 2012)

Um 1969 kamen die Fellreste in Ballen von je drei Zentnern in Kastoria an. Die Sortierabteilung eines mittleren Betriebs schaffte es, trotz der riesigen Anzahl der darin gepressten Stücken, drei bis vier davon täglich aufzusortieren. Zu der Zeit erzielte ein Body aus den flachen Nerzvorderklauen 230 Dollar, die Hinterklauenbodys waren erheblich billiger. Bodys aus den schweren Kopfstücken kosteten etwa 100 Dollar, die anfallenden Seitenstücken des braunen Standardnerzes ungefähr 130 Dollar. Wurde aus den Seitenstücken das Herzstück herausgeschnitten und gesondert verarbeitet, wurden 160 bis 170 Dollar dafür erzielt. Rückenstücken waren kaum zu verkaufen, obwohl sie aus den eigentlichen Kernstücken des Nerzfells stammen, ergeben sie kein schönes Bild.
Manche Betriebe haben sich auf bestimmte Artikel spezialisiert. Nerzkopfstücken lassen sich am leichtesten verarbeiten, ungefähr 25 Arbeiter schafften 10 Bodys am Tag. In Betrieben in denen etwas „besinnlicher“ gearbeitet wurde, brauchte es dann schon 90 Leute für die gleiche Stückzahl.
Die Trennung der verschiedenen Fellteile ist nur der erste Schritt der Sortierung. Die Aufteilung in unterschiedliche Farben erfolgt meist bereits in den Herkunftsländern, um eine einfachere Bewertungsgrundlage beim Weiterverkauf zu haben. Trotzdem befinden sich in einem Sack oder Ballen oft noch viele unterschiedliche Mutationsfarben. Allein der Standardnerz wird in 12 verschiedene Farbnuancen getrennt. Gute Nerzpfoten werden in der Regel in bis zu vier Haarlängen- und acht Grundfarbstufen und je sechs Unterfarben sortiert. Genau genommen gibt es 360 bis 400 Sortiermöglichkeiten, ein Vorgang, der nur in mehreren Arbeitsgängen zu bewältigen ist. Dann werden die Stücken zu Streifen genäht, diese werden erneut sortiert und dann zusammengestellt. Die Nerzschweife verblieben in der Zeit meist in den fellverarbeitenden Ländern, wo sie vornehmlich zu Kragen und Hüten verarbeitet wurden.
Bodys werden im Normalfall nur aus gleichen Fellteilen zusammengenäht, also beispielsweise nur aus Kopfstücken oder nur aus Schweifen. Dies ergibt gleichmäßige Muster wie Fischgrät oder Zickzack (engl. chevron), Flechtmuster (engl. basket weave), Horizontal- oder Quermuster oder Wellen- beziehungsweise Schuppenmuster (engl. scallop). Ovale Seitenstücken werden in weniger gleichmäßiger beziehungsweise zufälliger Zusammenstellung gearbeitet (engl. random). Auch Kombinationen dieser Muster oder verschiedener Farben werden hergestellt. Alle aus dem Textilbereich stammenden Dessins werden ebenfalls angeboten, wie Streifen, Hahnentritt, Karos, Rhomben usw. Die Bodys werden zum Teil geschoren, bedruckt und in alle Modefarben eingefärbt. Die von bereits gerupften oder geschorenen Fellen anfallenden Stücken werden ebenfalls verarbeitet (Samtnerzstücken). Durch Nappierung der Lederseite lassen sich ganz besonders leichte Wendepelze herstellen.
Seltene Farben, von denen nur schwierig ausreichende Mengen zusammenzubekommen sind, erzielen in der Regel die Spitzenpreise. Für ein Vorderpfotenbody aus Saphir- oder Tourmalin-Nerz wurde zu der Zeit 260 bis 280 Dollar bezahlt.

### Ohrid (Ochrida)

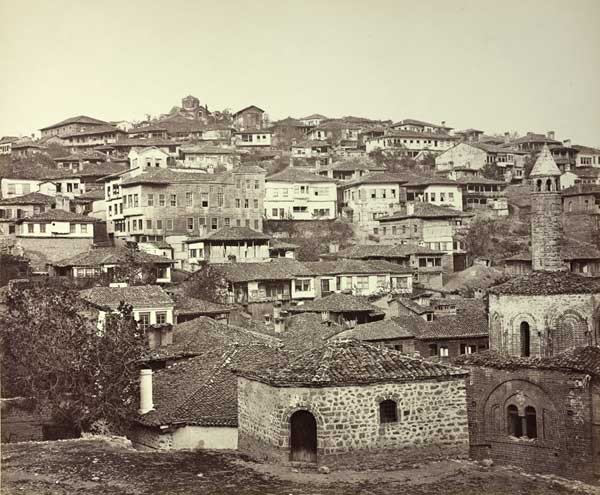
Ohrid (Ochrida) (1863)

Ohrid (griechisch Αχρίδα Achrída) ist heute eine Stadt im Westen Nordmazedoniens, nahe Albanien gelegen. Die Entfernung zum griechischen Pelzhandels- und Verarbeitungsplatz Kastoria beträgt nur knapp 140 Straßenkilometer, Anfang des 19. Jahrhunderts unterstand der Bischof von Kastoria dem Erzbischof in Ohrid. Bis zur Eroberung durch die serbische Armee am 29. November 1912 gehörte Ohrid, damals von den Griechen Ochrida genannt, über 500 Jahre zum Türkischen Reich. Von 1946 bis 1991 war Mazedonien eine Teilrepublik Jugoslawiens. Im Jahr 2002 mit 42.000 Einwohnern die achtgrößte mazedonische Stadt, waren es in der ausgehenden, hier behandelten türkischen Zeitepoche 13.000.
Von jeher ist die Kürschnerei in Ochrida das führende Gewerbe gewesen. Schon früh bereisten die Ochridaner mit ihren Waren andere Länder, vor allem auch die Messestadt Leipzig. Obwohl sie reine Bulgaren waren, als türkische Untertanen durften sie sich allerdings nicht so nennen, bezeichnete man sie dort nach ihrem „griechisch“-orthodoxen Glaubensbekenntnis als „Griechen“. Hauptgeschäftspartner in Leipzig waren das Bankhaus Constantin Pappa (Kommissionsgeschäft), die ursprünglich in Ochrida beheimatete Firma G. Keskari, deren Nachfolger noch heute in der Pelzbranche tätig sind, sowie das Kommissions- und Verkaufsgeschäft Kyoopoulos. Diese drei Firmen versorgten zu der Zeit fast den ganzen Orient mit dem nötigen Rohstoff.

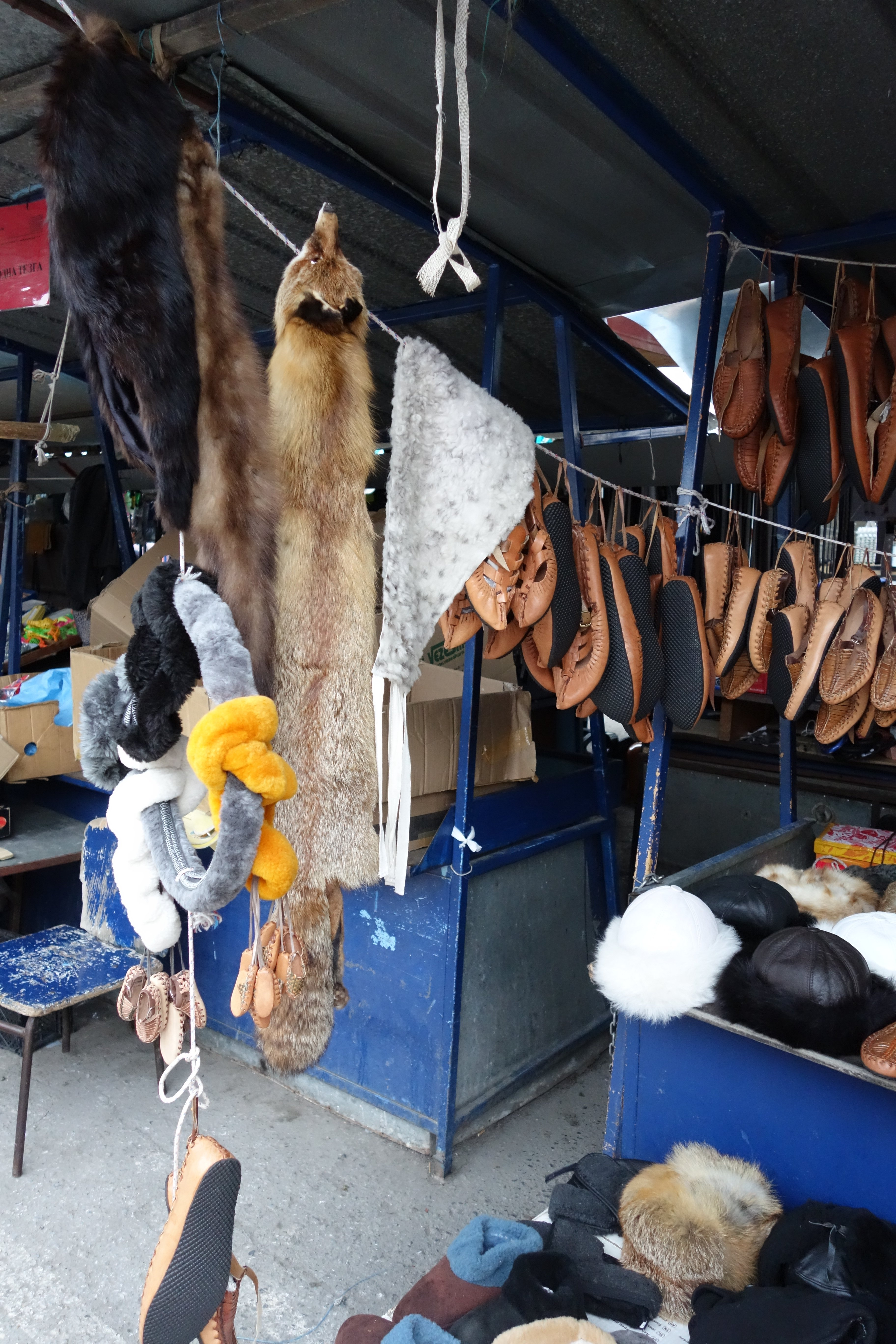
Spuren der Kürschner sind heute im vom Tourismus bestimmten Bild von Ohrid kaum noch zu finden: Ein Marktstand eines alten Händlers, neben anderen Waren auch mit Pelzkleinteilen (2014)

In den Zeiten, als das Transportwesen noch ungenügend war, hatte die Handelsmesse von Usundjowa (Usundschowo (Узунджово)) große Bedeutung für den Warenabsatz aus Ochrida. Zu dem in Südbulgarien, im Kreis Chaskoi (Oblast Chaskowo, Okrug Chaskowo) an der Straße von Philippopel nach Adrianopel gelegenen Ort kamen eine Unzahl von Händlern, selbst aus dem Okzident. Für Pelze waren die mit dem Pferdewagen angereisten Ochridaner die Hauptanbieter. Hauptabnehmer waren die Türken, bei denen überhaupt keine Selbstproduktion dafür bestand. Wurde gelegentlich nicht alles verkauft, so zog man weiter in die türkischen Städte und versuchte mit dem Feilbieten in Gasthäusern, hin und wieder auch mit hausieren, den Rest abzusetzen. Die Kürschner aus Ochrida waren allerdings nicht die einzigen Anbieter, es kam vor, dass bis zu 400 Meister und Gesellen im Hinterland von Saloniki den größten Teil des Winters mit dem Verkauf ihrer Erzeugnisse verbrachten. Mit dem Bau der Eisenbahnen und dem Eindringen ausländischer Konkurrenz endete diese Form des Handels, 1876, zwei Jahre nach dem Bau der Rumelischen Bahn wurde der Markt in Usundjowa eingestellt.
Als um 1900 im westlichen Europa mit der Pelznähmaschine die Großindustrie in die Pelzbranche einzog, arbeiteten die Kürschner in Ochrida in der Türkei und in Bulgarien noch völlig in der traditionellen, mühevollen Weise. Die kleinen Meisterbetriebe verfügten nicht über das Kapital für kostspielige Neuanschaffungen, und die größeren Handelshäuser verpassten eine notwendige Expansion, um mit dem Westen, aber auch mit der Konkurrenz in Kastoria, mitzuhalten. Erschwerend war, dass die Türken, bisherige Hauptabnehmer der Ware aus Ochrida, anfingen sich auf westliche Art zu kleiden. Höchste Militär- und Zivilbeamte sahen es bis dahin als vornehmes Kleidungsmittel an und bedienten sich seiner mit Vorliebe. Es gelang nicht, sich in dem entstehenden neuen großen Abnehmermarkt, der Pelzkonfektion für Damen, zu etablieren. Neben dem Kapitalmangel taten die politische Lage und das mangelnde Gespür für die neue westliche Mode ein Übriges.
Während um 1875 noch 150 selbständige Betriebe mit 800 männlichen Mitarbeitern existierten, waren es 25 Jahre später nur noch sechs, zwei größere und vier kleinere. Die größeren Firmen beschäftigten im Sommer 50 bis 60, im Winter nur 30 bis 40 Arbeiter, in der Regel in den Werkstätten selbst, nur ausnahmsweise in Heimarbeit. Heimarbeit wurde zu der Zeit nur noch von ärmeren Familienbetrieben im Stücklohn betrieben, wobei die ganze Familie mitarbeitete. Zu der Zeit gab es in diesen Betrieben 48 Meister, 74 Gesellen und 18 Lehrlinge. Die Bezahlung erfolgte nach Tagelohn, der Meister erhielt 15 bis 20 Piaster, je nach dem Grad seiner Geschicklichkeit, ein Geselle [„10, 5“] (unklar) und der Lehrling 1 ½ Piaster am Tag. Die früher übliche freie Beköstigung war inzwischen weggefallen. Eine Spezialisierung auf bestimmte Fell- oder Stückenarten gab es nicht. Durch den Niedergang des Gewerbes in Ochrida und die auch ansonsten schlechte Wirtschaftslage der Türkei wanderten die Arbeitskräfte massenhaft ab, ein Teil der verbliebenen Kürschner widmete sich nebenher dem dadurch wieder erstarkenden heimischen Ackerbau und den Weinbergen. Der endgültige Verfall des dort einmal mächtigen Handwerks war nicht aufzuhalten.

#### Verarbeitung der Nerz-, Skunks- und Katzenstücken in Ochrida
Der aus Ochrida stammende D. Totchkoff schrieb 1900 in seiner Doktorarbeit „Studien über Rauchwarenhandel und Kürschnerei insbesondere in Ochrida“ für die Universität Heidelberg über die Verwertung der Nerz-, Skunks- und Katzenstücken:

„Ein geschickter Meister und Fachkenner – denn nur ein solcher kann sich an diese Arbeit wagen – sortiert z. B. eine Partie Zobelstücke in 12 Sortimente. Von diesen wird jedes Sortiment nach Schönheit, Feinheit und Farbe eingeteilt. Mit der Haarseite nach aussen gekehrt werden diese sortierten Stücke zu einer Quadratform geordnet. Vorsichtig werden diese Stücke dann vom Krojatzsch umgedreht und von dem Schiatsch darauf zusammengenäht. Das Zusammennähen dieser oft nur zwei bis fünf Millimeter grossen Stücke ist eine äusserst langwierige und viel Zeit beanspruchende Arbeit. Diese quadratförmig zusammengestellten und -genähten Stücke werden dann nach Art der Fuchsfelle zu einem grösseren Stück, einem Tulum, verarbeitet (siehe nächstes Kapitel). Das fertiggestellte Tulum wird gewaschen und getrocknet. Man wiederholt das Wässern mehrmals um die Elastizität des Leders des Felles zu heben, und trocknet die Felle schliesslich auf einer grossen Holzplatte. Auf dieser Platte ist eine Trapezform abgemessen, auf welche das Fell mit dicht aufeinanderfolgenden Drahtstiften aufgezweckt wird. Nach dem Trocknen wird das Fell noch geklopft und gekämmt, und ist dann gebrauchsfähig, d. h. fähig, als Teil eines Kleidungsstückes verwendet zu werden. Die Einverleibung des Felles in das Kleidungsstück selbst, wie z. B. das Füttern eines Rockes mit ihm u. s. w., ist Sache eines besonderen Meisters, des Kaplamadji. Dieser Kaplamadji, der zu seiner Arbeit Fell und Kleidungsstück vom Kunden geliefert erhält, bekommt für das Füttern eines Rockes z. B. 10 Piaster (2 Mk.). Geniesst er nicht das uneingeschränkte Vertrauen des Kunden, so ist er bereit, in dessen Haus zu arbeiten. Dort erhält er neben dem Lohn in der Regel auch freie Beköstigung.“

#### Verarbeitung der Rotfuchsfelle in Ochrida

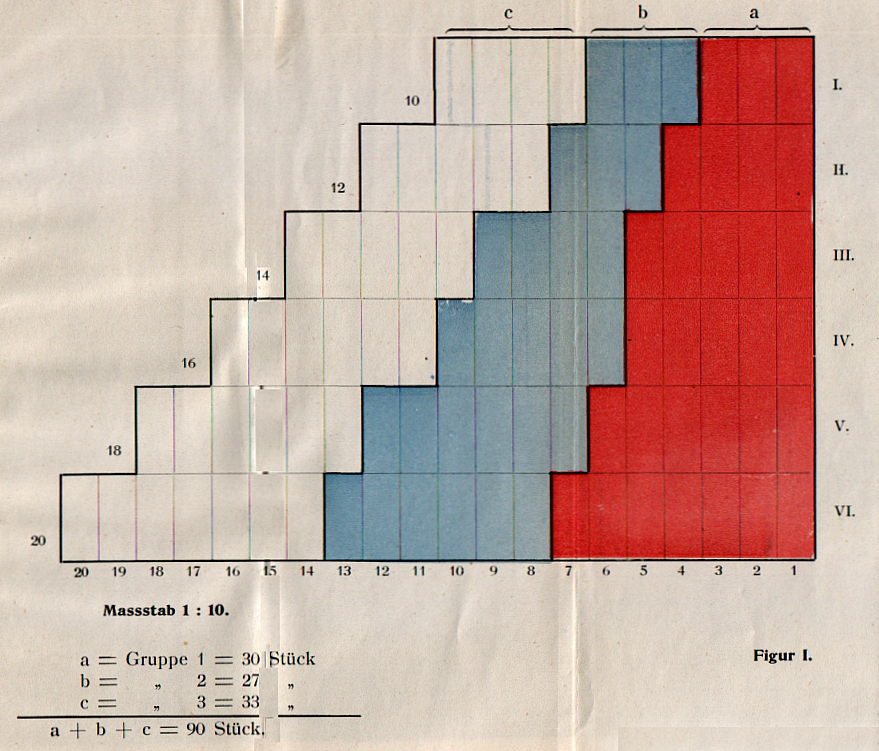
Abbildung I
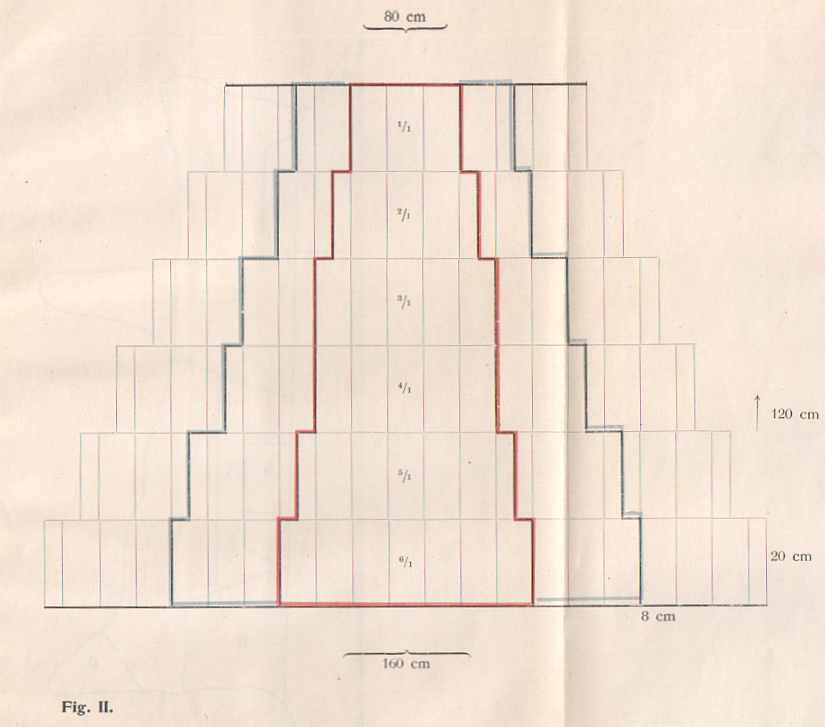
Abbildung II

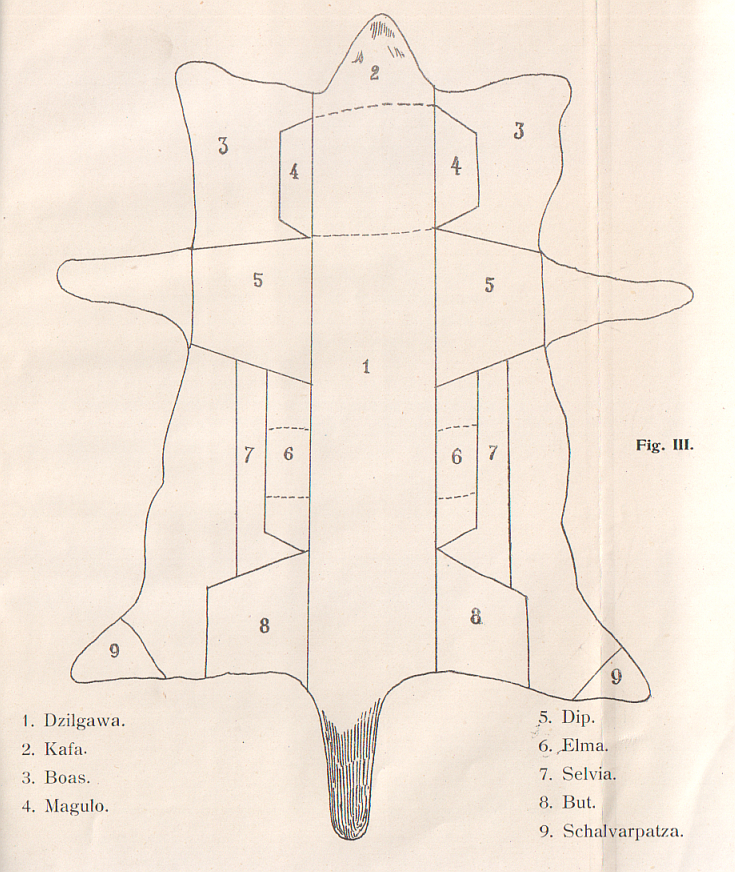
Abbildung III

Hauptartikel in Ochrida war das heimische Rotfuchsfell. In Osteuropa war es zu der Zeit noch üblich, bei bestimmten Fellarten die verschiedenen Fellteile getrennt zu verwerten. Aus den Rotfuchsfellen wurden zuerst die Rücken herausgeschnitten und nach Feinheit der Haare jeweils in drei Teile zerlegt. Diese Stücke wurden nun wiederum in drei Gruppen sortiert: Die erste Gruppe enthielt die besten, rötlichen Stücke mit dem besten Haarwuchs. Die zweite die etwas geringere Qualität und die dritte die verhältnismäßig minderwertigsten. Die Teile wurden dann in der Form eines Trapezes sortiert (siehe Bild 1), eine Arbeit, die nur ein geschickter und fachkundiger Meister vornehmen konnte.
Im nächsten Arbeitsschritt werden die in Abbildung 1 dargestellten Teile umgelegt, siehe Abbildung 2. Die besten Stücke (in Abb. 1 die Gruppe a) kommen in die Mitte, rechts und links davon die Gruppen b und c. Um diese Manipulation durchzuführen, dreht man jedes Rückenstück um, indem man bei Stück 1 der Gruppe a des I. Abschnittes anfängt, dann Stück 2, 3, 4 u. s. w. Die erste Reihe, d. h. 1I bis I VI ist die unveränderliche, ihre Teile werden mit den Zahlen 1/1, 2/1, 3/1 u. s. w. bezeichnet. Die obenstehende Zahl bezeichnet dabei die Nummer des betreffenden Abschnittes, die darunter stehende – und im ganzen Fall unveränderliche ist die Zahl des Felles einer ganzen Partie. Nachdem die erste Reihe umgedreht ist, werden die andern Stücke proportional geteilt und der linken und rechten Seite der Reihe angefügt. Im Abschnitt II sind die Stücke der ersten Gruppe a 4, daher muss das vierte Stück in zwei Teile geteilt werden, um von beiden Seiten der ersten Reihe gleich zu kommen. Die letzten Stücke der Gruppe c dienen zum Ausgleich und Füllen aller Abschnitte, um Gleichmässigkeit und Trapezform herzustellen.
Bis hierher war die Arbeit ausschließlich die Sache des Meisters. Das Zusammenheften und Nähen der Rechtecke übernahmen jetzt die Gesellen. Zur Herstellung eines solchen Felles, für das 45 Mark bezahlt werden (vor 1900), sind 50 Fuchsrücken notwendig.
Für die Herstellung des „Tulim Dzilgawa“[?] wurden die Rücken nicht dreigeteilt. Diese, meist für Vorderbesatz von Rücken verwendete Rückenstücke nennt man „Takami“.
Die für die Herstellung des Tulum Dzilgawa angewandte Arbeitsweise war die Grundlage der Verarbeitung aller Pelzwaren aus Ochrida, alle wurden so oder doch zumindest ähnlich produziert. Auch die Kopfstücken wurden in der Art zusammengesetzt, das Ergebnis wurde „Kafa“ genannt, sie galt sogar als wertvoller als die Tafel aus Fuchsrücken. Aus den Teilen mit dem schönsten, rötlichsten, reichsten und weichesten Haarwuchs entstand in der gleichen Art das „Magulo“. Ein Tulum Magulo wurde zum Preis von 10 türkischen Pfund (186 Mark) verkauft. Es kam auch vor, dass die mit Magulo bezeichneten Fellstücke in Trapezform zusammengenäht wurden, dieser Artikel hieß dann „Zara“.
Auch die in Abbildung III bezeichneten Fellteile wurden in der Art des Tulum Dzilgawa zu verschiedenen Produkten verarbeitet. Erwähnt wird damals in diesem Zusammenhang, dass eine „Schalwarpatza“ vormals einen Preis von 200 Mark erzielte und nur von Sultanen gekauft wurde.
Schedels Warenlexikon von 1814 nennt für die Händler von Kaffa und Prekopi folgende Bezeichnungen für die Fuchsteile: Bogaz, ein Halsteil, das für Ausschläge und Bordüren verwendet wird. Djilgawa, weiter unten vom Hals, sehr hoch geschätzt; wird stück- und tafelweise gehandelt; der ganze Pelz galt von 50 bis 500 Piaster. Nafé, von der Seite und vom Bauch, zum Ausfüttern der Pelze; in Tafeln gehandelt; nach Schönheit 16 bis 200 Piaster der Pelz. Sirt vom Rücken, geringer und wohlfeiler, 10 bis 20 Piaster der Pelz. Tilki-Patschassi und Kaffassi, die Teile vom Kopf und den Füßen; Patschassi 10, Kaffassi 5 bis 8 Piaster.
Die dritte Spezialität der Kürschner aus Ochrida war die Luchsverarbeitung, die ebenfalls der des Fuchsfells entsprach.

## China

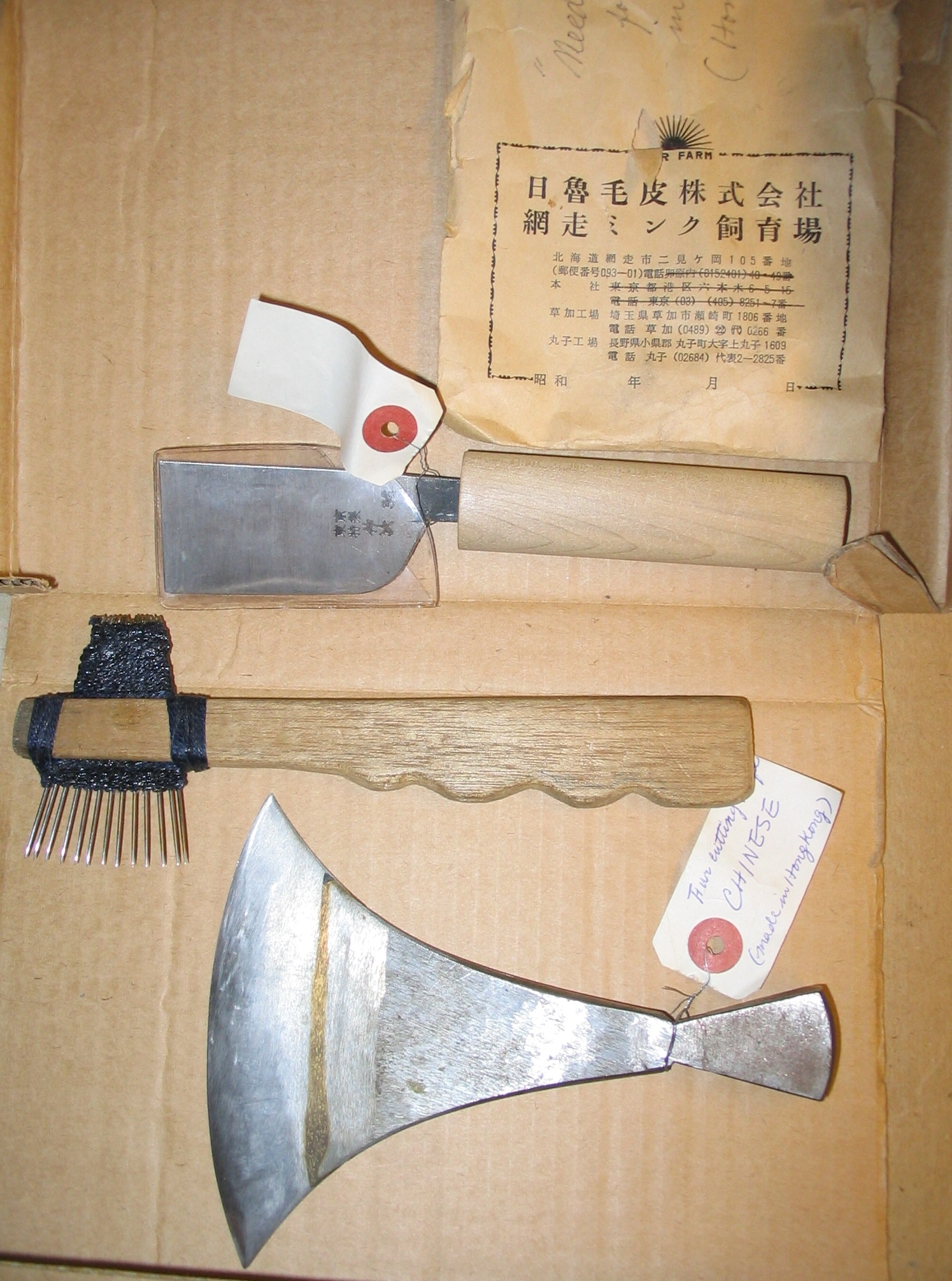
Chinesisches Kürschnerhandwerkszeug (Ende 20. Jahrhundert)

Über die Verarbeitung der Pelzreste erklärte der Frankfurter Rauchwarenkaufmann Richard König im Jahr 1952: „Im vornherein muss gesagt werden, dass fast alles was Leder und Haar hat, für unsere Branche irgendwie interessant und verwertbar ist. Auf der anderen Seite geht gerade in China nichts, wirklich auch gar nichts verloren. Wie man z. B. jede Hühnerfeder, jeden Aprikosenkern in tausenden von Tonnen sammelt und exportiert, genau so geschieht es auch mit den Fellen. Jeder kleinste Abfall wird in der Hausindustrie gesammelt und verarbeitet“.
Schon seit Jahrhunderten werden für den chinesischen Pelzmarkt Felltafeln aus Stücken und aus Fellen hergestellt. Über die Verarbeitungsverfahren ist jedoch nichts erhalten. Der chinesische Exporthandel mit Pelzen begann erst gegen Ende des 19. Jahrhunderts, jedoch fand seit Jahrtausenden ein ausgedehnter Pelzhandel im Landesinneren statt. So erklärt es sich, dass aus China bis noch in die erste Hälfte des 20. Jahrhunderts die Halbfabrikate aus Fellen und Fellstücken in einer in der restlichen Welt völlig unbekannten Form auf den internationalen Markt kamen, als Fellkreuze, in der im Körperteil längeren Ausführung Robes genannt. Das erste Mal in Europa auktioniert wurden die Fellkreuze 1889 in London. Allmählich passten sich die chinesischen Kürschner dem westlichen Markt an und lieferten die dort üblichen, rechtwinkligen Tafeln in Mantellänge.
Aus diesen Kreuzen ließ sich auf einfachste Weise (seitliches Schließen der Nähte) ein Mantel in der damals üblichen, chinesischen Form anfertigen.
Die nebenstehenden Abbildungen bringen eine interessante chinesische Arbeit aus Fehklauen zur Ansicht.
Die chinesischen Kürschner sind, wie bekannt, äusserst sparsame Arbeiter die selbst aus den kleinsten Pelzabfällen noch Profit zu ziehen verstehen. Uns ist ihre Arbeitsweise und ihr Geschmack vielleicht manchmal schwer verständlich. Wenn man aber derartige komplicierte Arbeiten näher studiert, so erscheint doch klar, dass bei ihrer Ausführung neben dem kommerciellen Bewegrunde, auch höher zu bewertende, kulturelle Einflüsse, mitgewirkt haben.

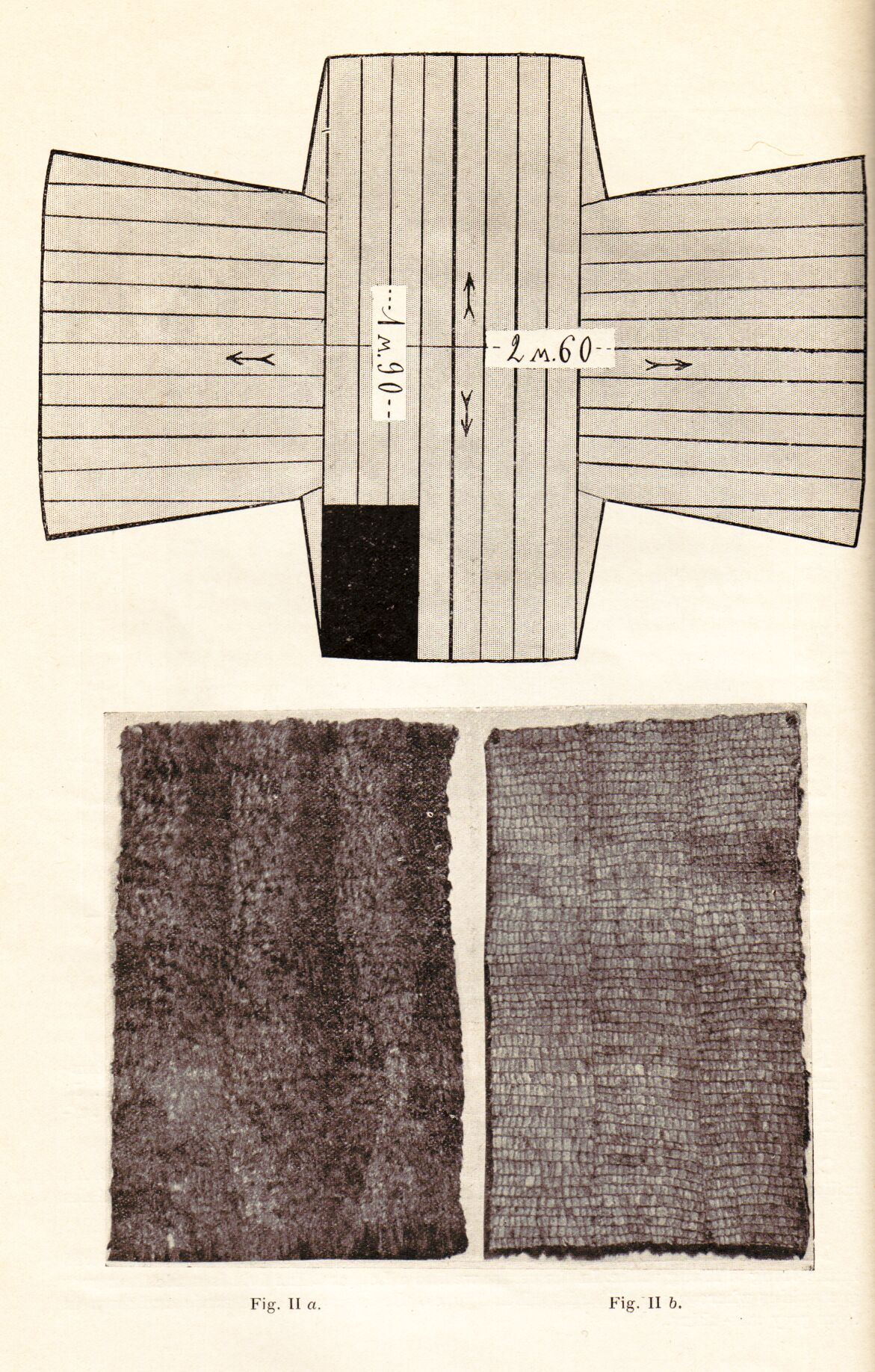
Chinesisches Fellkreuz aus Feh-Pfoten

Bei der nebenstehenden Arbeit ist offen gewesen, wie sich aus den flachen Teilen der Fehklauen eine grössere einheitliche Fläche (im vorliegenden Fall ein Mantel in Kreuzform), herstellen lasse. Die Lösung der Frage ist nun folgendermaßen versucht worden. Die Klauen, (ungefähr 7.600 an der Zahl) sind zunächst der Rauch nach, zu zwei sortiert worden. Dann sind diese 2 Klauen quer in 4 Höhen geschnitten worden. Die 2 oberen, raucheren Stücken wurden neben einander gestellt; die anderen 6 Stückchen in der Mitte, der Länge nach, geteilt und dann, dem Haarschlag, entsprechend, rechts und links an die Oberstücken angesetzt. Auf diese Weise entstand ein Streifen von ungefähr 9 cm. Breite und 1 cm Höhe. Hundert solcher Streifen wurden dann aufeinandergesetzt, die rauchsten nach oben, Fig. 2 repräsentiert 3 halbe derartige Bänder welche im Kreuze, Fig. 1 den schwarzausgefüllten Platz einnehmen (Haarseite und Lederseite).
Die Bänder sind dann wie Fig. 1 angiebt in Kreuzform zusammengesetzt. Die Arbeit enthält ungefähr 55.000 kleine Stückchen die über 1100 m Naht verursacht haben. Das fertige Kreuz ist dann zobelfarbig geblendet worden.
Diese Riesenarbeit macht fertig den Eindruck von gepresstem Sammt. Da jedes einzelne Band im Strich auseinander läuft, so bilden sich für das Auge hellere und dunklere Längsstreifen, wie auch die Fotografie (N° 2) erkennen lässt.
Bis zum Ende des 20. Jahrhunderts kamen immer noch vereinzelt mit der Hand genähte chinesische Stückentafeln auf den westlichen Markt.
Schon lange hat die Stückenverarbeitung in China einen beträchtlichen Umfang erreicht. Sie konzentriert sich im Wesentlichen auf die nördlichen Provinzen, in denen auch das zu verarbeitende Material anfällt. Es sind oder waren dies größtenteils folgende Fabrikate (die hier noch so aufgeführten, vormals als Kreuze oder Robes angebotenen Artikel, nur noch in Plattenform (Plates)):
- Vom Lamm und vom Schaf

1) Lammklauen-Platten (Lamb Leg Plates), Lammkopf-Platten (Stirnen) (Lamb Head Plates), Lammnacken-Platten (Lamb Neck Plates), Lammohren-Platten (Lamb Ear Plates).
Die Fabrikation erfolgt meist in Kalgan. Daher sind sie auch als Kalgan Lamb Leg Plates, Kalgan Lamb Head Plates usw. im Handel.
Wurden von den Chinesischen Breitschwanzfellen die Klauen verarbeitet, wurden die Halbfabrikate davon auch als Karakulklauen-Platten bezeichnet.
2) Lammkopf-Kreuze (Lamb Head Crosses), Lammklauen-Kreuze (Lamb Leg Crosses), Lammohr-Kreuze (Lamb Ear Crosses), Lammkopf-Matten (Lamb Head Mats), Lammklauen-Matten (Lamb Leg Mats), Schafklauen-Tafeln (Sheep Leg Plates)
- Vom Kid (Zickel) und von der Ziege

Kidklauen-Tafeln, Kid-Kopftafeln, Kidklauen-Kreuze (Kid Leg Crosses), Ohrentafeln und Kid-Nackentafeln

## Die Veredlung von Pelz-Stückenware
Da die Fellstückentafeln oft aus Rohmaterial aus verschiedenen Fellen, Fellteilen, verschiedenen Fellpartien und aus unterschiedlichen Pelzzurichtungen (Gerbungen) stammen, wird der Händler oder Kürschner gegebenenfalls noch korrigierend, ausgleichend beziehungsweise ergänzend nacharbeiten. Oftmals genügt eine sogenannte Zweckhilfe (auch „Kürschnermilch“ oder „Pelzbutter“ genannt), die eine neutralisierende, gerbende, fettende und allgemein lederpflegende Wirkung hat.
Reicht das nicht aus, hilft nur eine Nachzurichtung, in der Regel in einem Gerbbad durch den Pelzzurichter. Anschließend müssen die Felltafeln erneut gezweckt werde, um die handelsüblichen Größen wieder herzustellen und dem Produkt eine gewisse Attraktivität zu geben.
Soll das Material außerdem gefärbt werden, sind verschiedene Vorkehrungen nötig:
Wird die Farbe nur von der Haarseite mit der Bürste aufgetragen, erübrigt sich meist eine Lederbehandlung, durch das Läutern, das Reinigen der Pelze mit Holzspänen, läuft das Fell nur geringfügig ein.
Färbungen im Bad benötigen eine Fixierung der Tafeln, um Verwicklungen zu vermeiden.
Wegen der vielen Nähte unterbleiben die bei Fellen üblichen mechanischen Lederverbesserungen (zum Beispiel Ausstoßen, Bakeln usw.).
Die Nachzurichtung im Badverfahren besteht aus den Phasen Broschur, Beize und Fettung.
Auch die Färbung von Stückenware unterliegt gegenüber Fellen Einschränkungen.
Vorkehrungen gegen das Einwickeln oder Einrollen.
Der Schrumpfungsgrad einer Tafel wird durch ihr schwächstes Stückenteil bestimmt. Der Ausfall eines nur kleinen Teilstücks stellt immer eine beachtliche Wertminderung dar. Deshalb beschränkt man sich gewöhnlich auf eine Arbeitstemperatur nicht höher als 30 Grad. Für Heißfärbungen sind besondere Vorkehrungen zur Ledertemperaturbeständigkeit vorzunehmen.
Die Färbung ist so einzustellen, dass die naturbedingten Unterschiede der Farbaufnahme zwischen den Stücken so gut wie möglich ausgeglichen werden. Oft wird eine Lederfärbung eingesetzt, um das an manchen Stellen durchscheinende helle Leder Stellen abzudecken.
Der Läuterprozess bedarf besonderer Umsicht, um Nahtbeschädigungen oder gar Zerreißen zu vermeiden.
Spezielle Endbehandlungen (Finish) langhaariger Ware wird nur in Ausnahmefällen vorgenommen, zum Beispiel bei einer leichten Krummspitzigkeit der Grannenhaare. Diese erfolgen ohnehin nach Fertigstellung des Pelzbekleidungsstückes durch den Kürschner.

## Verwendete Literatur
Kastoria und Siatista
- Walter Langenberger: Wer kennt nicht Kastoria. In: Pelz International, Januar 1969, S. 61–64; Februar 1969, S. 89–91
- Walter Langenberger: Griechenland... (II). In: Pelz International, April 1972, S. 184–187
- Leonidos Pouliopoulos: Kastoria. Im Anzeigenblatt Kastoria vermutlich herausgegeben anlässlich der Pelzmesse in Kastoria, Hsgbr. Christopher Winckelmann, Alexander the Great 105, Kastoria, ohne Datum (ca. um 1980)
- Leonidas Pouliopoulos: Das Pelzgewerbe in Kastoria. Diplomarbeit beim Institut für soziale Betriebsführung der Johannes-Kepler-Universität Linz zur Erlangung des akademischen Grades eines Magisters, Januar 1978, CB-Verlag Carl Boldt, Berlin, ohne Jahr. Auch in: Pelz International, September 1978 S. 58–68; Dezember 1978, S. 50–55
- Leonidas Pouliopoulos: Der Beitrag des Pelzgewerbes zur regionalen Entwicklung von West-Makedonien, insbesondere des Bezirkes Kastoria. 2010.
- The Greek fur, Siatista, first furriers (englisch), zuletzt abgerufen am 8. März 2000, s. jetzt dort unter History of Greek Fur

Ochrida
- Dimitri Ch. Totchkoff (Ochrida): Studien über Rauchwarenhandel und Kürschnerei, insbesondere in Ochrida (Macedonien). Inaugural-Dissertation zur Erlangung der Doktorwürde der philosophischen Fakultät der Universität Heidelberg. Universitäts-Buchdruckerei und Verlag, vorm. Ph. Wiese, Heidelberg 1900